# Indische Architektur

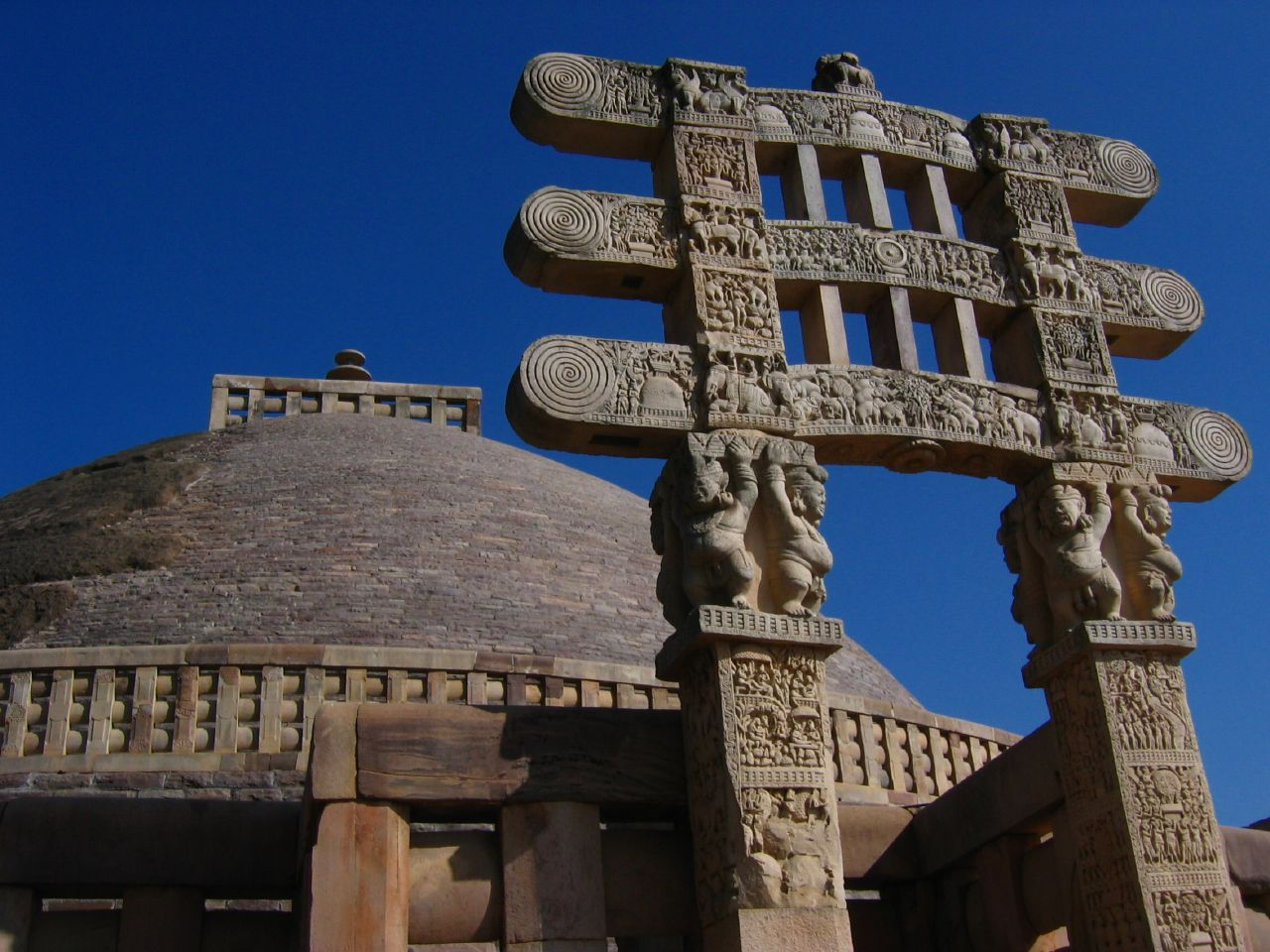
Tor (torana) am Großen Stupa von Sanchi (Madhya Pradesh, Zentralindien)

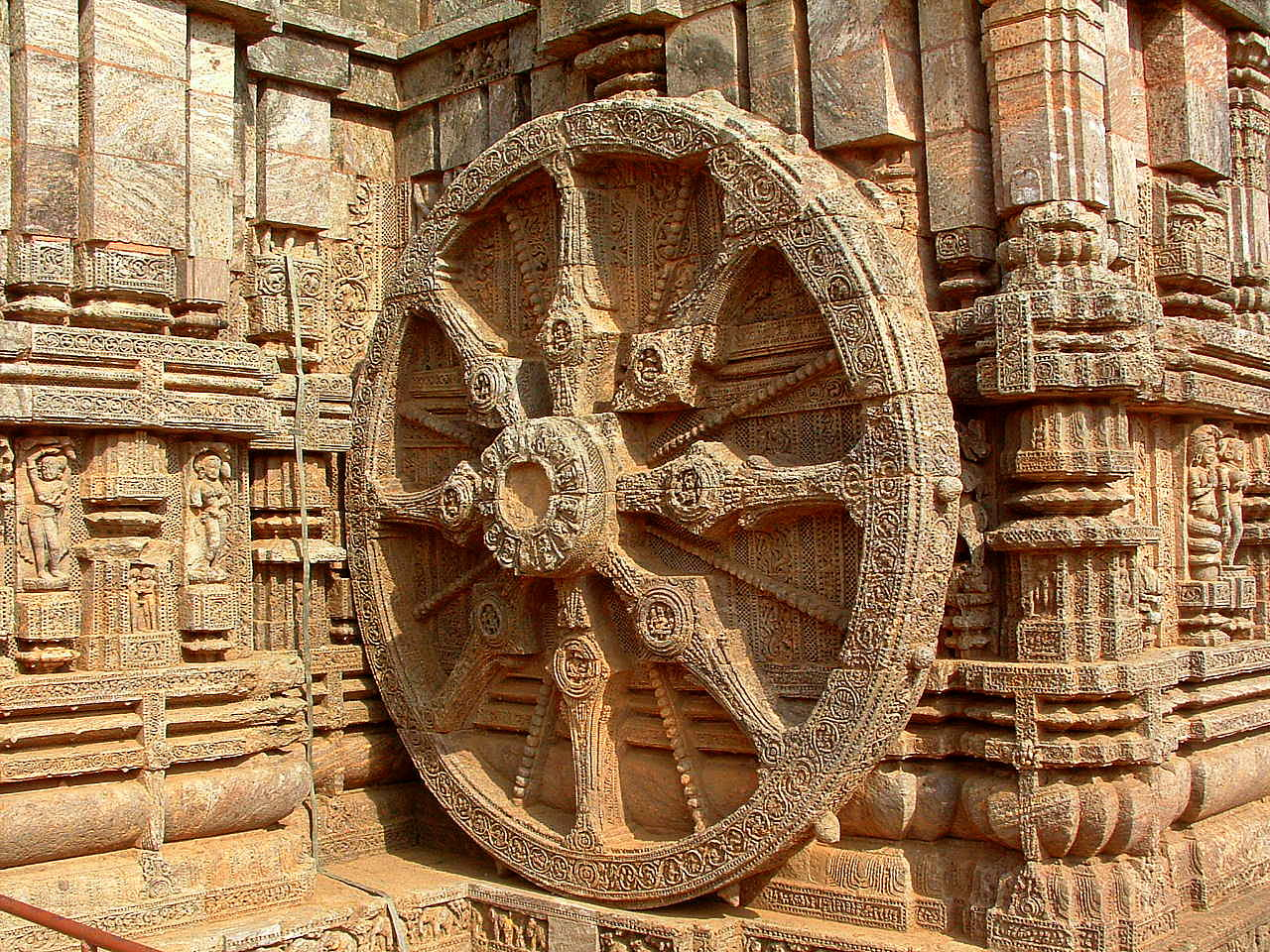
Detail am hinduistischen Surya-Tempel von Konark (Odisha, Ostindien)

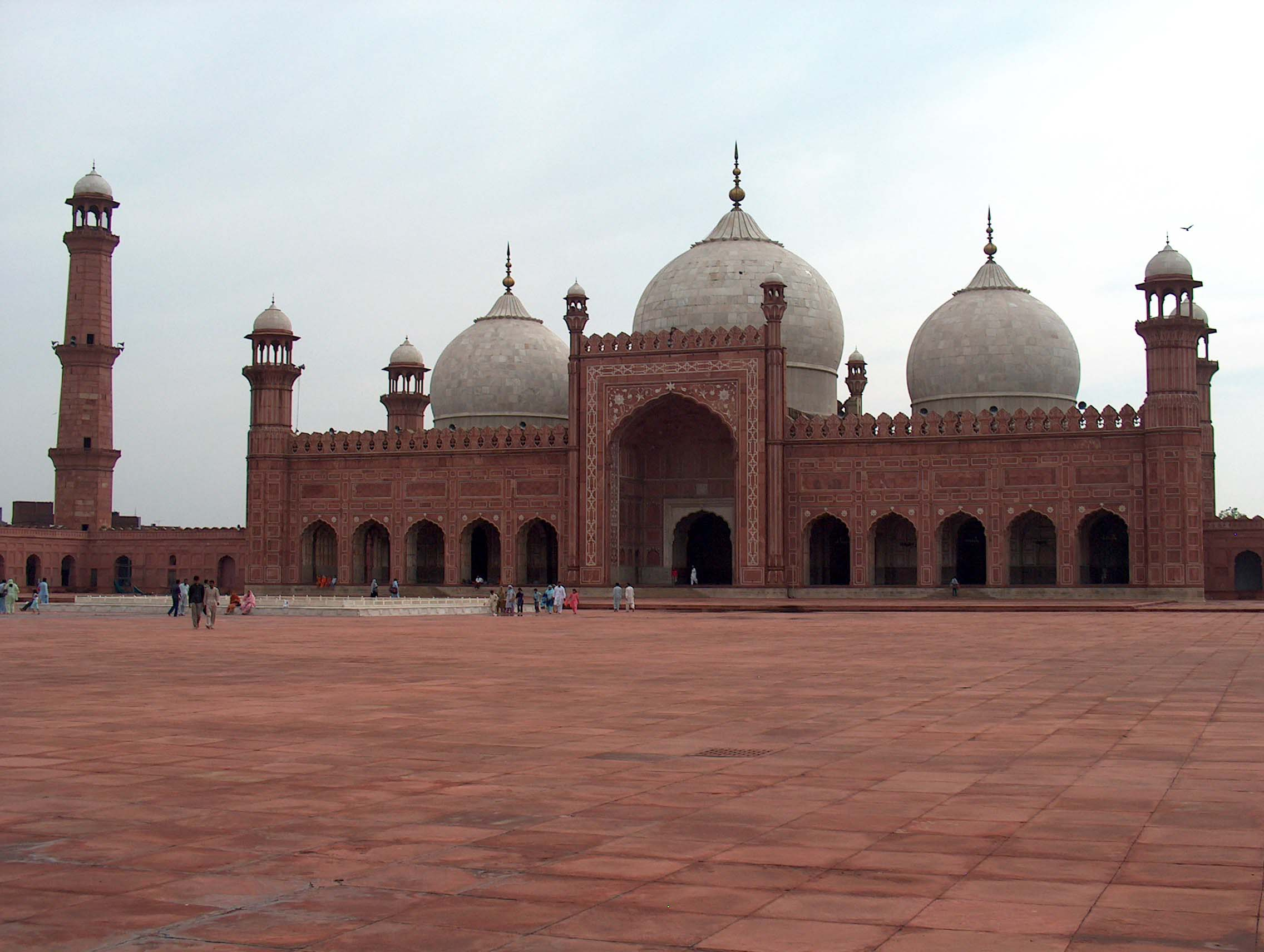
Badshahi-Moschee in Lahore (Punjab, Pakistan)

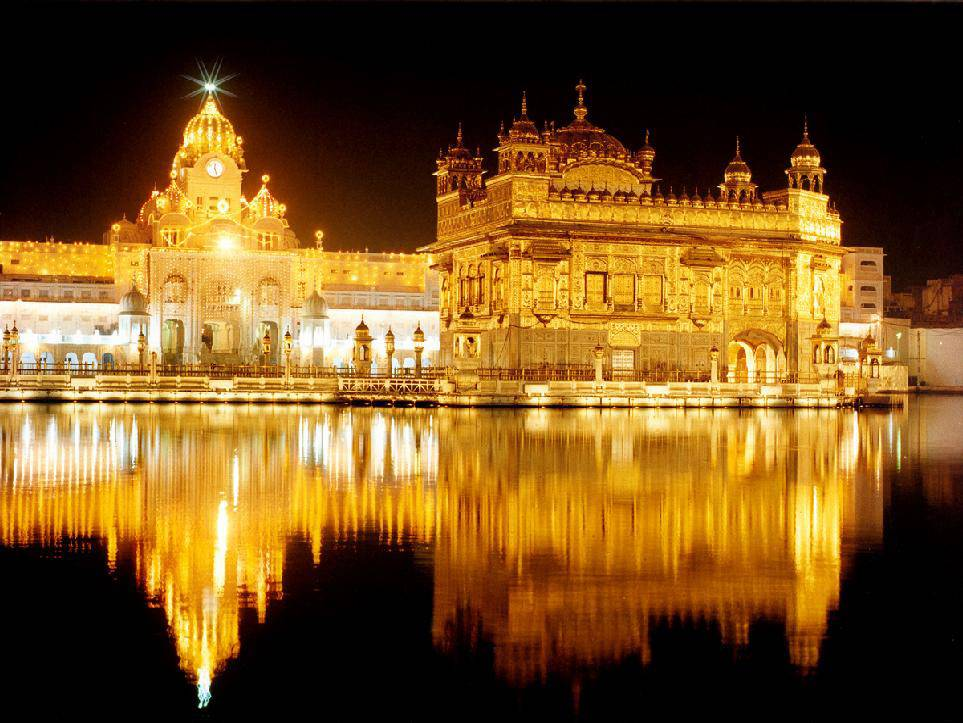
Goldener Tempel von Amritsar, Punjab, Indien

Die indische Architektur umfasst die Architektur des indischen Subkontinents mit den Staaten Indien, Pakistan, Bangladesch, Nepal und Sri Lanka vom Beginn der Indus-Kultur im 3. Jahrtausend v. Chr. bis heute. Sie spiegelt sowohl die ethnische und religiöse Vielfalt des indischen Subkontinents als auch dessen historische Entwicklung wider.

## Anfänge
Ihre Anfänge liegen in den Städten der frühgeschichtlichen Indus-Kultur, die sich durch beachtliche städteplanerische Leistungen und große Funktionalität auszeichnen. Monumentalbauten waren dieser frühesten Hochkultur auf indischem Boden noch gänzlich unbekannt. Aus bislang ungeklärten Gründen ging die Indus-Kultur im 2. Jahrtausend v. Chr. unter. Eine Kontinuität zur späteren kunsthistorischen Entwicklung ist nicht nachzuweisen.
Die indische Architektur der historischen Periode war bis in die frühe Neuzeit vor allem eine Sakralarchitektur. Der Buddhismus prägte den Beginn der Monumentalbaukunst, datiert in die Zeit des Maurya-Herrschers Ashoka im 3. Jahrhundert v. Chr. Auf den Stupa als frühesten Kultbau folgten buddhistische Tempel- und Klosterbauten. Mit der Wiederbelebung des Hinduismus in nachchristlicher Zeit begann die Phase der hinduistischen Tempelarchitektur, die je nach Region und Epoche verschiedenste stilistische Ausprägungen erfahren hat. Die hinduistische Architektur strahlte im Mittelalter nach Südostasien, die buddhistische bereits im Altertum auch nach Ostasien und Tibet aus, während die Baukunst des eng verwandten Jainismus stets auf den Subkontinent beschränkt blieb. Gemeinsam ist allen drei Architekturen eine strenge Geometrie, die sich aus kosmologischen und astrologischen Anschauungen herleitet. Buddhistische, hinduistische und jainistische Heiligtümer werden vor allem als Sinnbilder des Kosmos oder einzelner Teile davon aufgefasst. Der Hindutempel bildet, wie auch der buddhistische Stupa, den mythischen Weltenberg Meru als Sitz der Götter ab und kann somit als eine Art monumentaler Großplastik angesehen werden. Aus diesem Zusammenhang erklärt sich die der indischen Architektur wesenseigene Vorliebe für die plastische Darstellung und, bei den Buddhisten, Hindus und Jainas, der besondere Stellenwert der Ikonografie.
Aus dem Nahen Osten gelangte im 8. Jahrhundert die islamische Baukunst nach Indien, wo sie sich unter einheimischen sowie west- und zentralasiatischen Einflüssen zu einer eigenständigen indo-islamischen Architektur entwickelte. Die Moschee, als Ort des gemeinschaftlichen Gebets die wichtigste islamische Bauform, entbehrt der starken Symbolbehaftung der Bauwerke indischer Religionen. Im Detail ist jedoch der hinduistische Einfluss auf die plastische Steinbearbeitung nicht zu übersehen. Spätestens im Mogulreich verschmolzen islamische und indische Elemente zu einer von der Architektur des außerindischen Islam abgrenzbaren Einheit.
Der Kolonialismus brachte im 16. Jahrhundert europäische Kunstvorstellungen mit, die zunächst weitestgehend isoliert von einheimischen Traditionen blieben. Erst im ausgehenden 19. Jahrhundert bildete sich ein unverkennbar britisch-indischer Kolonialstil heraus. In der Moderne wirken die zeitgenössische Architektur westlicher Prägung ebenso wie traditionelle Bauformen und innovative, eigenständige Entwicklungslinien.

## Grundlagen und allgemeine Wesenszüge

### Raumvorstellungen

Das neun Felder (3²) umfassende Pitha-Mandala ist eines der einfachsten Mandalas der Architekturlehre Vaastu. Es verdeutlicht die ideale vedische Raumvorstellung: Das Zentrum ist der Gottheit Brahma geweiht, darum haben untergeordnete Götter ihren Sitz. Das Mandala ist erweiterbar auf bis zu 1024 (32²) Felder. Als Grundlage für den Städtebau wird das Pitha-Mandala mit Gestirnen besetzt, wobei die Sonne das Zentrum einnimmt. Zweck ist die Schaffung eines Abbildes der kosmischen Ordnung.

Die indische Raumkonzeption ist eng mit astrologischen und kosmologischen Vorstellungen verknüpft, während ihre bildhafte Gliederung die Stellung von Personen und Dingen in der Welt widerspiegelt. Die vedische Architekturlehre Vastu erläutert idealisierte Stadtschemata mit folgendem Grundaufbau: Im Mittelpunkt der Stadt befindet sich ein dem wichtigsten vedischen Gott Brahma vorbehaltenes Heiligtum, das als „Allerheiligstes“ gilt. Darin kommt die im Hinduismus und Buddhismus bis heute vorhandene Vorstellung vom Weltenberg Meru als Mittelpunkt der Welt und Sitz der Götter zum Ausdruck. Um das zentrale Heiligtum sind in konzentrischen Ringen weniger bedeutende Heiligtümer, die jeweils einer bestimmten Gottheit bzw. einer bestimmten Form des Göttlichen geweiht sind, angeordnet. Die Gottheiten und damit die Heiligtümer sind Gestirnen (Sonne, Mond, Fixsterne) zugeordnet. Die konkrete Lage der kleineren Heiligtümer richtet sich nach der von Pilgern zu befolgenden Umrundungsrichtung des Zentralheiligtums (in der Regel im Uhrzeigersinn). Die Stadt wird von zwei Achsen durchzogen, denen astronomischen Beobachtungen zugrunde liegen: Die erste Achse verläuft in Ost-West-Richtung zwischen den Äquinoktialpunkten, die zweite in Nord-Süd-Richtung zwischen den Kulminationspunkten der Sonne. Aus der Mittelpunktlage und dem orientierten Achsenkreuz ergeben sich zwangsläufig die geometrischen Grundformen Quadrat und Kreis, die als Mandala dargestellt werden können, bzw. Würfel und Kugel. Das Quadrat besitzt besondere Symbolkraft, bilden doch die vier mythologischen „Eckpunkte“ Indiens – die Wallfahrtsorte Puri im Osten, Rameswaram im Süden, Dvaraka (Dwarka) im Westen und Badrinath im Norden – ein Quadrat.
Tatsächlich weisen einige Städte in Nord- und Zentralindien eine annähernd dem beschriebenen Idealfall vergleichbare Struktur mit nach den Himmelsrichtungen ausgerichtetem Achsenkreuz und markantem Mittelpunktsbau auf. Nahe am Ideal liegt Jaipur (Rajasthan, Nordwestindien), das im 18. Jahrhundert als Planstadt mit einer durchgehenden Ost-West-Achse, einer unvollständigen Parallelstraße, zwei Nord-Süd-Achsen, schachbrettartigen Nebenstraßen und dem Palast des Maharadschas als zentraler Dominante erbaut wurde. Allerdings ist das strenge Prinzip je nach den geografischen Gegebenheiten mehr oder weniger stark aufgeweicht. In den meisten Städten sind die Nebenstraßen der großen Achsen verwinkelt; sie unterliegen keinem strengen Ordnungsprinzip. Selbst islamische Gründungen haben einen ähnlichen Aufbau, der aber in den Paradiesvorstellungen dieser Religion begründet liegt. So ist das Achsenkreuz dem viergeteilten Paradiesgarten nachempfunden.
Auch südindische Tempelstädte sind durch ein Achsenkreuz gekennzeichnet; überdies sind sie annähernd quadratisch. Wuchs die Stadt an, wurde der ummauerte Stadtkern von einer größeren Mauer umschlossen. Diese folgt in Form und Ausrichtung dem inneren Mauerring, wobei Letzterer in der Regel erhalten blieb. Über Jahrhunderte entstanden so mehrere ineinanderliegende Mauerquadrate, die einen Anhaltspunkt für das Alter der Stadtteile bieten, vergleichbar den Jahresringen eines Baumes. Die Seiten der Quadrate verlaufen idealerweise in Ost-West- bzw. Nord-Süd-Richtung. Im innersten Quadrat erhebt sich der Haupttempel, in der Regel das älteste Bauwerk und Ausgangspunkt der Stadtentwicklung. Seine Architektur ist ebenfalls nach den Himmelsrichtungen ausgerichtet und wird von rechteckigen Grundstrukturen beherrscht. Die Stadtviertel mit kleineren Tempeln ringsumher sind konzentrisch und hierarchisch angeordnet. Einige südindische Städte wie Tiruvannamalai kommen diesem Idealbild äußerst nahe.
Auch in kleinräumigen Strukturen lassen sich die Ordnungsprinzipien Quadratur und Orientierung wiedererkennen. Die Anordnung der Bestandteile eines Tempels ist ähnlich wie die Anlage einer Stadt in der Vastu-Lehre festgelegt. Auch traditionelle indische Wohnhäuser sind häufig quadratisch oder rechteckig. Der Haupteingang weist möglichst nach Osten. Die Innenräume sind hierarchisch um einen Hausschrein gruppiert. Es besteht allerdings eine beträchtliche regionale Variationsbreite.

### Bauweisen und -stoffe
In vedischer Zeit war Holz das bevorzugte Baumaterial. Frühe monolithische Steinbauten, etwa die hinduistischen und buddhistischen Höhlentempel und -klöster, bilden daher in Holzbauweise errichtete große Hallen mit einheitlicher Decke nach. Ornamente, die vermutlich Holzschnitzereien nachempfunden waren, wurden in weichen Sandstein eingekerbt. Nach dem Übergang zu freistehenden, zusammengesetzten Steinbauten, teilweise bis in die frühe Neuzeit, dienten Holzkonstruktionen noch immer vielfach als Vorbilder. Immer wieder wurden lange Steinbalken nach Holzbauart verlegt, ohne die mangelhaften statischen Eigenschaften auf Grund des Eigengewichtes des schwereren Baustoffs auszugleichen. Einstürze und nachträgliche Korrekturen waren daher relativ häufig. Dennoch setzte sich der Steinbau dank der Haltbarkeit des Materials durch.
Für Trockenmauerwerk, das in an Naturstein reichen Regionen wie dem Dekkan und dessen Randgebirgen dominiert, wurden Steinblöcke so präzise zugehauen, dass sie ohne Mörtel aufeinandergeschichtet werden konnten und imstande waren, schwere Deckenplatten zu tragen. Mörtel aus Kalk oder Gips nutzte man vor allem im nördlichen und nordwestlichen Teil des Subkontinents, in denen Backstein als wichtigstes Baumaterial dient. Aber auch in Südindien bestehen die oberen Stockwerke hoch aufragender Tempeltürme aus leichterem Mörtelmauerwerk. In Bengalen und Sindh kommt bis heute auch Lehm als Baustoff und Bindemittel zum Einsatz. In islamischer Zeit sorgten nach persischem Vorbild angefertigte schnell abbindende, zementartige Mörtelmischungen für die nötige Stabilität beim Bau großer Kraggewölbe und -kuppeln. Deckenkonstruktionen – in der indischen Architektur sind keine aufgesetzten Dachstühle nach europäischem Muster üblich – und Außenmauern wurden zudem mit Mörtel abgedichtet, um das Durchdringen von Wasser in der regenreichen Monsunzeit zu verhindern. Besonders bei Kuppeln verleiht die von außen aufgebrachte Mörtelschicht zusätzliche Festigkeit.
Die verbreitetsten einheimischen Bautechniken der vorislamischen Zeit waren die Steinschichtung und das Überkragen. Obwohl Gewölbe- und Kuppelbau bereits im Altertum bekannt waren, fanden sie erst durch islamische Baumeister weitreichende Verbreitung. Viele herausragende indo-islamische Bauwerke sind Kuppelbauten. Der Übergang von der rechteckigen Grundfläche zum Fußkreis der Kuppel wurde in vorislamischer Zeit noch durch Eckplatten und Kragkonstruktionen, später durch Trompen, Pendentifs und türkische Dreiecke gelöst. Gewölbeschlusssteine und amalakas (Schlusssteine auf Tempelturmspitzen) übernehmen neben rein statischen Aufgaben fast immer auch symbolische und/oder dekorative Funktionen.
Als Hilfskonstruktionen dienen bei Bauwerken aus Haustein steinerne oder eiserne Klammern und Anker, welche die großen Steinblöcke oder ganze Gebäudeteile zusammenhalten. Backsteinkonstruktionen werden durch mit Ringankern verbundene Holzbalken, häufig aus Teak, stabilisiert. In viele Gewölbe sind eiserne oder hölzerne Zuganker eingelassen, um die Schubwirkung des Gewölbes aufzuheben. Konstruktive Bauglieder (Träger, Unterzüge usw.) liegen häufig unter Putz. Äußerlich sichtbare Rippen haben daher meist keine statische Funktion; besonders in islamischen Bauwerken sind sie in der Regel reine Schmuckelemente aus Stuck.
Eine Eigenart der indischen Architektur ist der Brauch, einzelne Bauelemente oder sogar große Wandflächen, vornehmlich bei Sakralbauten, mit einem Überzug aus Metall, Glas oder anderen glänzenden Materialien zu versehen. Sehr verbreitet ist diese Praxis in Nepal, wo die hölzernen Bestandteile bedeutender, in Fachwerkbauweise errichteter Tempel oft mit Metall überzogen oder gar vollständig durch Metall ersetzt sind. Das bekannteste Beispiel überhaupt für den Einsatz metallischer Baustoffe in der Fassadengestaltung ist der Goldene Tempel in der indischen Stadt Amritsar, das höchste Heiligtum der Glaubensgemeinschaft der Sikhs.

### Baumeister und Handwerker
Über die Architekten bedeutender indischer Baudenkmäler, insbesondere von Sakralbauten der einheimischen Religionen, ist kaum etwas bekannt. Für Hindus, Buddhisten und Jainas steht die religiöse Bedeutung eines Heiligtums im Vordergrund, hinter welcher Persönlichkeit und Leistung seines Erbauers völlig zurückzustehen haben. Aus diesem Grunde sind nur sehr wenige indische Architekten namentlich bekannt. Die Aufgabenverteilung beim Bau eines Tempels und die Funktion des Architekten sind dagegen in den Shilpa Shastra, mittelalterlichen Abhandlungen zur hinduistischen Baukunst, überliefert. Die allgemeine Leitung eines Tempelbauvorhabens als Sthapaka (Priesterarchitekt) übernahm stets ein angesehener brahmanischer Gelehrter, der umfassende Kenntnisse der heiligen Schriften als auch eine gute Bildung auf dem Gebiet der Kunst und Architektur besitzen musste. Die konkrete bauliche Ausführung oblag dem Sthapati, dem eigentlichen Architekten, der ebenfalls Brahmane war. Ihm unterstanden in der Hierarchie – in dieser Reihenfolge – der Sutragrahin, oft sein Sohn, als Bauzeichner und Konstrukteur, der Takshaka als oberster Steinmetz und Zimmermann sowie der Vardhakin als dessen Assistent. Die Handwerker, die die Bauarbeiten ausführten, waren nach Berufsgruppen in Kasten organisiert. Die Zugehörigkeit zu einer bestimmten Kaste und damit zu einer bestimmten Berufsgruppe wurde durch die Geburt bestimmt.
Erst aus islamischer Zeit sind einige Baumeister aus Gebäudeinschriften und Chroniken namentlich bekannt. Islamische Herrscher ließen berühmte Architekten aus Persien und der Türkei nach Indien kommen, um einheimische Handwerker anzuweisen und zu unterrichten, unter anderem Mirak Mirza Ghiyas, den Erbauer des Grabmals des Mogulherrschers Humayun. Muslimische Baumeister (mimar) vorderasiatischer Herkunft beeinflussten so nachhaltig die Herausbildung höfischer Bauschulen, die durch einheimische Handwerkstechniken regionale Ausprägungen erfuhren.

## Architektur der vor- und frühgeschichtlichen Zeit

### Indus-Kultur

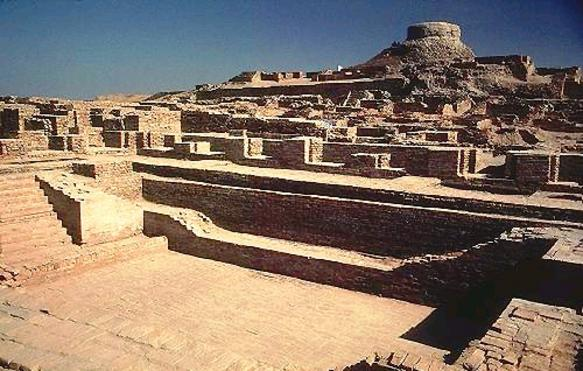
„Großes Bad“ (3. Jahrtausend v. Chr.) in Mohenjo-Daro (Sindh, Pakistan), im Hintergrund die Ruine eines buddhistischen Stupas aus nachchristlicher Zeit

Im 3. Jahrtausend v. Chr. lösten die Städte der Indus- oder Harappa-Kultur die dörflichen Vorgängerkulturen ab. Letztere sind seit dem 7. Jahrtausend v. Chr. belegt, unter anderem in Mehrgarh (Belutschistan, Pakistan) durch primitive Kammerbauten aus handgeformten und luftgetrockneten Lehmziegeln. Übergangskulturen wurden in Kot Diji am unteren Indus und in Kalibangan in Rajasthan entdeckt. In beiden Siedlungen liegen Lehmziegelstrukturen innerhalb eines massiven Walles. Nach vorübergehender Aufgabe wurden die Orte von größeren, städtischen Siedlungen überlagert.
Die eigentliche Indus-Hochkultur (etwa 2600 bis 1800 v. Chr.) umfasste mehrere hundert Städte nicht nur am Unterlauf des Indus, sondern auch im heute zwischen Pakistan und Indien geteilten „Fünfstromland“ Punjab, in Südbelutschistan sowie in den indischen Bundesstaaten Haryana, Gujarat, Rajasthan (Kalibangan im äußersten Norden) und Uttar Pradesh (Alamgirpur im äußersten Westen). Die größten Zentren waren Harappa im Punjab und Mohenjo-Daro im Sindh. Eine der bedeutendsten Städte außerhalb der Industiefebene war Lothal in Gujarat. Fast alle größeren Siedlungen haben einen ähnlichen, streng geometrischen städtebaulichen Aufbau. Eine zitadellenartige Oberstadt im Westen überragt die räumlich getrennte annähernd parallelogrammförmige, rechteckige oder quadratische Unter- bzw. Wohnstadt im Osten. Monumentalbauten sakraler, kultischer oder profaner Natur waren der Indus-Kultur offenbar unbekannt. In Mohenjo-Daro sind verschiedene Großbauwerke anhand archäologischer Erkenntnisse als „Priesterkolleg“, „Großes Bad“ und „Kornspeicher“ ausgelegt worden; endgültige Belege für den tatsächlichen Zweck der Gebäude stehen aber angesichts der noch immer unentschlüsselten Schrift der Indus-Kultur aus.

### Vedische Zeit
Aus bislang ungeklärten Gründen erlosch die Indus-Kultur um 1800 v. Chr. Mit ihrem Erlöschen fand auch die Lehmbautradition vorläufig ein Ende, obwohl einzelne harappanische Siedlungen noch bis ins 17. vorchristliche Jahrhundert bewohnt waren. Die dörflichen Kulturen der darauffolgenden Jahrhunderte sind nur durch Keramiken und Gebrauchsgegenstände belegt, bauliche Reste haben nicht überdauert.
Die Wohnbauten der Indoarier bestanden aus vergänglichen Materialien wie Holz, Bambus oder Stroh, in späterer Zeit auch aus Lehm. Eine Stadtkultur konnte sich erst wieder in der spätvedischen Phase im 7. oder 6. Jahrhundert v. Chr. in der Ebene des Ganges und der Yamuna etablieren. Frühe Städte wie Kaushambi (nahe Prayagraj) und Rajagriha (in Bihar) waren von Wällen umgeben. Der Bruchsteinwall von Rajagriha aus dem 6. Jahrhundert v. Chr. ist der früheste erhaltene Natursteinbau Indiens. Hausanlagen aus der Gründungszeit dieser Städte sind dagegen nicht erhalten.

## Buddhistische Architektur

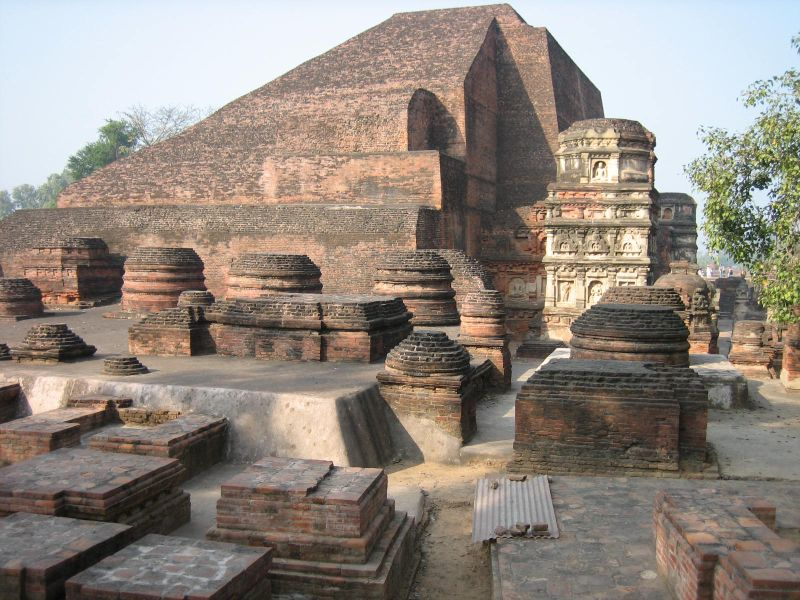
Ruinen der vom 5. bis 12. Jahrhundert bestehenden buddhistischen Klosteruniversität von Nalanda (Bihar, Nordostindien): Im Hintergrund der Große Stupa (Sariputta-Stupa), rechts ein Eckturm mit Skulpturen des Buddha und der Bodhisattvas, im Vordergrund kleinere Votivstupas

Der Beginn der indischen Monumentalbaukunst fällt in die Zeit Ashokas (reg. 268 bis 232 v. Chr.), Herrscher des Maurya-Reiches, des frühesten Großreiches der indischen Geschichte, der den im 6. Jahrhundert v. Chr. als Reformbewegung aus dem autoritäreren Brahmanismus hervorgegangenen Buddhismus angenommen und dessen Verbreitung gefördert hatte. Vor diesem Hintergrund entstand erstmals eine buddhistische Sakralarchitektur, ebenso wie eine von der buddhistischen Ikonografie beeinflusste Profanbaukunst. Der buddhistische Sakralbau dient nicht der Anbetung von Gottheiten, sondern soll entweder in Form eines Kultbaus kosmologische Vorstellungen versinnbildlichen oder in Form eines Klosters Anhänger des Buddhismus auf dem „Achtfachen Pfad“ zur Überwindung des Leidens beherbergen.
Zentren der buddhistischen Architektur waren neben dem Maurya-Reich (4. bis 2. Jahrhundert v. Chr.) dessen Nachfolgereich unter der Shunga-Dynastie (2. und 1. Jahrhundert v. Chr.), der westliche Dekkan auf dem Gebiet des heutigen Maharashtra sowie der Nordwesten des Subkontinents mit der historischen Region Gandhara und dem Reich Kuschana (3. Jahrhundert v. Chr. bis 3. Jahrhundert n. Chr.), wo der Buddhismus eine enge Symbiose mit der seit Alexander dem Großen verbreiteten Kultur der hellenistischen Welt einging (Graeco-Buddhismus). Nach hellenistischem Muster entstand etwa im 1. Jahrhundert v. Chr. die Siedlung Sirkap im Gebiet von Taxila (Gandhara, heutiges Nordwestpakistan) mit Hauptstraße, rechtwinklig abgehenden Nebenstraßen und Häuserblöcken im Rechteckraster.
Die Hauptstadt der Maurya, Pataliputra (Bihar, Nordostindien), soll nach der Beschreibung des Megasthenes eine der größten Städte der damaligen Zeit gewesen sein. Da Pataliputra heute größtenteils unter der Stadt Patna liegt, konnte bisher nur ein kleiner Teil der antiken Stadt freigelegt werden, darunter Überreste eines Palisadenzaunes. Die Reste einer großen auf monolithischen Sandsteinsäulen ruhenden Halle, deren Zweck unbekannt ist, stellen den herausragendsten Fund dar.
Nach dem Untergang Kushanas, teilweise auch schon vorher, befand sich der Buddhismus mit Ausnahme Sri Lankas überall in Südasien, wenngleich mit regional beträchtlichen zeitlichen Unterschieden, auf dem Rückzug gegenüber dem wiedererstarkenden Hinduismus. Damit einher ging eine Verminderung der buddhistischen Bautätigkeit, die nach dem Vordringen des Islam endgültig zum Erliegen kam. Eine Fortsetzung und Weiterentwicklung erfuhr die buddhistische Bautradition außerhalb Indiens, insbesondere in Südost- und Ostasien sowie im tibetischen Kulturraum.

### Beginn der Monumentalbaukunst
Die Ursprünge der im 3. vorchristlichen Jahrhundert einsetzenden indischen Monumentalbaukunst sind nicht eindeutig geklärt, werden aber von vielen Wissenschaftlern (u. a. Mortimer Wheeler) auf persische Einflüsse zurückgeführt, während der indische Archäologe und Kunsthistoriker Swaraj Prakash Gupta eine Eigenentwicklung aus Holzschnitzformen des Gangestals sieht. Den Befürwortern der persischen Theorie zufolge könnten persische Steinmetze nach der Zerstörung des Achämenidenreiches durch Alexander den Großen 330 v. Chr. die Kunst der Steinbearbeitung und -polierung nach Indien gebracht haben. Für diese These spricht unter anderem die Gestaltung von Figurenreliefs. Andererseits lassen sich die buddhistischen Stupas als früheste Vertreter der Sakralarchitektur ebenso wie frühe Tempel- und Klosteranlagen aus indischen Vorbildern herleiten, wobei tatsächlich viele Gestaltungsprinzipien aus der Holzbaukunst übernommen wurden.
Unbestritten ist, dass die Achämeniden bereits im 6. und 5. Jahrhundert v. Chr. auf den Nordwesten des indischen Subkontinents expandierten. Aus dieser Zeit stammen zahlreiche Stadtbefestigungsanlagen (Wälle, Gräben) in Nordindien. Eine zweite Welle der Errichtung solcher Anlagen fand zur Zeit der hellenistischen Einfälle der Graeco-Baktrier im 2. vorchristlichen Jahrhundert statt.

### Der Stupa als frühester buddhistischer Kultbau

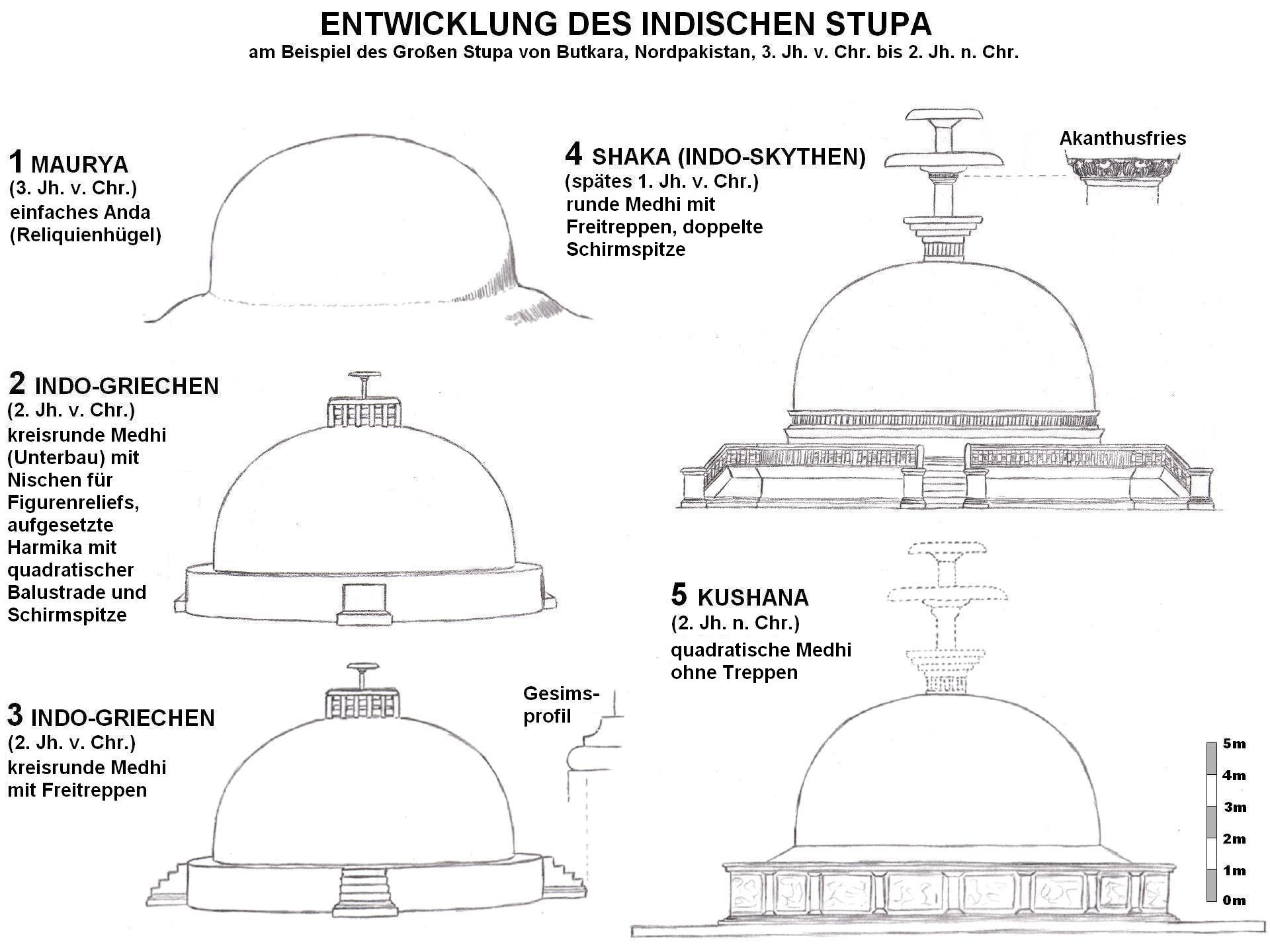
Entwicklung des indischen Stupa am Beispiel des Großen Stupa von Butkara (Swat-Tal, Nordpakistan; 3. Jahrhundert v. Chr. bis 2. Jahrhundert n. Chr.)

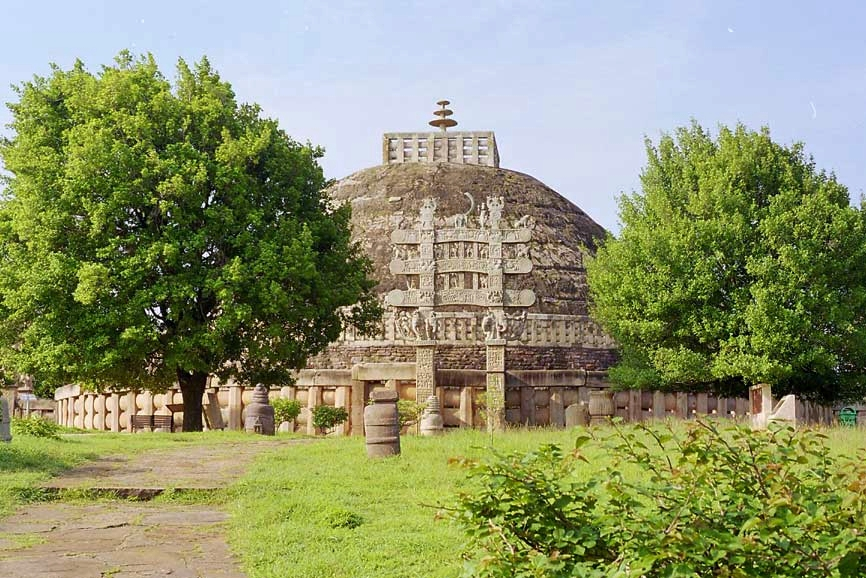
Großer Stupa von Sanchi (Madhya Pradesh, Zentralindien), ursprünglich im 3. Jahrhundert v. Chr. erbaut, Mitte des 2. Jhs. v. Chr. fast vollständig neu errichtet und später ergänzt

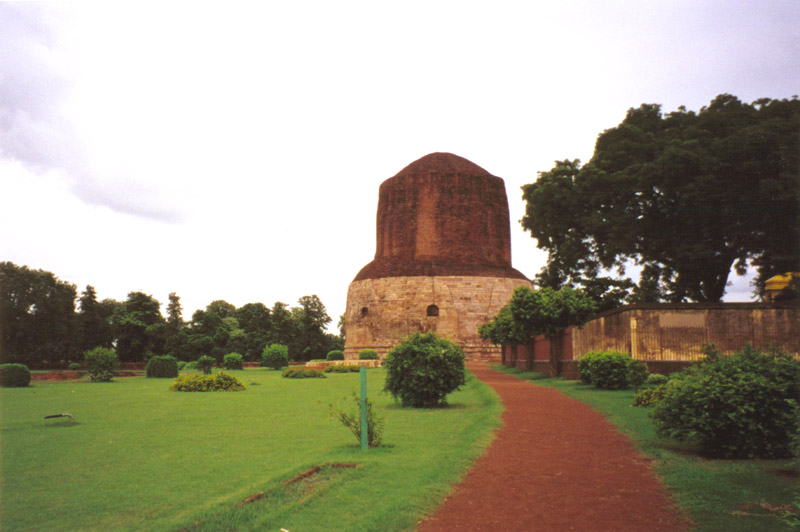
Der Dhamek-Stupa (4. / 5. Jahrhundert n. Chr.) in Sarnath (Uttar Pradesh, Nordindien) gehört mit seinem turmartig zylindrisch gestreckten Baukörper dem späten Typus des indischen Stupa an.

Zur Maurya-Zeit entstand mit dem Stupa die früheste bekannte Form der buddhistischen Sakralarchitektur. Der Stupa ging aus älteren, aus Erde aufgeschütteten Grabhügeln hervor. Frühe Stupas bestanden aus einem abgeflachten, aus Ziegeln gemauerten und oft mit Bruchstein oder Erde aufgefüllten Halbkugelbau (Anda, wörtlich „Ei“), in den eine Kammer (Harmika) für die Aufbewahrung von Reliquien eingelassen ist, und waren von einem Holzzaun umringt. Neben der Reliquienaufbewahrung sollten Stupas oft auch an bedeutende Ereignisse der Geschichte des Buddhismus erinnern.
Die meisten während der Maurya-Zeit im 3. und 2. Jahrhundert v. Chr. erbauten Stupas in Nordindien und Nepal wurden unter der im 2. und 1. vorchristlichen Jahrhundert herrschenden Shunga-Dynastie übermauert, so die ältesten der hervorragend erhaltenen Stupas von Sanchi (Madhya Pradesh, Zentralindien). Unter den Stupas von Sanchi ragt der Mitte des 2. Jahrhunderts v. Chr. erneuerte, im Kern aber noch aus der Epoche der Maurya stammende Große Stupa heraus, der zu den bedeutendsten Baudenkmälern des indischen Altertums zählt. Er weist alle Elemente auf, die auch für die späteren Stupas charakteristisch sind. Das Anda ruht auf einem terrassenartigen kreisrunden Unterbau (Medhi), der über Freitreppen zugänglich ist. Die Harmika ist nicht mehr in das Anda eingelassen, sondern steht innerhalb einer quadratischen Steinbalustrade obenauf. Den Abschluss bildet ein Steinmast (Yasti), der sich aus den mittig aufgesetzten Holzstäben der früheren Grabhügel ableitet, mit dreifacher schirmförmiger Bekrönung (Chattra, Plural Chattravali). Das Bauwerk als Ganzes symbolisiert nach buddhistischer Vorstellung den Kosmos, wobei das Anda für das Himmelsgewölbe und die Yasti für die Achse der Welt stehen. Umgeben ist der Baukomplex von einem Wandelpfad (Pradakshinapatha) und Steinzaun (Vedika); die vier darin eingelassenen Steintore (Torana) mit reichem Figurenschmuck wurden aber erst im 1. Jahrhundert v. Chr. oder später ergänzt. Ebenfalls aus der Shunga-Zeit stammt der Stupa von Bharhut in Madhya Pradesh. Die etwa auf dem Gebiet des heutigen Andhra Pradesh herrschenden Shatavahana erbauten zwischen dem 2. Jahrhundert v. Chr. und dem 2. Jahrhundert n. Chr. Stupas mit bilderreichen Friesen, unter anderem in Ghantasala, Bhattiprolu und Amaravati.
Auch im Nordwesten blühte die Stupa-Architektur; eines der frühesten Beispiele ist der Dharmarajika-Stupa in Taxila in der Region Gandhara (Nordpakistan) der den Stupas der Maurya und Shunga ähnelt. In Gandhara entwickelte sich auch ein neuer Typus des Stupa: Etwa ab dem 2. oder 3. Jahrhundert n. Chr. löste im Kuschana-Reich ein quadratischer Sockel die runde Medhi ab, während die vorher abgeflachte Halbkugelform des eigentlichen Stupa nun zylindrisch gestreckt wurde. Stellvertretend für diesen neuen Typus steht der Stupa von Sirkap nahe Taxila. Die gestreckten Stupas fanden durch die Ausdehnung Kushanas weite Verbreitung in Nordindien. Bei besonders großen Stupas ist die Medhi schmaler, höher und durch Gesimse vom Überbau abgegrenzt, sodass der Stupa wie ein Stockwerkbau erscheint. Stupas aus der Spätzeit des Buddhismus in Nordindien ragen turmhoch auf, und das Anda bildet nurmehr deren oberen Abschluss. Ein Beispiel ist der unvollständige, zylindrisch gestreckte Dhamek-Stupa von Sarnath (Uttar Pradesh, Nordindien) aus dem 4. oder 5. Jahrhundert.
In Sri Lanka, das im Gegensatz zum rehinduisierten, später teils islamisierten Indien bis heute buddhistisch geprägt ist, entwickelte sich ab dem 3. Jahrhundert v. Chr. eine besondere Spielart des Stupa, die als Dagoba bekannt ist. Die ältesten Dagobas sind entweder als Ruinen erhalten oder wurden später überbaut. Charakteristisch sind der meist runde Stufensockel, das halbkugel- oder glockenförmige Anda, die darauf sitzende quadratische Harmika und die konische, aus sich verjüngenden Ringen zusammengesetzte Spitze.
Auch in anderen Teilen Asiens, in denen der Buddhismus zum Teil bis heute Fuß fasste, wurde die Bautradition des Stupa fortgeführt und weiterentwickelt. Neue Bauformen gingen daraus hervor, so in Tibet der Chörten, in China und Japan die Pagode sowie – über den Zwischenschritt der Dagoba – die thailändische Chedi. Weitere Varianten sind in Südostasien verbreitet.

### Buddhistische Höhlentempel und -klöster

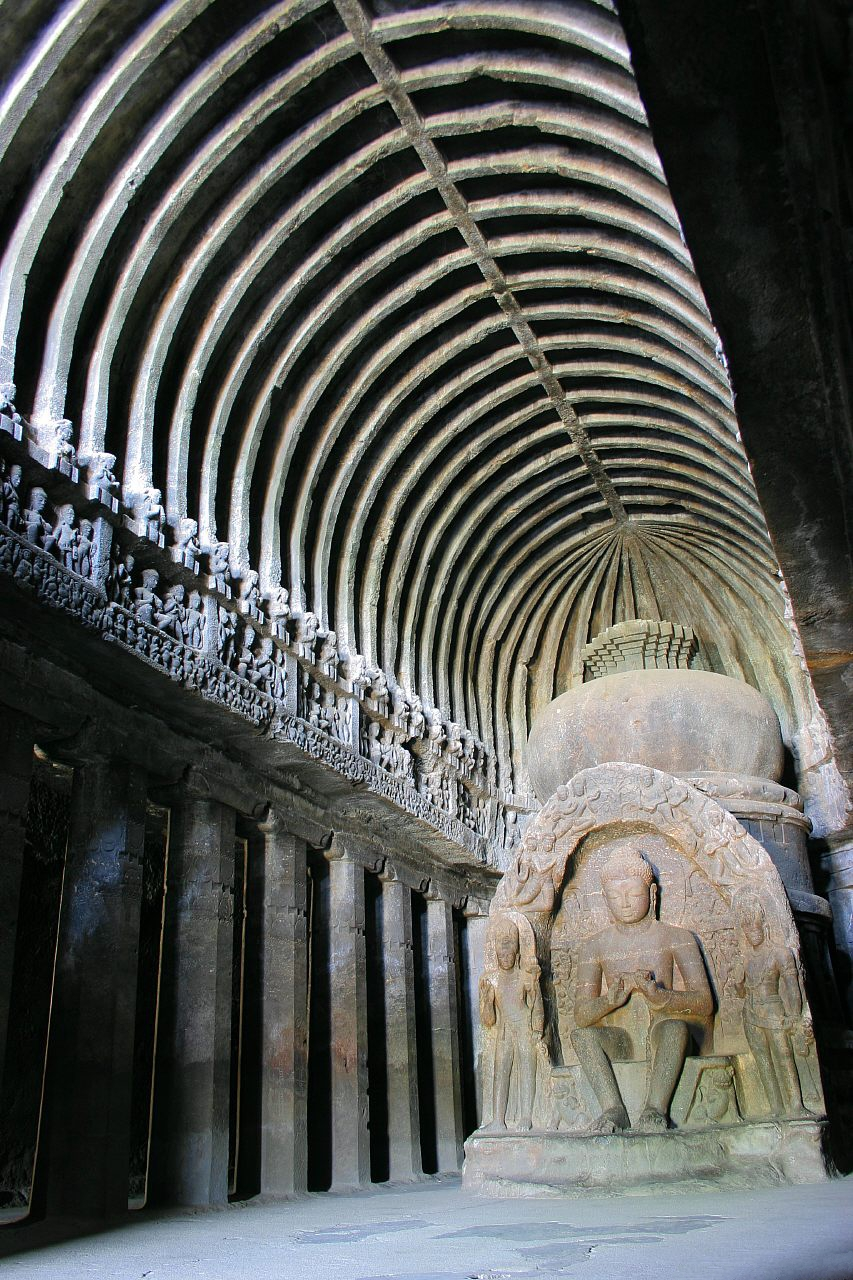
Chaitya-Langhalle (7. Jahrhundert) in Höhle Nr. 10 in Ellora (Maharashtra, Zentralindien) mit charakteristischem – eine hölzerne Dachkonstruktion imitierenden – Tonnengewölbe sowie einem Säulengang und Stupa mit vorgesetzter Buddhafigur in der Apsis

Die Höhlen in den Barabar-Bergen Bihars aus dem 3. Jahrhundert v. Chr., also der Epoche der Maurya, stellen den Anfangspunkt der monolithischen Höhlentempelarchitektur dar, die in späteren Jahrhunderten zu einem wichtigen Charakteristikum der gesamtindischen Baukunst reifte. Obwohl die Barabar-Höhlen der Ajivika-Sekte, einer nichtbuddhistischen Gemeinschaft, als Kultort dienten, greifen sie einige Merkmale späterer buddhistischer Höhlentempel voraus. Die Lomas-Rishi-Höhle besteht aus einer länglichen Halle, an die sich eine kreisrunde Kammer, die als Kultraum diente, anschließt. Beide Raumformen verschmolzen später im buddhistischen Sakralbau zur Gebetshalle (Chaityagriha, Chaitya-Halle). Unter den Barabar-Höhlen ist nur der Eingang der Lomas-Rishi-Höhle mit einem an hölzerne Vorbilder angelehnten Elefantenrelief ausgeschmückt.
Ins 2. oder 1. Jahrhundert v. Chr. werden die ältesten Teile der Klosteranlage von Bhaja datiert, die stilistisch am Beginn der buddhistischen Höhlentempel steht. Bhaja befindet sich auf dem westlichen Dekkan, wo sich die Hauptentwicklung der Höhlentempel vollzog. Hier sind rechteckige Halle und kreisförmige Kammer bereits zur apsidialen Chaitya-Langhalle mit Tonnengewölbe verschmolzen. Eine Säulenreihe unterteilt die Halle in drei Schiffe. In der Apsis erhebt sich ein kleiner Stupa, der ebenso wie alle anderen Bauelemente aus dem Felsen herausgehauen ist. Beiderseits des hufeisenförmigen Einganges zur Chaitya-Halle liegen, jeweils um einen größeren Mittelraum gruppiert, mehrere schlichte rechteckige Zellen, die in ihrer Gesamtheit ein Mönchskloster (Vihara) bilden. Der beschriebene Aufbau stellt das Grundkonzept buddhistischer Höhlenklöster in Indien dar; spätere Anlagen unterscheiden sich bis auf wenige Ausnahmen nur durch ihre Größe, Komplexität und individuelle künstlerische Ausgestaltung. Augenfällig ahmt die Architektur der Höhlenklöster immer wieder die zeitgenössische Holzbauweise nach, denn die Säulen der Chaitya-Hallen und die Rippen der Deckengewölbe sind in Höhlen ohne jede statische Funktion. Auch die Außenfassaden imitieren oft hölzerne Vorbilder, die nicht erhalten sind.
Die Höhlen von Karla aus dem 1. bis 2. Jahrhundert n. Chr. ähneln in der Anlage dem unweit gelegenen Klosterkomplex von Bhaja. Einen besonderen Stellenwert nimmt Karla durch seinen reichen Bilderschmuck ein, der im Gegensatz zum eher sparsamen Dekor Bhajas steht. Sind die Säulen in Bhaja noch ungegliedert und gänzlich schmucklos, zieren die Kapitelle der fein gegliederten Säulen in Karla kunstvoll ausgearbeitete Figuren von Liebespärchen (Mithuna). Vervollkommnung erreicht die plastische Ausschmückung in der vier Chaitya-Hallen und mehr als 20 Vihara-Höhlen umfassenden Anlage von Ajanta, die über einen langen Zeitraum etwa vom 2. Jahrhundert v. Chr. bis zum 7. Jahrhundert n. Chr. entstand. Neben üppigem Relief- und Ornamentschmuck an Portalen, Säulen und Pilastern ist Ajanta für seine Wandmalereien berühmt. Während der Buddha in den älteren Anlagen nur in symbolischer Form durch Stupas verehrt wird, finden sich in den jüngeren Höhlen zahlreiche figürliche Darstellungen. In Ellora ist nur der älteste Teil (etwa 6. bis 8. Jahrhundert) buddhistisch, daneben existieren je eine hinduistische und jainistische Höhlengruppe.
Siehe auch: Buddhistische Höhlentempel in Indien

### Freistehende Tempel- und Klosteranlagen

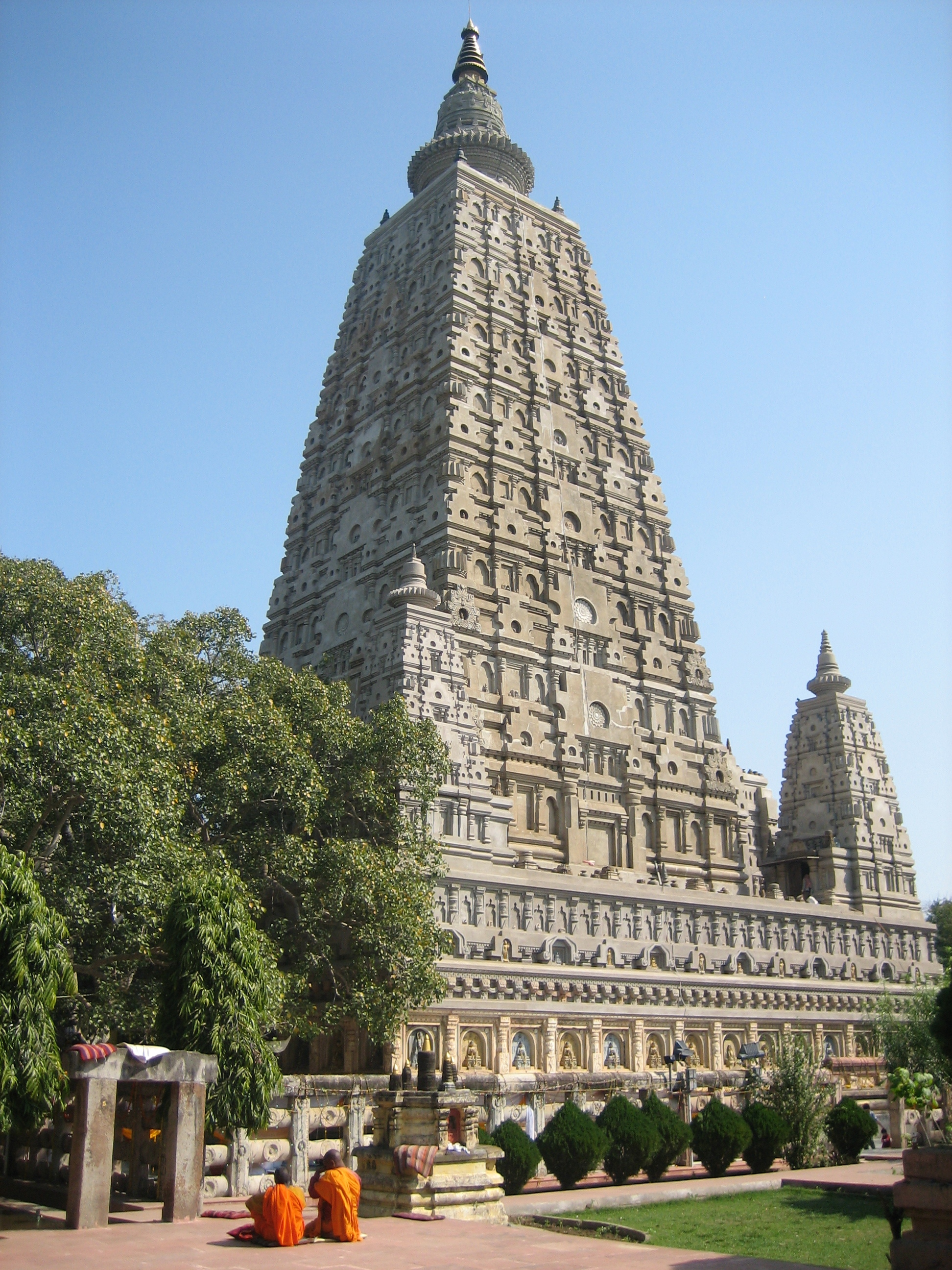
Der Mahabodhi-Tempel (6. Jahrhundert n. Chr., später mehrfach verändert) in Bodhgaya (Bihar, Nordostindien) ist einer der ältesten freistehenden Turmbauten der indischen Sakralarchitektur. Er ist durch einen hohen Mittelturm und vier kleinere Ecktürme gekennzeichnet.

Angesichts der hohen Meisterschaft der monolithischen Felsenklöster und -tempel und der offensichtlichen Anleihen bei der Holzkunst ist davon auszugehen, dass die freistehende Sakralarchitektur in der frühbuddhistischen Phase in Holz ausgeführt wurde, aber auf Grund der Vergänglichkeit des Materials nicht erhalten ist. Überreste freistehender Steinbaukunst der spätbuddhistischen Zeit finden sich nur vereinzelt. In Gandhara im Nordwesten des indischen Subkontinents entstanden seit dem 2. Jahrhundert n. Chr. freistehende Viharas, die wie die Höhlen-Viharas aus um einen in der Regel rechteckigen Hof gruppierten Mönchskammern bestanden. Sie waren meist Bestandteil größerer baulicher Anlagen mit Tempeln, Stupas und Wirtschaftsgebäuden, die heute nur noch als Ruinen erhalten sind. Eine der größten Klosteranlagen dieser Art war Takht-i-Bahi im heutigen Pakistan. Vergleichsweise gut erhalten sind die Reste der im 5. Jahrhundert von den Gupta gegründeten, später von Harsha und den Pala geförderten und im 12. Jahrhundert von muslimischen Eroberern zerstörten Klosteruniversität (Mahavihara) in Nalanda (Bihar, Nordostindien). Der Hauptbau ist der über mehreren Vorgängern aus Ziegeln errichtete Große Stupa (Sariputta-Stupa), der von Stufen, Terrassen und Votivstupas sowie Ecktürmen mit Skulpturen des Buddha und der Bodhisattvas umgeben ist. Von den Chaityas und Viharas sind kaum mehr als die Grundmauern erhalten, anhand derer aber eindeutig zu erkennen ist, dass die Viharas um große Höfe – ähnlich wie die Höhlen-Viharas um Mittelräume – angeordnet waren. Bedeutsam sind die zum Teil noch vollständig erhaltenen turmartigen Hochtempel Nalandas, deren Cella im obersten Stockwerk liegt.
Aus der Gupta-Zeit (ca. 400) stammt auch der freistehende Tempel Nr. 17 von Sanchi, der eine – verlorengegangene – Buddha-Statue beherbergte. Das bedeutendste freistehende buddhistische Bauwerk Indiens ist der Mahabodhi-Tempel in Bodhgaya (Bihar, Nordostindien), dem Ort, an dem Siddhartha Gautama die Erleuchtung erlangte. Der Ziegeltempel entstand im 6. Jahrhundert parallel zur Frühform des Hindu-Tempels im Guptareich, wurde aber im 12. und 13. Jahrhundert von birmanischen Baumeistern verändert. Seine Grundform mit einem auf einer Plattform pyramidenförmig aufragenden Mittelturm und jeweils einer verkleinerten Nachbildung desselben an den vier Eckpunkten der Plattform gleicht dem Konzept mittelalterlicher hinduistischer Tempel im Nagara-Stil.
Siehe auch: Buddhistischer Tempel

### Der Stambha
Freistehende monolithische Säulen (Stambhas) aus der Zeit Ashokas, die noch vollständig erhalten sind, wurden an mehreren Orten Nordindiens an altertümlichen Handelsstraßen und Kultplätzen entdeckt. Sie enthalten historisch überaus bedeutsame Inschriften (Säulen-Edikte). Die glockenförmigen Kapitelle zieren Plastiken von einzelnen oder zu Gruppen zusammengefassten Wächtertieren, die Ähnlichkeiten zu achämenidischen Motiven aufweisen. Waren die ältesten Kapitelle noch eher gedrungen, haben die späteren Stambhas gestreckte Kapitelle, deren Abakus Darstellungen von Tieren und Pflanzen schmücken. Am bekanntesten ist das Kapitell des Stambha von Sarnath (Uttar Pradesh, Nordindien) mit vier in die Himmelsrichtungen blickenden Löwen und dem buddhistischen Symbol des Dharmachakra („Rad der Lehre“). Es diente dem Staatswappen der Republik Indien als Vorbild.
Die Idee einer Kultsäule hat Vorbilder bei den ältesten Tempeln Vorderasiens, die indischen Stambhas lassen sich als Entwicklung innerhalb der Region aus der vedischen Ritualsäule, dem runden Masten für Tieropfer Yupa herleiten. Frei im Gelände aufgestellte buddhistische Stambhas dienten der Verkündung der Lehre und als abbildloses Symbol zur Verehrung Buddhas. Bei frühen Stupas auf rundem Sockel, wie in Sanchi, waren Stambhas neben den Bauwerken auf ebener Erde aufgestellt. Mit der Entwicklung quadratischer Sockelzonen wurden die Säulen, vor allem im Nordwesten Indiens, an den Ecken auf diesen Plattformen errichtet. Zu sehen ist dies noch auf Stupa-Abbildungen an Basreliefs aus Mathura und Taxila-Sirkap. In der Nähe von Stupas aus dem 1. Jahrhundert n. Chr. in Mingora, Swat-Tal in Nordwestpakistan, wurden Steinsäulen ausgegraben, die einst mit Stuck überzogen und reich verziert waren. Die größte und bekannteste Säule aus der Kushana-Zeit war der rund 28 Meter hohe Minar-i Chakri südlich von Kabul in Afghanistan.
Stambhas bei Chaityas (buddhistischen Höhlentempeln) sind vor dem größten Höhlentempel Indiens in Karli westlich von Pune erhalten – es ist ein Pfeiler mit Löwenkapitell ähnlich der Ashoka-Säule aus dem 2. Jahrhundert n. Chr. – und aus derselben Zeit beidseits vor dem Eingang zur Höhle Nr. 3 in Kanheri im Hinterland von Mumbai.
Freistehende buddhistische Stambhas wurden später nicht mehr gebaut, ihre mythologische Bedeutung als Weltachse ging in den auf dem Stupa errichteten zentralen Mast (Yasti) über, der die Ehrenschirme (Chattravali) trägt. Dafür wurde diese Symbolik von Jainas adoptiert, deren mittelalterliche Tempel einen davor platzierten Manas-Stambha haben. Spektakulär wegen ihres Materials ist die in Delhi aufgestellte Eiserne Säule aus der Gupta-Zeit um 400. In hinduistischen Tempelanlagen sorgt die in der Hauptachse der Tempelgebäude aufgestellte Säule für die kosmogonische Ordnung.

## Hinduistische Tempelarchitektur
Die vedische Religion (Brahmanismus) als Vorläufer des Hinduismus verlor etwa ab dem 5. Jahrhundert v. Chr. ihre beherrschende Stellung auf dem indischen Subkontinent an den Buddhismus. Parallel zum Buddhismus entstanden die Religion des Jainismus sowie verschiedene gegen den autoritären Brahmanismus gerichtete asketische Reformbewegungen, die zur Herausbildung des Hinduismus in seiner heutigen Form führten. Nach dem Untergang des Maurya-Reiches im 2. Jahrhundert v. Chr. wandten sich viele Herrscherdynastien, darunter die Shunga, Shatavahana und besonders die Gupta, wieder verstärkt dem Hinduismus zu und verhalfen diesem zu einer Renaissance.
Der hinduistische Tempel (Mandir) ist – trotz der großen Zahl an Gottheiten – immer einer einzelnen Gottheit geweiht, was jedoch keineswegs ausschließt, dass sich außerhalb des eigentlichen Heiligtums kleinere Schreine zu Ehren untergeordneter Götter befinden. Das Kultbild der Gottheit wird in einer kleinen Kammer, dem Allerheiligsten (Garbhagriha = Mutterschoßkammer), annähernd vergleichbar der Cella antiker griechischer und römischer Tempel, aufbewahrt und verehrt. Wie der buddhistische Stupa wird auch die Garbhagriha als Verkörperung des Himmlischen angesehen. Den Himmel versinnbildlicht in der hinduistischen Kosmologie das Quadrat, weshalb die Garbhagriha stets auf quadratischem Grundriss angelegt ist.
Vermutlich bestand im Altertum eine reiche Tradition, Hindu-Tempel aus Holz zu errichten, doch – abgesehen von vereinzelten Überresten hinduistischer Heiligtümer aus dem 3. Jahrhundert im südindischen Andhra Pradesh – vollzog erst die Dynastie der Gupta um die Mitte des 5. Jahrhunderts den Übergang zum Hindu-Tempel aus Stein (vgl. Gupta-Tempel). Damit legte sie die Grundlage für den immensen Formenreichtum der hinduistischen Tempelarchitektur des Mittelalters.
Etwa seit dem 8. Jahrhundert sind die drei wesentlichen Regionalstile unterscheidbar, die in den Shilpa Shastra, mittelalterlichen Lehrtexten zur Kunst und Architektur, beschrieben werden: der Nagara-Stil in Nord- und Ostindien, der Dravida-Stil im Süden und der Vesara-Stil als Mischform der vorgenannten auf dem westlichen Dekkan. Die Shilpa Shastra greifen auch ein Mandala der Vastu als Grundplan für den Tempelbau auf, das Vastu-Purusha-Mandala, in das der Körper des Purusha als Personifizierung der Raumordnung mit angewinkelten Armen und Beinen eingesetzt ist. Tatsächlich haben die strengen Formschemata der Shilpa Shastra nur teilweise Anwendung auf die Praxis gefunden.
Enge Handelskontakte zwischen Indien und Südostasien ermöglichten schon in früher nachchristlicher Zeit die Verbreitung hinduistischer Glaubensvorstellungen, einschließlich der Hindu-Kosmologie und -Symbolik, nach Hinterindien und auf den Malaiischen Archipel. Hinduistische Tempelformen wurden dort auch von der buddhistischen Architektur übernommen. Im Funan-Reich auf dem Gebiet des heutigen Kambodscha und im Champa-Reich im südlichen Vietnam entstand im frühen 7. Jahrhundert die Bauform des Prasat. Diese Turmheiligtümer lehnten sich zunächst noch eng an südindische Vorbilder an, nahmen aber im Khmer-Reich ab dem 9. Jahrhundert eine zunehmend eigenständige Entwicklung. Vom Prasat der Khmer leitet sich der thailändische Prang ab. Auf Java setzte der Bau hinduistischer Heiligtümer, dort als Chandi bezeichnet, um die Mitte des 8. Jahrhunderts ein, ebenfalls unter südindischem Einfluss. Die Entwicklung der Tempelarchitektur der Pyu und der nachfolgenden Kulturen Myanmars unterlag dagegen Einflüssen aus dem ostindischen Odisha.

### Frühe Tempelformen im Gupta- und Chalukya-Reich

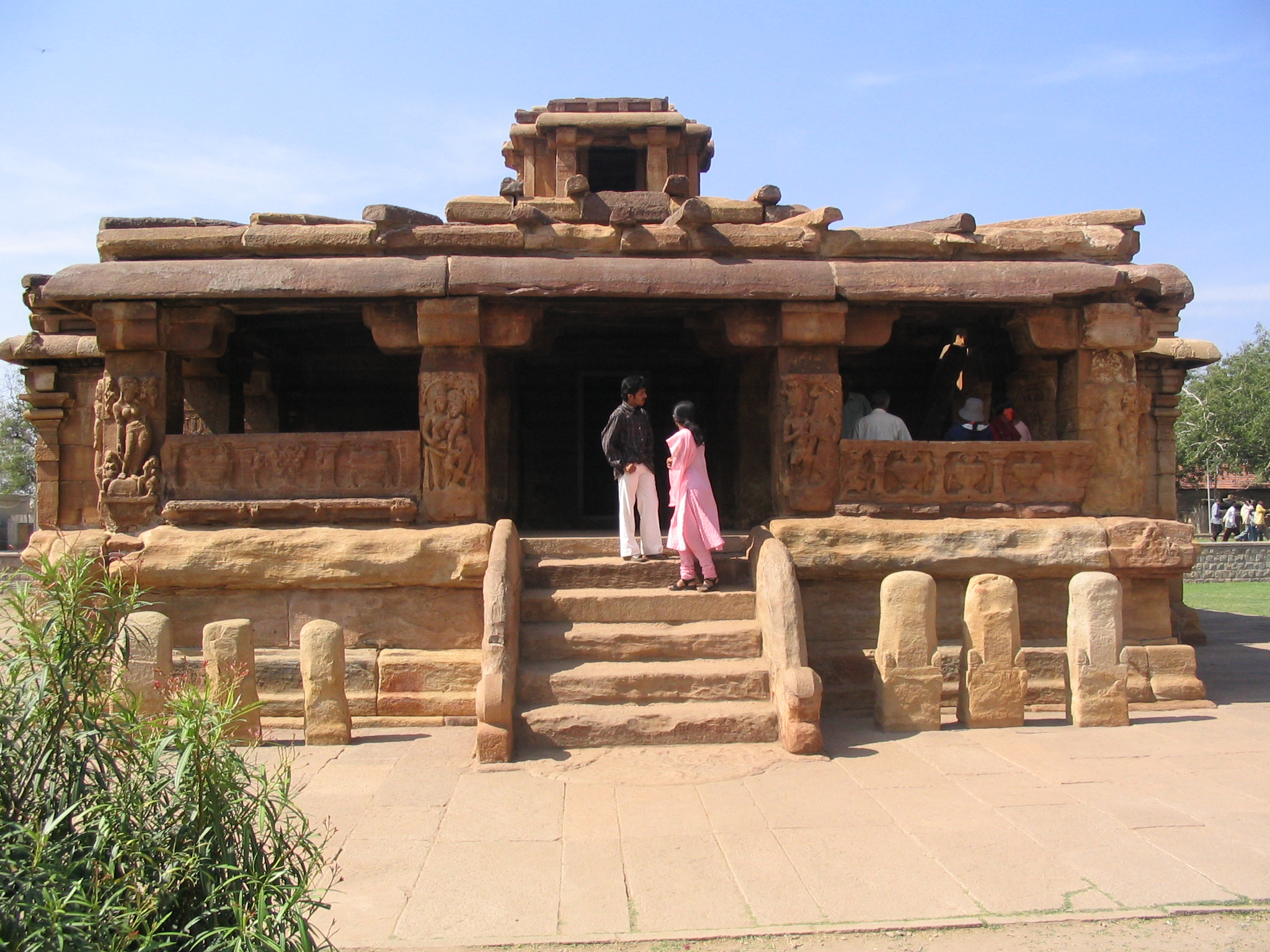
Als eines der frühesten Beispiele für den Chalukya-Tempel gilt der Lad-Khan-Tempel (Mitte 5. Jahrhundert) in Aihole (Karnataka, Mittelindien). Er besteht aus einer kleinen Vorhalle und einer größeren Versammlungshalle, in die das Allerheiligste eingelassen ist. Die flach gedeckten Dächer sind noch ohne echten Turmaufbau.

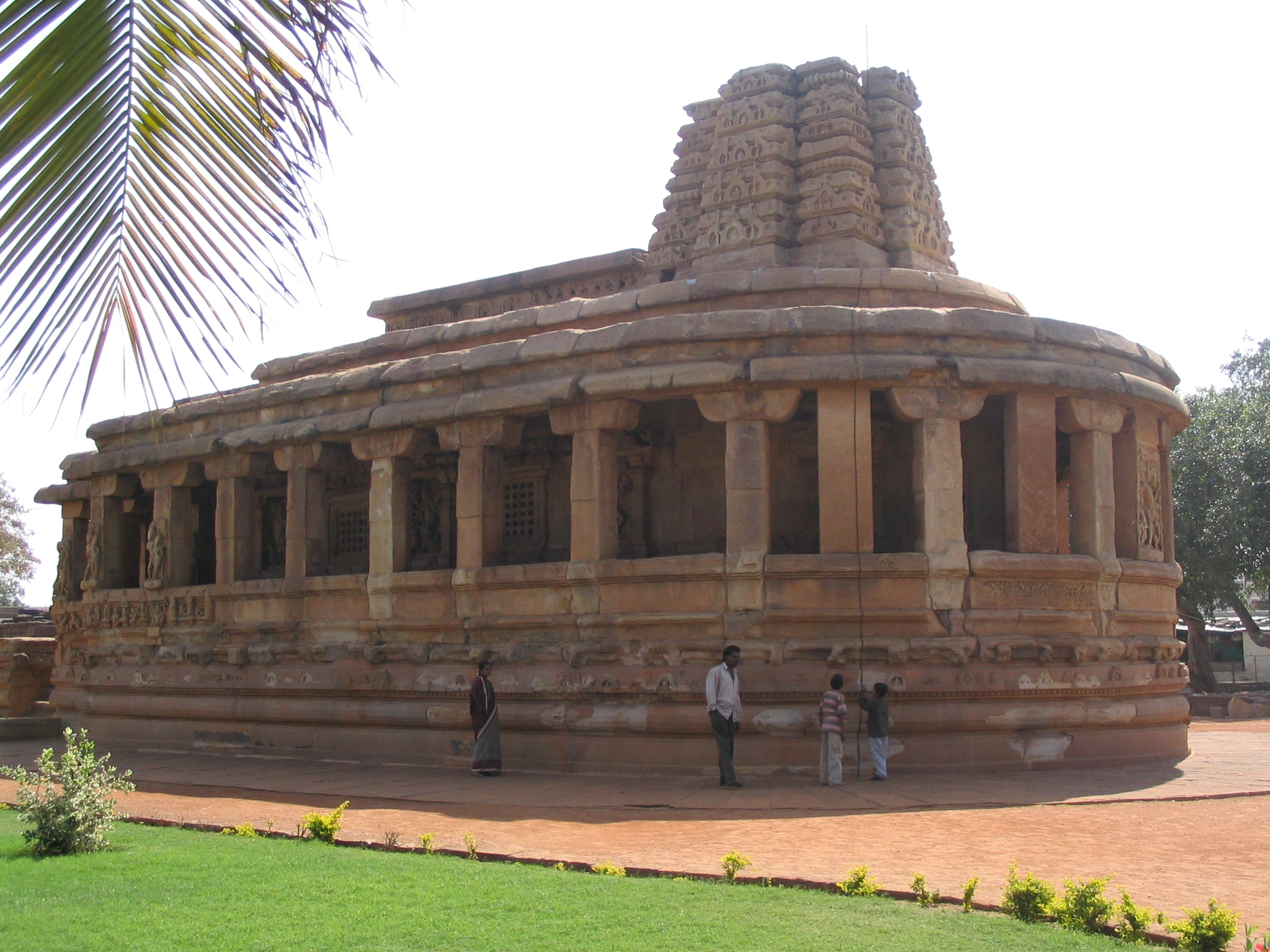
Der Durga-Tempel (7. oder 8. Jahrhundert) in Aihole erinnert durch seine apsidiale Form noch an die buddhistischen Chaitya-Hallen. Sein Turm bildet bereits die krummlinige Form des Shikhara des späteren nordindischen Nagara-Stils vor.

Die älteste bekannte Form des freistehenden Hindu-Tempels besteht lediglich aus einem würfelförmigen, fensterlosen, flach gedeckten Garbhagriha, dessen Eingang eine kleine Säulenveranda – Urform der späteren Tempelhalle (Mandapa) – als Witterungsschutz vorgebaut ist, so der Tempel Nr. 17 in Sanchi und der Narasimha-Tempel in Tigawa (beide Madhya Pradesh, Zentralindien) aus dem 5. Jahrhundert. Stilistisch lehnen sich die Tempel dieses Typs an die ältere Höhlenarchitektur an; sie wurden offenbar auch nur an für die Schaffung monolithischer Felsheiligtümer ungeeigneten Stellen errichtet.
Im 6. Jahrhundert bildete sich ein für die weitere Entwicklung überaus bedeutsames Charakteristikum heraus: Durch Erweiterung der Garbhagriha in der Senkrechten sollte diese – und damit auch das zentrale Kultbild – stärker betont werden. Die Tendenz zur Vertikalisierung äußerte sich in der Errichtung der Garbhagriha auf einem erhöhten Sockel und schließlich in der Bekrönung des zentralen Heiligtums durch einen stufenförmig aufragenden Turm. Beide Merkmale vereint der um das Jahr 500 zu Ehren Vishnus auf kreuzförmigem Grundriss erbaute Dashavatara-Tempel von Deogarh im nordindischen Uttar Pradesh, der als Höhepunkt der Entwicklung des Hindu-Tempels im Guptareich gilt, wenngleich der Turm heute schwer beschädigt ist und die vier Säulenveranden, die den Eingang des Garbhagriha und die Reliefnischen in den drei anderen Außenwänden überdachten, gar nicht mehr erhalten sind. Den quadratischen Sockel des Tempels machen von allen vier Seiten heraufführende Treppen zugänglich.
Parallel zur nordindischen Entwicklung zeichneten sich im Reich der frühen Chalukya auf dem westlichen Dekkan richtungweise Tendenzen für die mittelalterlichen Tempelstile ab. Als neues Element trat die Säulenhalle (Mandapa) zum kubischen Garbhagriha hinzu und verschmolz mit diesem zu einer Einheit. Der um die Mitte des 5. Jahrhunderts erbaute Lad-Khan-Tempel in der Chalukya-Hauptstadt Aihole (Karnataka, Südwestindien) ist das erste Beispiel dieses neuen Typs. Das Garbhagriha lehnt hier an der Rückwand der fast quadratischen Versammlungshalle (Sabhamandapa), der eine kleinere Vorhalle (Mukhamandapa) vorgesetzt ist. Mit Bildhauerarbeiten versehene Pfeiler stützen die beiden Mandapas, deren flache Dächer zur Seite hin leicht geneigt sind. Flachdach und die Einheit von Garbhagriha und Versammlungshalle, wobei Ersteres entweder im hinteren Teil der Halle oder mittig steht, charakterisieren die erste Generation der Chalukya-Tempel.
Der Durga-Tempel in Aihole aus dem späten 7. oder frühen 8. Jahrhundert weist einen verandaartigen Gang (Pradakshinapatha) zur Umwandlung der Garbhagriha sowie einen apsidialen Grundriss auf, ein Anklang an die buddhistische Chaitya-Halle. Apsidialform und Veranda fanden keine Fortsetzung, äußerst bedeutsam ist jedoch der Turmaufbau, der die jüngeren Chalukya-Tempel des 7. und 8. Jahrhunderts kennzeichnet. Seine krummlinige Kontur nimmt den bienenkorbförmigen Tempelturm (Shikhara) des nordindischen Nagara-Stils voraus, ohne dass die Chalukya-Tempel selbst bereits der Nagara-Bauart zuzuordnen wären. In ähnlicher Form tritt der Tempelturm schon vorher unter anderem beim Huchchimalligudi-Tempel auf. Am Chakragudi-Tempel aus dem 8. Jahrhundert haben sich auch der scheibenförmige, gerippte Schlussstein (amalaka) und die vasenartige Spitze (kalasha) erhalten – auch sie prägen später den Nagara-Tempel.
Gleichzeitig beginnt die Ausprägung eines pyramidal gestuften Tempelturms (Vimana) im frühen Dravida-Stil, der aber wohl auf die Beeinflussung der Chalukya durch die südliche Pallava-Dynastie zurückzuführen ist. Exemplarisch hierfür seien der frühe Malegitti-Shivalaya-Tempel aus der ersten Hälfte des 7. Jahrhunderts und der reifere Virupaksha-Tempel aus der Mitte des 8. Jahrhunderts in Pattadakal (Karnataka, Südwestindien) genannt.

### Dravida-Stil

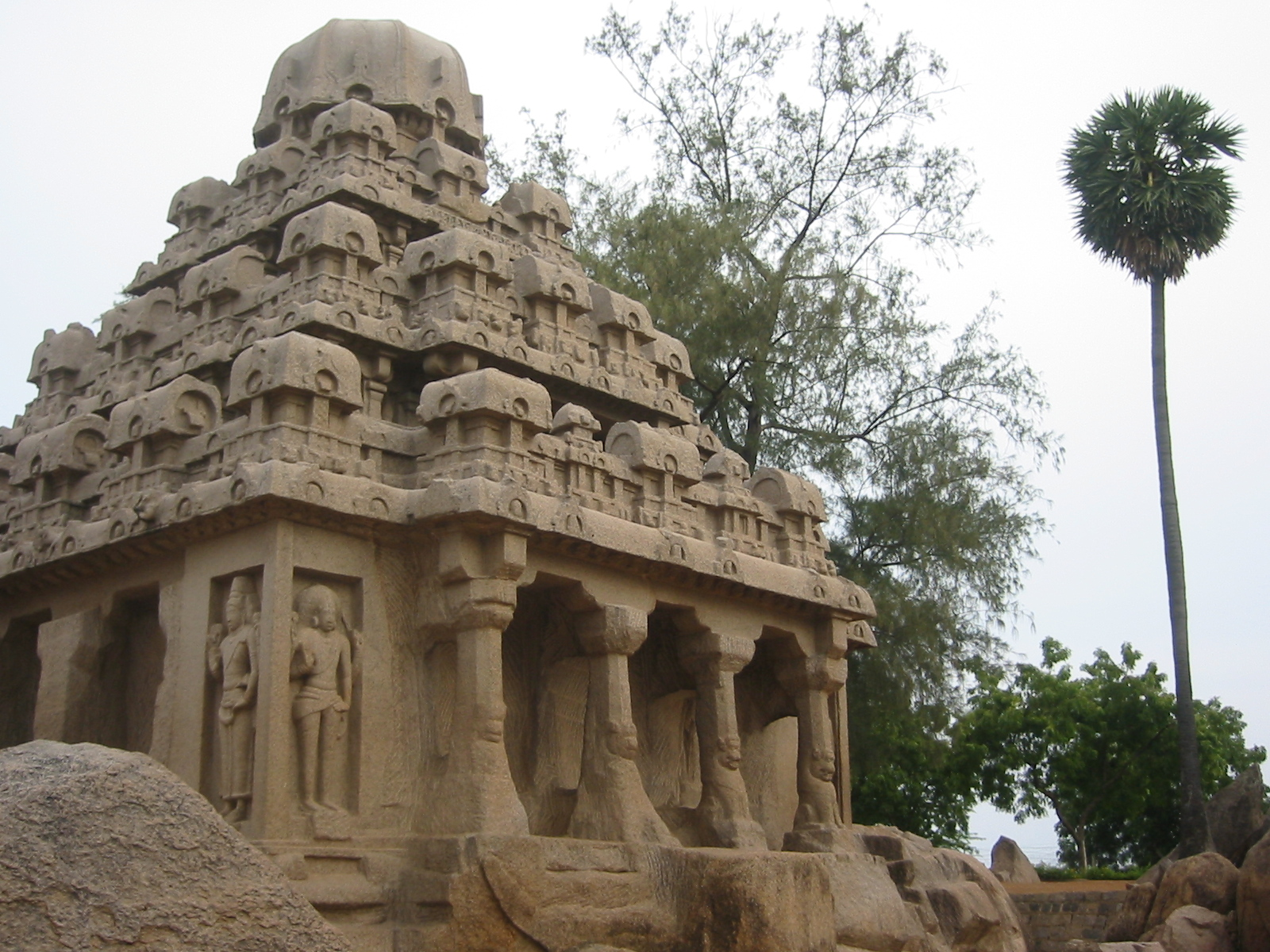
Urtypus des als quadratische Stufenpyramide ausgeführten südindischen Vimana ist der monolithische Dharmaraja-Ratha (erste Hälfte 7. Jahrhundert) in Mamallapuram (Tamil Nadu, Südindien)

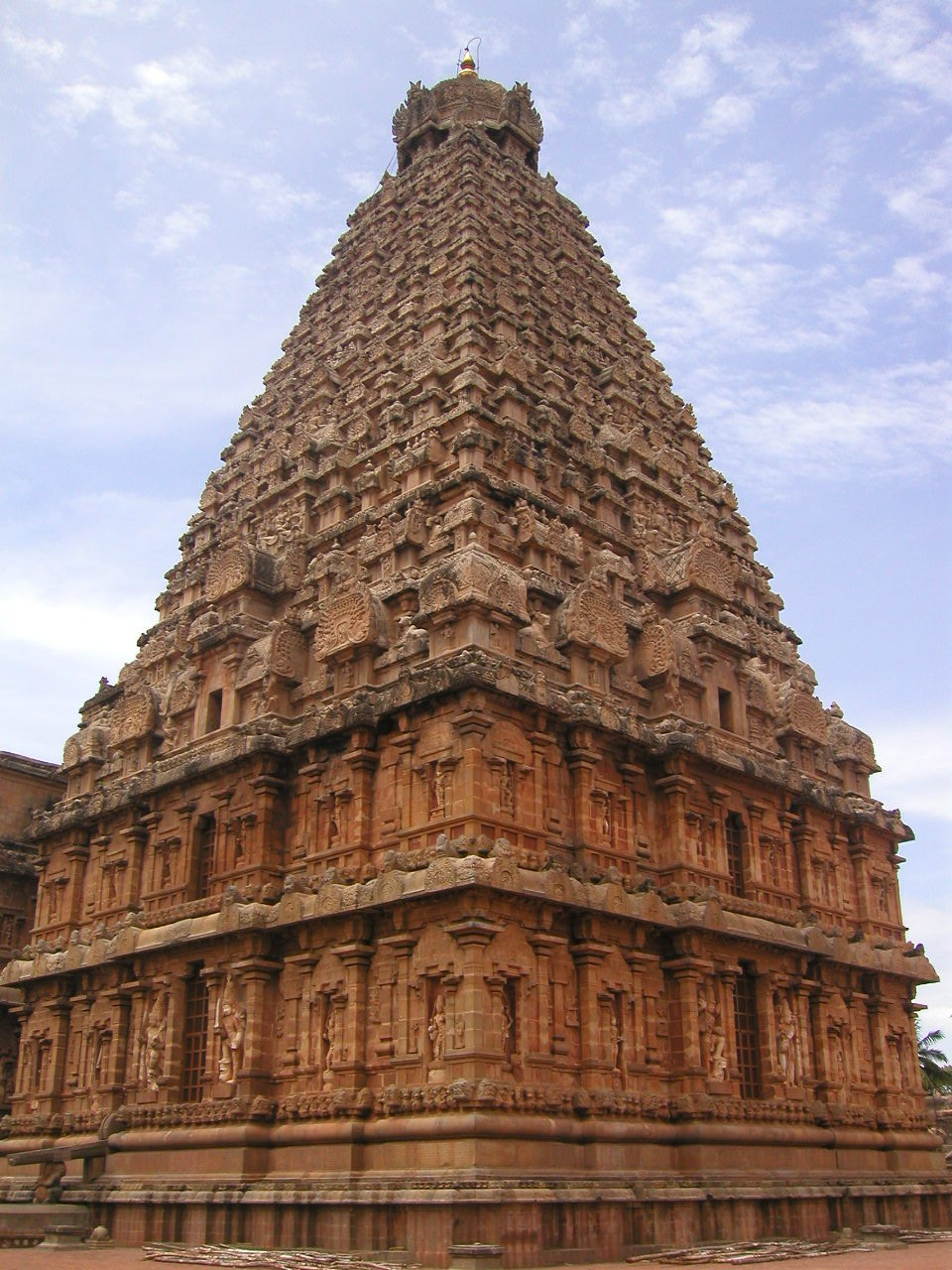
Gipfel der Vimana-Baukunst: der Brihadeshvara-Tempel (vollendet 1010) in Thanjavur (Tamil Nadu).

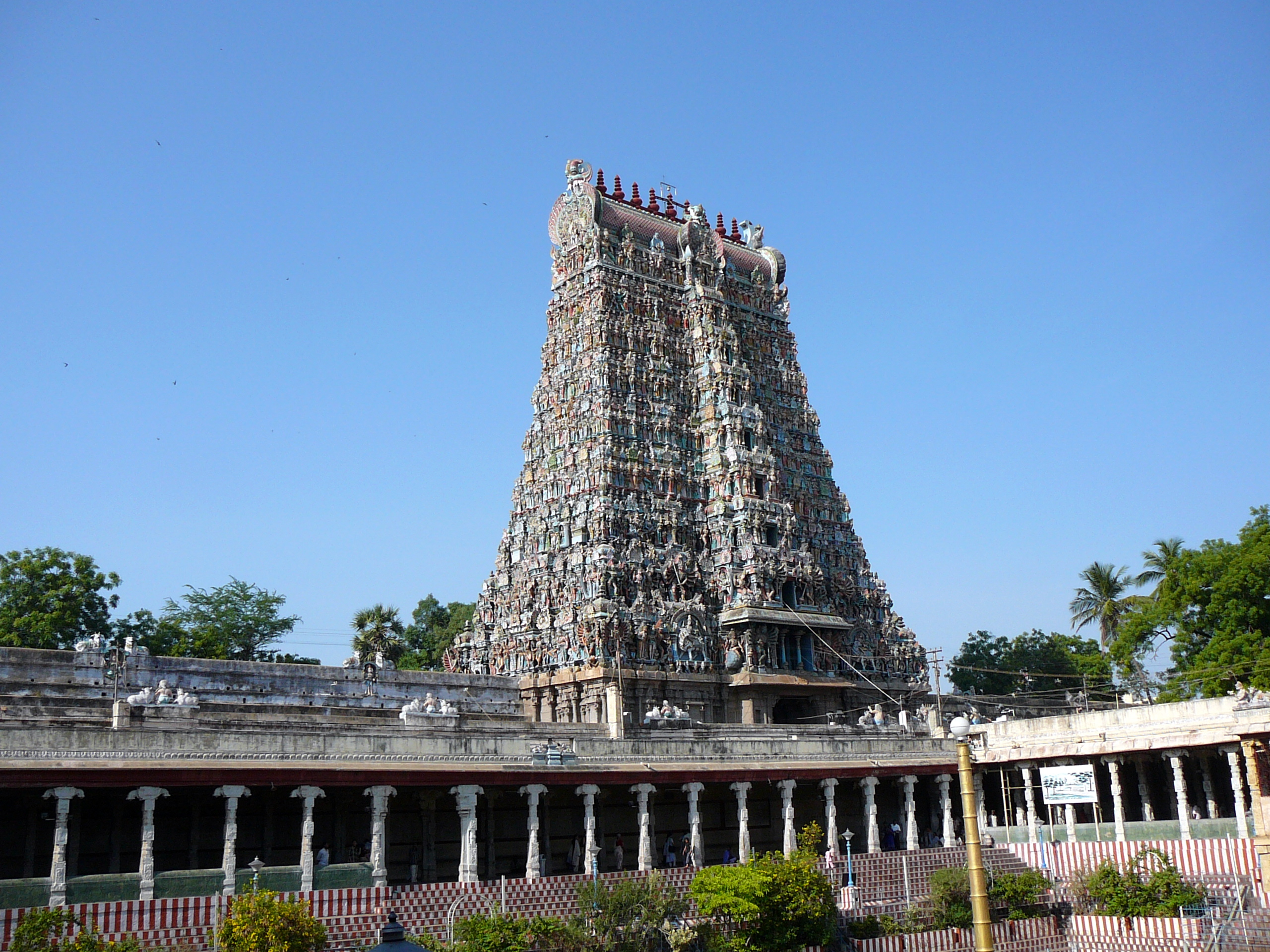
Im späten Dravida-Stil löst der mit üppigem Figurenschmuck verzierte und bunt bemalte rechteckige Gopuram (Torturm) wie hier am Minakshi-Tempel (16. / 17. Jahrhundert) in Madurai (Tamil Nadu) den Vimana als Kennzeichen ab.

Als erster der mittelalterlichen hinduistischen Tempelstile Indiens trat der südindische Dravida-Stil in Erscheinung. Ausgangspunkt waren die in der ersten Hälfte des 7. Jahrhunderts aus Granitfelsen gehauenen Monolithtempel der Pallava-Dynastie in Mamallapuram (Tamil Nadu, Südindien). Von besonderer architektonischer Bedeutung ist die Gruppe der Pancha Ratha („fünf Rathas“; als Ratha wird ein hinduistischer Tempel bezeichnet, der einen Prozessionswagen nachbildet), in denen mit verschiedenen Bauformen experimentiert wurde. Während die Versuche, Holzschreine mit überstehenden Strohdächern und Tempel mit apsisförmigem Tonnendach nach dem Vorbild der buddhistischen Chaitya-Halle in die Steinbauweise zu übertragen, aus konstruktiven oder religiösen Gründen in späterer Zeit nicht fortgesetzt wurden, gibt der Dharmaraja-Ratha einige der Grundmerkmale des Dravida-Tempels vor. Er besteht aus einem über dem nach wie vor unscheinbaren Garbhagriha auf quadratischem Grundriss errichteten pyramidenförmigen, abgestuften Turm mit halbkugeligem Abschluss (Stupika). Dieser als Vimana bezeichnete Tempeltypus symbolisiert den Weltenberg Meru, auf dem nach hinduistischer Mythologie die Götter zu Hause sind. Dementsprechend wird auch der Vimana von einer Vielzahl von Götterfiguren „bevölkert“, zudem zieren ihn symmetrisch angeordnete Miniaturschreine. Eine zweite grundsätzliche Bauform des Dravida-Stils deutet sich im Bhima-Ratha an: Sein Tonnendach auf gestrecktem Rechteckgrundriss wird später zum Bestandteil des monumentalen Torturmes (Gopuram), der den Eingang zum südindischen Tempelbezirk kennzeichnet. Der Bhima-Ratha leitet sich ebenso wie das Sabhamandapa der frühen Chalukya-Architektur aus der Versammlungshalle ab, steht aber im Gegensatz zu diesem räumlich getrennt vom eigentlichen Tempel. Charakteristisch für spätere Bauten sind die Säulen, auf denen das Tonnengewölbe ruht, wenngleich ihnen im Monolithbau noch keinerlei tragende Funktion zukommt.
Im späten 7. Jahrhundert wurden die in Monolithbauweise erprobten Formen auf den strukturierten Freibau übertragen, so auf den Kailasanatha-Tempel von Kanchipuram (Tamil Nadu), dessen obere Geschosse zur Entlastung der unteren aus leichterem Stein erbaut sind als die Fundamente – eine Technik, die in der Dravida-Baukunst immer wieder zum Einsatz kam. Um den stufenpyramidenförmigen, quadratischen Vimana mit halbkugeligem, haubenartigem Schlussstein und aufgesetzter Spitze sowie das ursprünglich freistehende, später durch eine zusätzliche Halle verbundene Mandapa zieht sich nun eine Umfassungsmauer, die im Osten durch ein Tor durchbrochen wird. Über dem Tor erhebt sich ein kleiner, ebenfalls stufenförmig getreppter Turm auf rechteckigem Grundriss mit quergelagertem Tonnendach. Die Giebel an den Stirnseiten des Tonnendaches enthalten bogenförmige Nischen (Kudu), die wie die Stockwerke (Tala) des Turmes bildhauerisch ausgestaltet sind. Der beschriebene Torturm stellt den Prototyp des Gopuram dar. Auch unter den ab dem 9. Jahrhundert in Südindien herrschenden Chola blieben die Grundkonzepte Vimana und Gopuram zunächst nahezu unverändert erhalten, während sich Größe und Ausschmückung der Vimanas allmählich ins Monumentale steigerten. Als Höhepunkt dieser Entwicklung gilt der Brihadishvara-Tempel in Thanjavur aus dem frühen 11. Jahrhundert mit zweigeschossigem Garbhagriha und 14-geschossigem Turmdach.
Ebenfalls unter den Chola begannen sich durch immer neue und größere Stiftungen ganze Tempelstädte mit zum Teil gewaltigen Ausmaßen zu entwickeln. Die eigentlichen Tempel wurden durch zahlreiche Nebengebäude wie Schreine für untergeordnete Gottheiten, Wohnstätten der Priester, Versammlungshallen, Tempelschulen, Rasthäuser für Pilger und Basare ergänzt. Immer größere Umfassungsmauern, die konzentrisch um das zentrale Heiligtum liegen, mussten die wachsenden Tempelkomplexe schützen. Herausragende Beispiele sind die Städte Chidambaram, Madurai, Srirangam und Tiruvannamalai (alle in Tamil Nadu). Insgesamt existieren allein in Tamil Nadu mehr als 70 solcher Tempelstädte; einige wenige gibt es darüber hinaus im südlichen Andhra Pradesh und in Kerala.
Einhergehend mit dem Wachstum der Tempelstädte bildeten sich in der späten Chola-Zeit, etwa ab dem 12. Jahrhundert, mehr noch unter der im 13. Jahrhundert nachfolgenden Pandya-Dynastie, die Vimanas aus unbekannten Gründen zugunsten der nun hoch aufragenden Gopurams zurück. Kunsthistoriker haben versucht, den aus religiöser Sicht irrationalen Vorgang der Übertragung der Weltenberg-Idee vom Allerheiligsten auf den Torturm dadurch zu erklären, dass hinduistische Herrscher ihre Vorgänger an Pracht zu übertreffen suchten, ohne jedoch die zentralen Tempel verändern zu wollen oder aus Platzmangel erweitern zu können. Dagegen spricht jedoch, dass einige Tempelstädte mit kleinem Vimana und betonten Gopurams vollständig neu geplant und angelegt wurden. Die schlanken, in der Kontur bisweilen leicht konkaven Gopurams mit mehreren kleinen, auf das Tonnendach aufgesetzten Spitzen beherrschten den jüngeren Dravida-Stil bis zu dessen Ausklang im 18. Jahrhundert. Zum Bau verwendeten die südindischen Architekten für die oberen Stockwerke zunehmend gebrannte Ziegel statt des schwereren Natursteins. Bildhauer schmückten die Fassaden der Gopurams, wie zuvor die der Vimanas, mit zahlreichen Götterfiguren und Miniaturschreinen aus Terrakotta oder Stuck, welche die Treppenform der Türme glätten. Späte Gopurams wurden zusätzlich in leuchtenden Farben bemalt, etwa im Komplex des Minakshi-Tempels in Madurai, der größtenteils im 16. und 17. Jahrhundert entstand. An die Stelle der unter den Pallava üblichen, eher bescheidenen Zwölfpfeiler-Mandapas traten üppig verzierte 100- und 1000-Pfeilerhallen, in der Regel flach gedeckt und frei stehend.

### Nagara-Stil

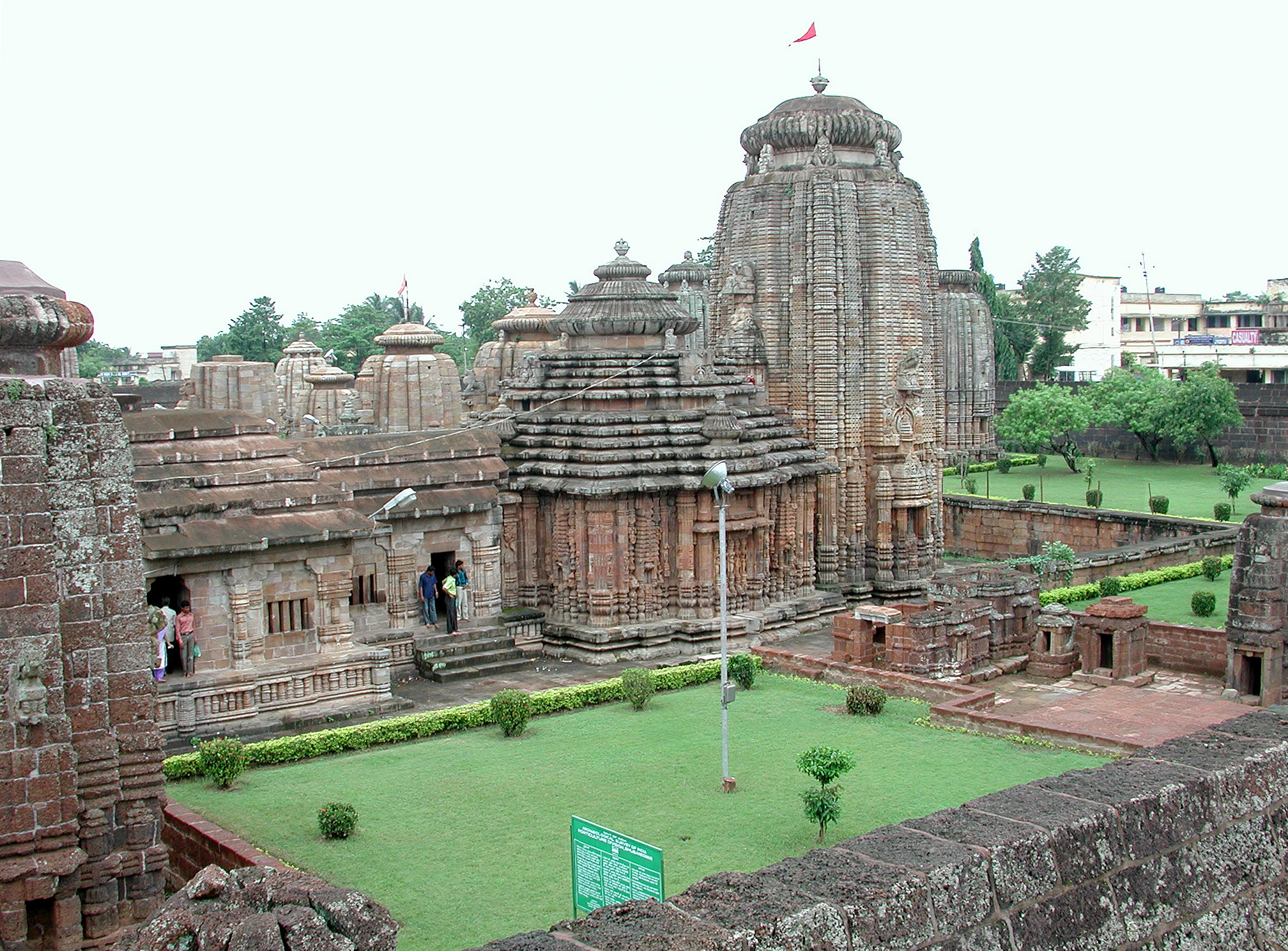
Ostindischer Nagara-Stil in Bhubaneswar (Orissa): Der Lingaraja-Tempel (um 1000) hat einen Shikhara (rechts) in typischer Bienenkorbform (Rekha-Deul). Links des Shikhara steht das Jagamohan mit Pyramidenturm (Pida-Deul), an das sich in loser Folge zwei weitere Hallen anschließen.

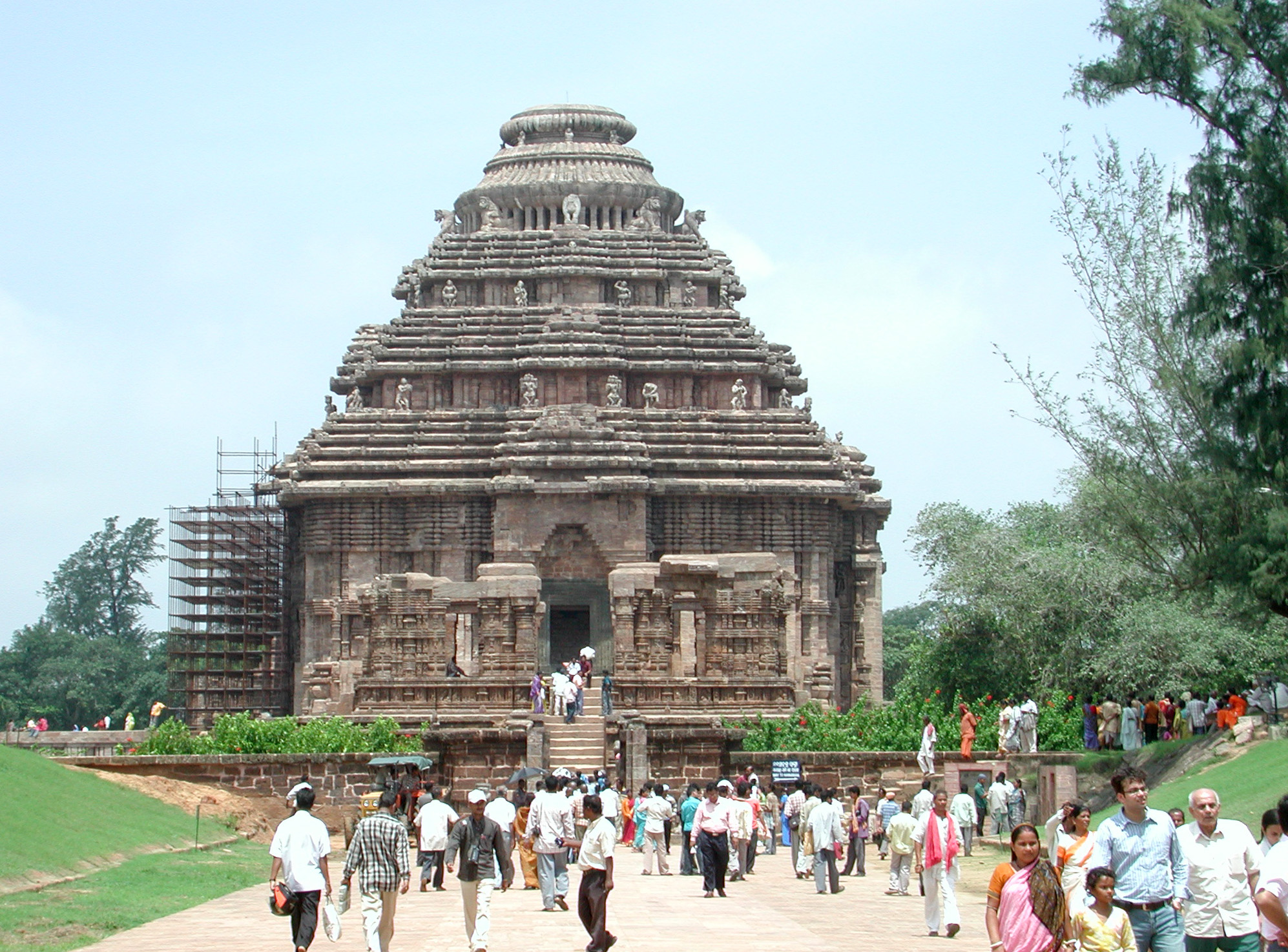
Ostindischer Nagara-Stil in Konark (Orissa): Vom Surya-Tempel (13. Jahrhundert) hat sich nur das Jagamohan mit terrassenartig unterbrochenem Pida-Dach vollständig erhalten.

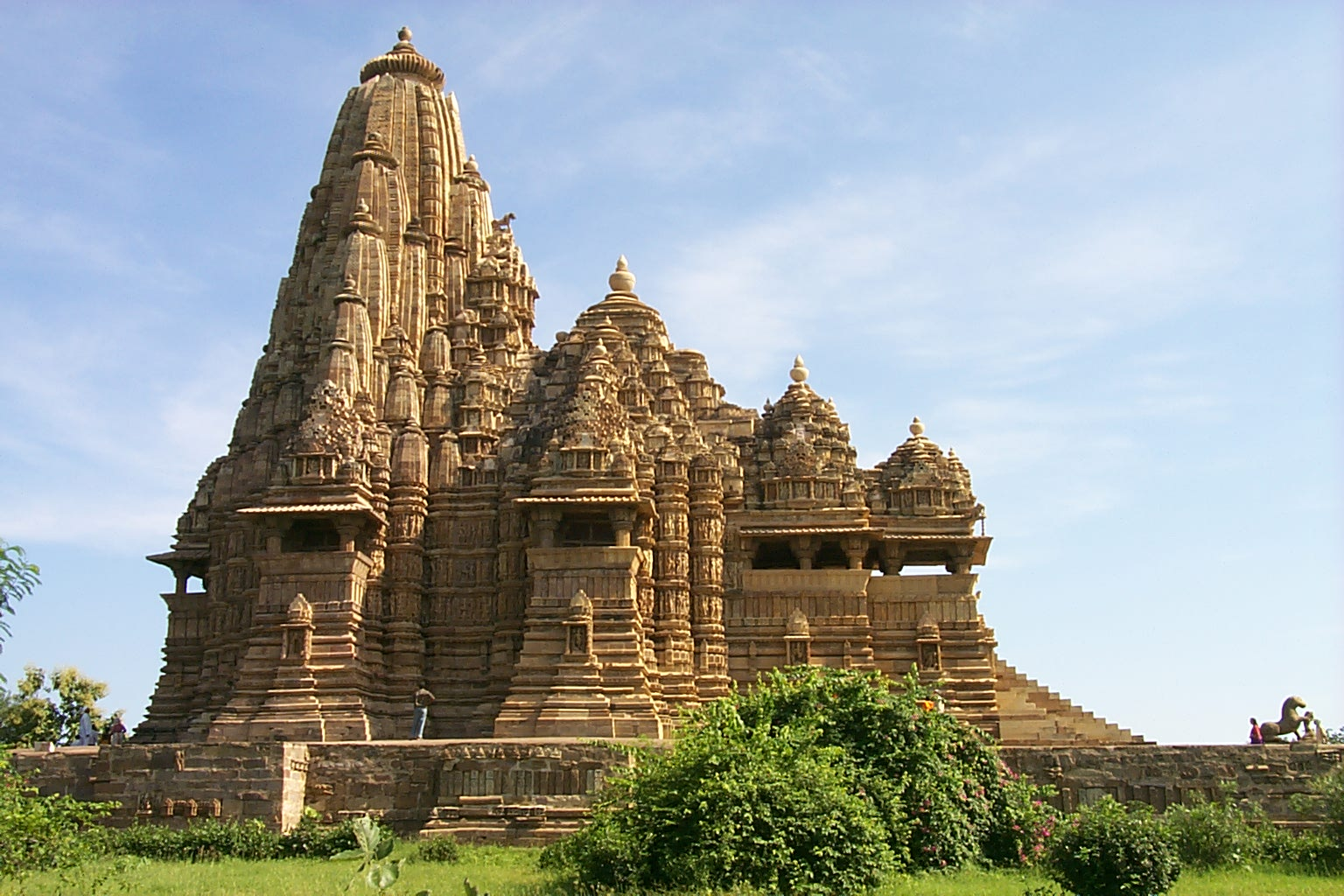
Zentralindischer Nagara-Stil in Khajuraho (Madhya Pradesh): Der auf einem hohen Sockel stehende Kandariya-Mahadeva-Tempel (um 1050) zeichnet sich durch einen mehrteiligen Shikhara mit zahlreichen Miniaturwiederholungen (urushringas) des Hauptturmes und eine kompakte Aneinanderreihung mehrerer Mandapas aus.

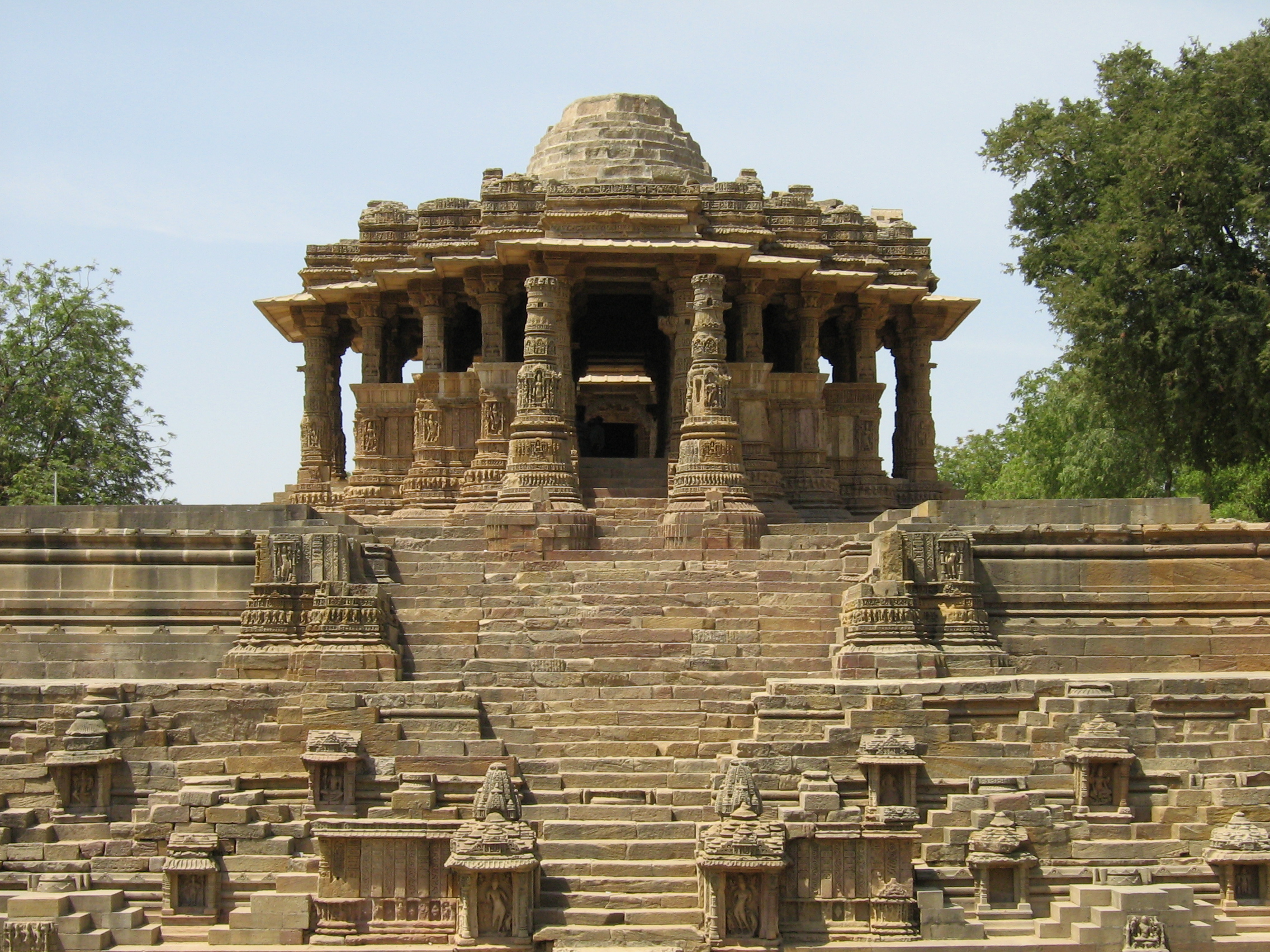
Westindischer Nagara-Stil in Modhera (Gujarat): Die Ruine des Surya-Tempels (11. Jahrhundert) umfasst ein achteckiges, pavillonartiges Säulen-Mandapa und die Überreste eines Shikhara.

Ein Jahrhundert später als der Dravida-Tempel des Südens, im 8. Jahrhundert, entstand in der ostindischen Küstenregion Odisha der steinerne Hindu-Tempel im Nagara-Stil aus älteren Bambusbauformen. Später tritt er in verschiedener regionaler Ausprägung in der gesamten Nordhälfte des indischen Subkontinents auf. Sein Hauptmerkmal ist der Turm (Shikhara) über dem Allerheiligsten, der nicht pyramidenförmig und gestuft wie die südindischen Vimanas, sondern konvex gekrümmt und mit glatter Kontur im Aufriss aufsteigt, vergleichbar einem Bienenkorb. Die Wölblinien des Shikhara sind keine echten Gewölbe, sondern Kragkonstruktionen. Als Vorbilder dienten besonders einige der Chalukya-Tempel von Aihole und Pattadakal, aber auch die reiferen der nordindischen Gupta-Tempel des 5. und 6. Jahrhunderts wie der Dashavatara-Tempel von Deogarh. Mit dem Dravida-Tempel gemeinsam hat der Shikhara die symbolische Verkörperung des Weltenberges Meru und die schlichte, zellenartige Würfelform des Garbhagriha im Zentrum.
Den frühen Nagara-Stil vertritt der Parasurameshvara-Tempel in Bhubaneswar (Orissa, Ostindien) aus dem frühen 8. Jahrhundert. Hier schließt sich östlich an das Garbhagriha eine den Sabhamandapas der Chalukya entsprechende Versammlungshalle an, die in Orissa Jagamohan genannt wird, anders als bei den Chalukya allerdings eine räumlich klar getrennte Einheit bildet. Beim Parasurameshvara-Tempel wird das Jagamohan noch wie die Chalukya-Tempel durch ein seitlich leicht abfallendes Flachdach abgeschlossen.
In ausgereifter Form zeigt sich der Nagara-Stil von Orissa im um das Jahr 1000 ebenfalls in Bhubaneswar errichteten Lingaraja-Tempel, dessen Grundriss durch Anfügen weiterer Hallen länglich gestreckt wurde. Im Westen befindet sich das nach Osten geöffnete Garbhagriha, über dem sich der Shikhara auftürmt. Darauf folgen in West-Ost-Richtung das Jagamohan, eine Tanzhalle (Nat-Mandir) sowie eine Opferhalle (Bhog-Mandir). Alle Räume, einschließlich des Garbhagriha, sind auf quadratischem Grundriss angelegt. Der Shikhara hat die übliche konvexe Krummlinienform; diese Turmform wird in Orissa als Rekha-Deul bezeichnet. Er ruht auf einem würfelförmigen Erdgeschoss (Bada), in dessen Innerem sich das Garbhagriha verbirgt. Im Inneren der krummlinig begrenzten Obergeschosse befinden sich weitere Kammern. Den oberen Abschluss des Shikhara bilden – typisch für den Nagara-Tempel – ein großer, scheibenförmiger Schlussstein mit vertikaler Rippung (Amalaka) und darüber eine vasenförmige Spitze (kalasha). Ebenfalls typisch für den Nagara-Stil sind die entlang der Außenfassade des Turmes vom Boden bis unterhalb des amalaka aufsteigenden pilasterähnlichen Risalite (Paga). Das Jagamohan bekrönt ein wie der südindische Vimana pyramidenförmiger Stufenturm (Pida-Deul), ebenso das Nat-Mandir und das Bhog-Mandir. Die Höhe der Türme nimmt von Westen nach Osten ab, sodass das Allerheiligste mit dem zentralen Kultbild am stärksten hervorgehoben wird. Die Außenwände überzieht aufwändiges Skulpturen- und Reliefwerk. Ähnlich ist auch der Jagannath-Tempel in Puri aus dem 12. Jahrhundert aufgebaut. Bei kleineren Tempeln entfallen meist das Nat-Mandir und das Bhog-Mandir, so beim Mukteshvara-Tempel in Bhubaneswar aus dem 10. Jahrhundert, der sich durch ein massives, freistehendes Portal mit einem in der hinduistischen Tempelarchitektur seltenen Rundbogen auszeichnet.
Eine letzte Blüte und gleichzeitig seinen Höhepunkt erlebte der Nagara-Stil von Orissa in der Mitte des 13. Jahrhunderts mit dem Surya-Tempel in Konark, der alle früheren Tempel an Ausdehnung übertrifft. Er stellt den Himmelswagen des Sonnengottes Surya dar, wie steinerne Räder am Unterbau des Bauwerks und Zugpferdskulpturen verdeutlichen. Auf einem hohen Sockel stehen das Jagamohan, das wie seine Vorläufer in Bhubaneswar von einem terrassenförmig abgestuften Pida überdacht ist, und der Shikhara, von dem nur Überreste erhalten sind. Das gleichfalls nur als Ruine erhaltene Nat-Mandir steht zwar in Axialrichtung der beiden anderen Bauten, aber anders als frühere Hallen gesondert auf einem eigenen Sockel.
Parallel zu den Entwicklungstendenzen in Orissa errichtete die vom 8. bis 11. Jahrhundert über große Teile Nord-, West- und Zentralindiens herrschende Dynastie der Pratihara in Anknüpfung an die Bautradition der Gupta kleine Tempel mit krummlinig geschwungenem Shikhara auf im Verhältnis zur Größe des Tempels hohem Sockel. Später trat eine vorangestellte, offene Säulenhalle (Mandapa) hinzu. Die meisten Pratihara-Tempel fielen der islamischen Invasion Nordindiens durch Mahmud von Ghazni im 11. Jahrhundert oder späteren muslimischen Zerstörungswellen zum Opfer. Erhalten hat sich unter anderem der Surya-Tempel von Osian (Rajasthan, Nordwestindien) aus dem 8. Jahrhundert als einer der ältesten Pratihara-Tempel mit Shikhara und Mandapa.
Fortgesetzt wurde der Tempelbau im nördlichen Zentralindien; zu voller Blüte gelangte er in Khajuraho (Madhya Pradesh, Zentralindien). Die Formvollendung der im 10. und 11. Jahrhundert erbauten dortigen Tempelgruppe legt einen Vergleich mit den ausgereiften Tempeln Orissas der gleichen Epoche nahe, denn zwischen diesen und der regionalen Variante des Nagara-Stils in Khajuraho bestehen einige Unterschiede. Während die einzelnen Hallen in Orissa lose aneinandergefügt sind, verschmelzen in Khajuraho Allerheiligstes und die Haupthalle (Mahamandapa) zu einer Baueinheit auf dem Grundriss eines Doppelkreuzes. Im Inneren sind Garbhagriha und Mahamandapa durch einen kurzen Zwischenraum (Antarala) voneinander getrennt. Das Garbhagriha umgibt ein Prozessionsgang (Pradakshinapatha) für die rituelle Umrundung des Heiligtums, über den balkonartige Öffnungen der Außenwand erreicht werden können. An das Mahamandapa schmiegt sich eine kleine Eingangshalle (Arthamandapa) an. Zwischen beiden kann bei größeren Tempeln noch ein weiteres Mandapa liegen. Alle Tempel Khajurahos stehen auf ungewöhnlich hohen Sockeln, die über Treppenaufgänge zum Arthamandapa zugänglich sind, und sind im Gegensatz zu den Tempeln Orissas nicht ummauert. Der Shikhara weist die für den Nagara-Stil typische Bienenkorbform mit Abschluss durch den Amalaka und den Kalasha auf. Auch die in Khajuraho Urushringas genannten Risalite an der Außenwand des Shikhara sind bei den späteren Tempeln vorhanden, führen allerdings nicht wie die Pagas Orissas bis zum Amalaka. Vielmehr stellen sie verkleinerte Wiederholungen des Shikhara dar. Während die Shikharas der frühen Khajuraho-Tempel aus dem 10. Jahrhundert noch einteilig sind, nahm die Zahl der Urushringas und damit die Komplexität der Tempeltürme im Laufe der Zeit zu. Gipfelpunkt der Entwicklung vom ein- zum mehrteiligen Shikhara ist der Kandariya-Mahadeo-Tempel aus der Mitte des 11. Jahrhunderts, als die Bautätigkeit in Khajuraho nach nur rund 100 Jahren erlosch.
Fortgesetzt wurde der Nagara-Tempelbau noch bis ins 13. Jahrhundert unter den Solanki in Gujarat (Westindien). Merkmale sind der mehrteilige Shikhara des Khajuraho-Typs und das nach außen offene, eher pavillon- denn hallenartige Mandapa mit pyramidenförmigem Dach, welches aber anders als in Orissa nicht aus horizontalen, mit zunehmender Höhe immer weiter zurückgesetzten Terrassenstufen besteht, sondern aus sich auftürmenden Miniaturpyramiden. Der Grundriss des Daches ist zudem meist achteckig. Ein bedeutendes Beispiel ist die Ruine des Surya-Tempels von Modhera aus der ersten Hälfte des 11. Jahrhunderts. Ab dem 13. Jahrhundert ließ die dauerhafte islamische Beherrschung Nordindiens kaum noch bedeutende hinduistische Tempelbauten im Nagara-Stil entstehen.

### Vesara-Stil

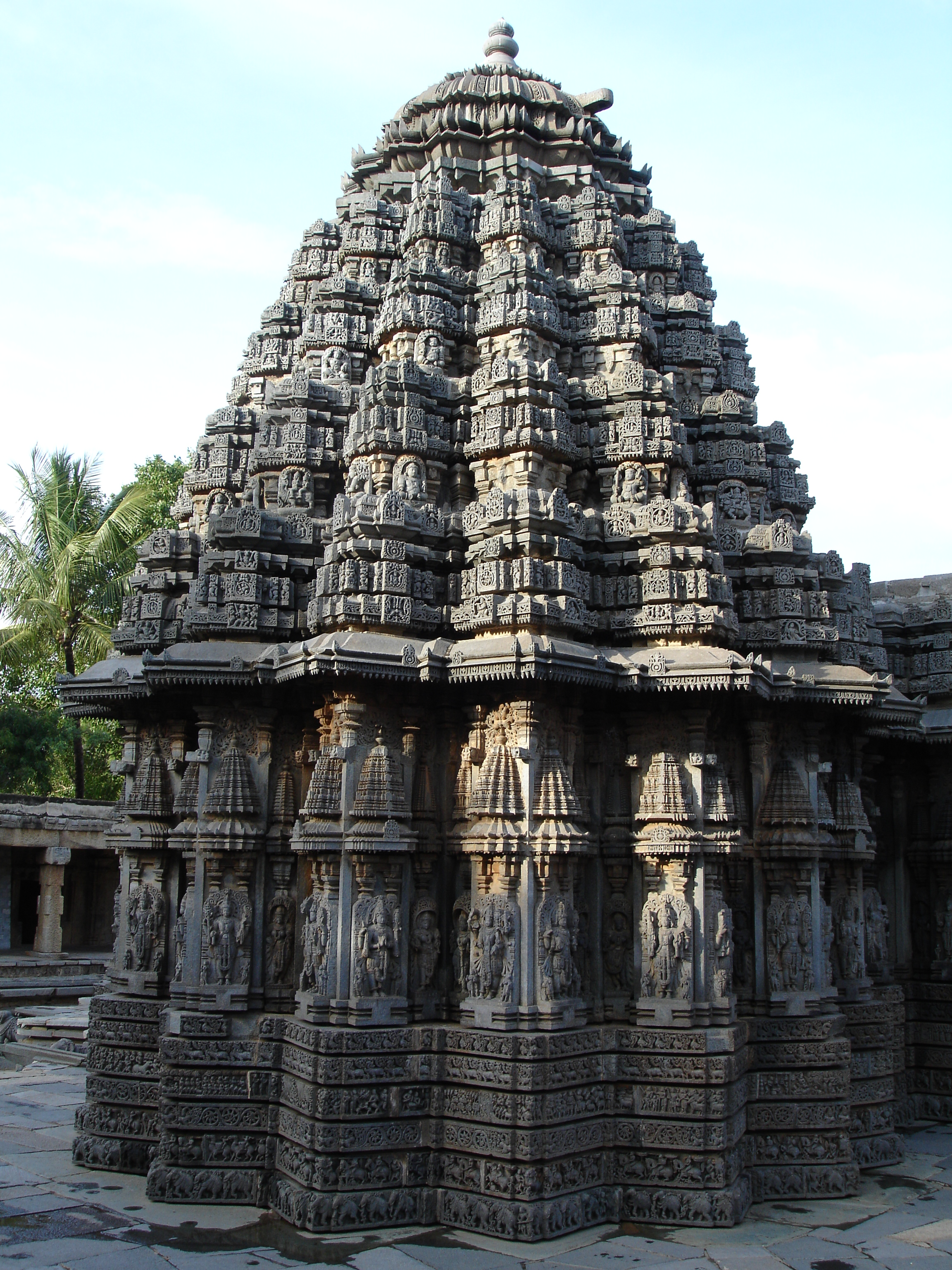
Im Keshava-Tempel (vollendet 1268) von Somnathpur (Karnataka, Südwestindien) sind Nagara- und Dravida-Elemente zum Vesara-Stil verschmolzen: Der Shikhara steigt krummlinienförmig auf, ist aber gestuft. In der Spitze überlagern sich die amalaka des Nagara-Stils und der haubenartige Schlussstein des Dravida-Stils. Der sternförmige Grundriss dagegen ist dem Vesara-Stil eigen.

Auf dem westlichen Dekkan bildete sich im Mittelalter ein dritter bedeutender Tempelstil heraus. Zunächst entstanden im Südwesten des Dekkan unter der bis ins frühe 11. Jahrhundert andauernden Herrschaft der Ganga-Dynastie noch vorwiegend von den Pallava beeinflusste Dravida-Tempel, während die auf dem nordwestlichen Dekkan regierenden Rashtrakuta weiterhin die Höhlentempelarchitektur pflegten. Erst als die Chalukya im späten 10. Jahrhundert die Rashtrakuta vertrieben, kam es zur Vermischung von Elementen der Nagara- und der Dravida-Architektur im Vesara-Stil, dessen Name sich vom Sanskrit-Wort वेसर vesara „Mischung, Kreuzung“ herleitet. Obwohl er keine grundsätzlich neuen Bauglieder hervorgebracht hat, liegt ihm ein eigenes Ordnungsprinzip zugrunde, das weder eine Zuteilung zum Nagara- noch zum Dravida-Stil rechtfertigt.
Die frühesten Vesara-Tempel aus dem 10. und 11. Jahrhundert sind noch stark vom Dravida-Stil beeinflusst, doch zeigen ihre Türme bereits eine größere Tendenz zur Vertikalen, vergleichbar den Shikharas des Nagara-Stils. Im Mahadeva-Tempel von 1112 in Ittagi (Karnataka, Südwestindien) ist der Übergang vom eklektischen Mischstil zum eigenständigen Vesara-Stil vollzogen. Seine volle Ausprägung erfuhr der Vesara-Tempel zur Zeit der Hoysala vom 12. bis 14. Jahrhundert. Charakteristisch ist die Gruppierung von bis zu fünf Shikharas um ein quadratisches Mandapa – ein deutlicher Gegensatz zur axialen Anordnung der Tempelbauten im Nagara- und Dravida-Stil. Die Shikharas stehen in der Regel auf sternförmigem Grundriss, der sich aus der Drehung mehrerer ineinanderliegender Quadrate innerhalb eines Kreises ergibt. Wiederum liegen also die wichtigsten geometrischen Formen der hinduistischen Kosmologie, Quadrat und Kreis, als Versinnbildlichung des Irdischen und des Himmlischen zugrunde. Eines der besterhaltenen Beispiele für den reifen Vesara-Stil der Hoysala-Zeit ist der 1268 fertiggestellte Keshava-Tempel in Somnathpur (Karnataka). Er umfasst drei Garbhagrihas mit Shikharas auf sternförmigem Grundriss, die sich um ein kleines zentrales Mandapa gruppieren. Diesem ist ein weiteres, weitaus größeres Mandapa vorgelagert, sodass sich für den gesamten Tempel ein kreuzförmiger Grundriss ergibt. Im Aufbau der Shikharas kommt die Symbiose von Nagara- und Dravida-Stil am deutlichsten zum Vorschein: Sie bestehen, vergleichbar den Shikharas des Nordens und den Vimanas des Südens, aus einem Sockel, in dem sich das Garbhagriha verbirgt, dem eigentlichen Turm und einem Schlussstein mit Spitze. Im Umriss streben sie wie der nordindische Shikhara parabolisch nach oben, sind dabei aber wie der südindische Vimana durch übereinandergelagerte, horizontale Ebenen gestuft. Den Abschluss bilden eine in amalaka-ähnliche, ringförmige Segmente gegliederte Haube und eine aufgesetzte Spitze – eine Überlagerung des nord- und des südindischen Schlusssteintypus. Die Außenwände schmücken im unteren Bereich kunstvoll gestaltete Figurenfriese. Umgeben ist der Tempelkomplex von einer Mauer, an deren Innenseite sich zahlreiche kleine Schreine anlehnen. Weitere bedeutende Zeugnisse der Vesara-Architektur stellen die Tempel von Belur und Halebid (beide Karnataka) dar.

### Höhlentempel

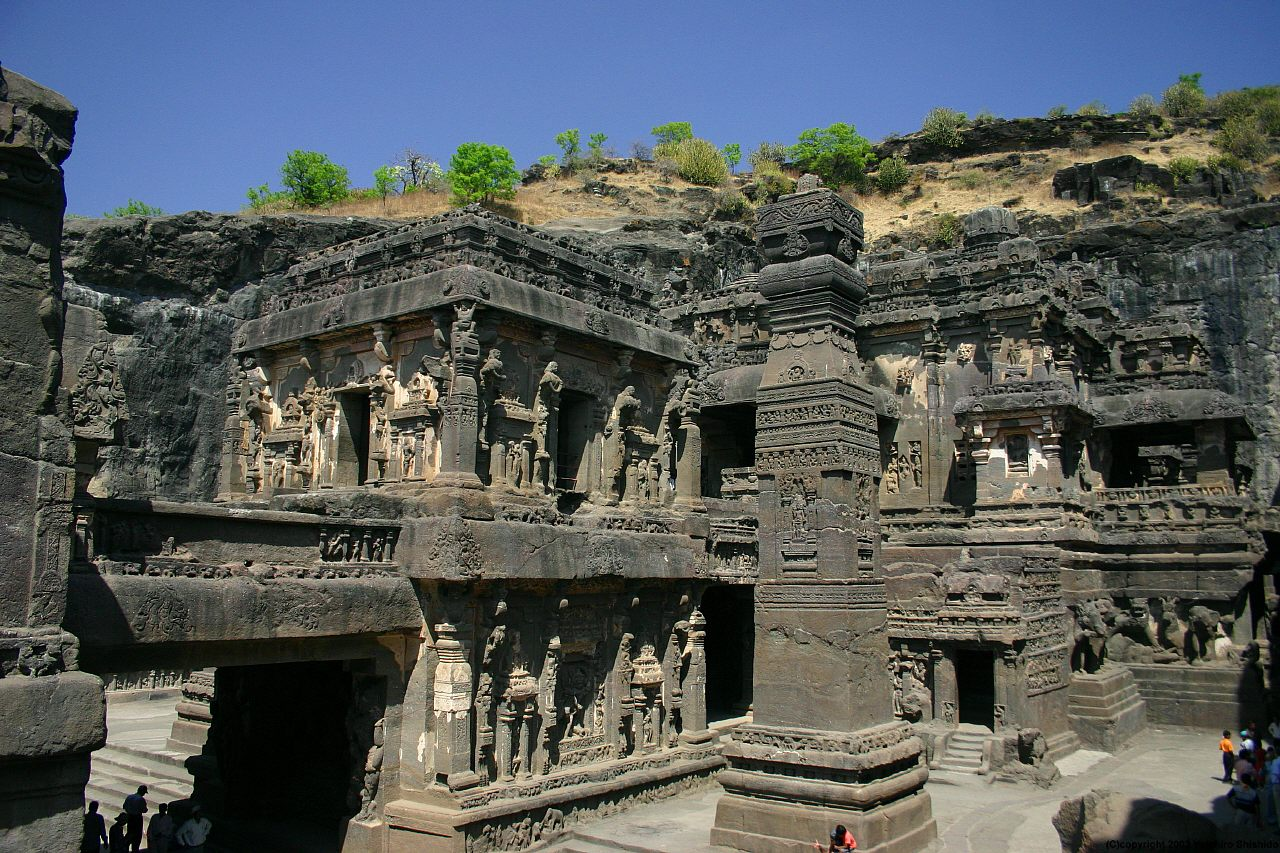
Der als Höhepunkt der indischen Monolitharchitektur geltende Kailash-Tempel (8. Jahrhundert) von Ellora (Maharashtra, Zentralindien) ruht auf einem massiven Untergeschoss. Das ausgehöhlte Obergeschoss ist über Brücken mit einem Schrein und einem Gopuram (linker Bildrand) im frühen südindischen Dravida-Stil verbunden.

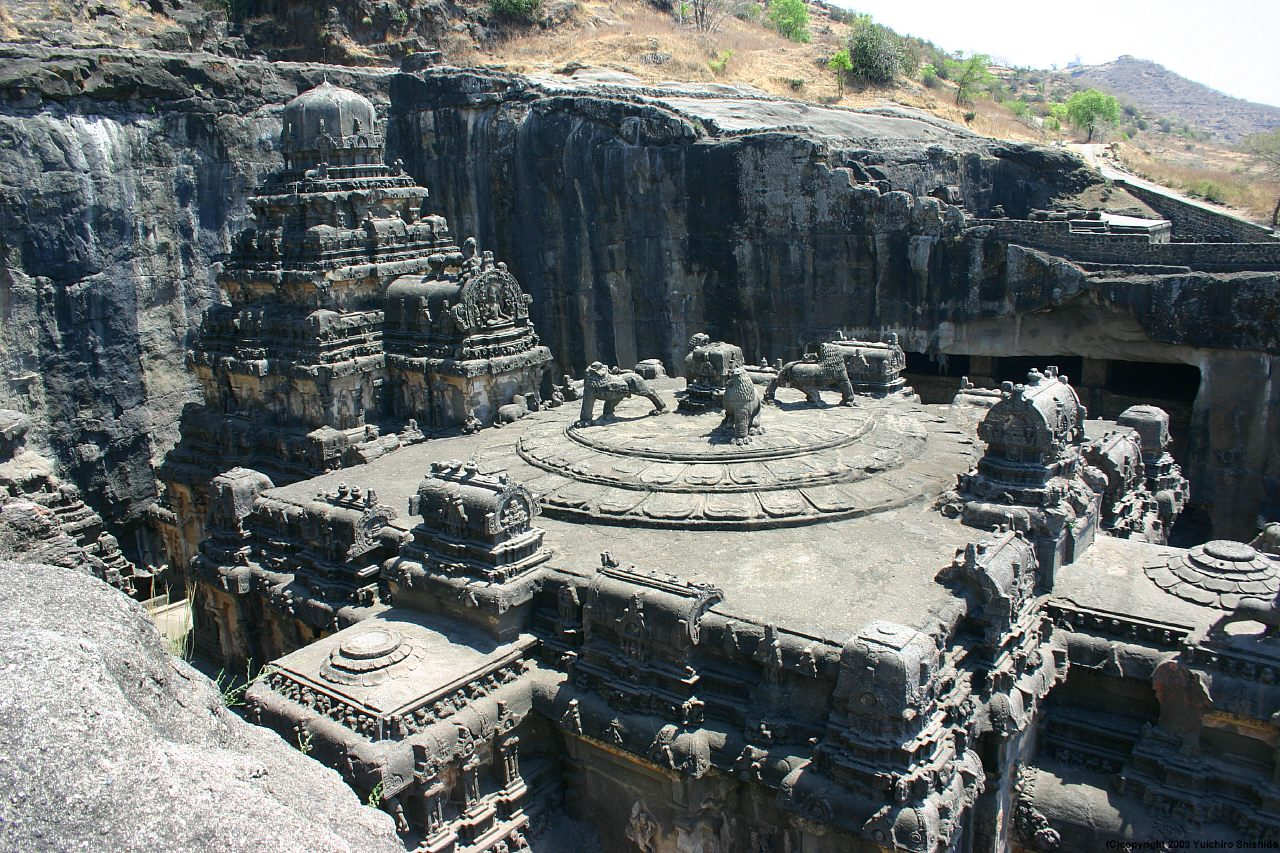
Auch der Vimana des Kailasanatha-Tempels weist die Merkmale des Dravida-Stils auf.

Das Wiedererstarken des Hinduismus in der Gupta-Zeit trug nicht nur zum Aufkommen des hinduistischen Tempelfreibaus bei, sondern auch zur Fortsetzung der von den Buddhisten begonnenen Höhlentempelarchitektur. Die frühen hinduistischen Höhlenheiligtümer von Udayagiri (Odisha, Ostindien) aus dem 4. Jahrhundert haben eine in den Felsen getriebene Garbhagriha, vor deren Eingang eine Säulenveranda aus Haustein errichtet wurde. Diese Bauform wurde von den eingangs erwähnten freistehenden Würfeltempeln, wie jenen in Sanchi und Tigowa, einerseits und von den Baumeistern späterer Höhlentempel andererseits aufgegriffen.
Einen erweiterten Aufbau zeigen die Höhlen von Badami (Karnataka, Südwestindien) aus dem 6. Jahrhundert. Hier liegt zwischen der nun ebenfalls aus dem Fels gehauenen Säulenveranda und dem Garbhagriha ein Säulen-Mandapa. In der später entstandenen Mahesha-Höhle von Elephanta, einer Insel vor der Küste Maharashtras (Westindien), liegt das Garbhagriha nicht außerhalb, sondern im Osten eines beträchtlich vergrößerten Mandapa mit kreuzförmigem Grundriss, der an die Grundrisse guptazeitlicher Tempel erinnert.
In Ellora (Maharashtra), seit der zweiten Hälfte des 6. Jahrhunderts einer der bedeutendsten Stätten hinduistischer Höhlen- und Felsarchitektur, besteht die Grundform des Höhlentempels aus einer querliegenden, durch Säulen vom Vorraum abgegrenzten und dadurch verandaartig erscheinenden Halle, an die sich das wiederum durch Säulen abgesonderte, von einem Pradakshinapatha umgebene Garbhagriha anschließt. An den Schmalseiten der Halle befindet sich je ein weiterer kleiner Raum. Neben dem „Veranda-Typus“ lassen sich in Ellora ab dem 7. Jahrhundert zwei weitere Typen unterscheiden, die ihre Vorbilder aus dem Freibau beziehen. Der erste Typus ähnelt der Bauweise altindischer Hofhäuser. Er ist durch eine längliche Halle gekennzeichnet, die durch Säulenkolonnaden in einen hofartigen vorderen Bereich und einen dem Garbhagriha vorbehaltenen hinteren Bereich gegliedert ist. Der zweite Typus tritt ab dem späten 7. Jahrhundert auf und orientiert sich am inzwischen aufgekommenen freistehenden Tempel. Wie die Tempel der frühen Chalukya umfasst er neben dem Garbhagriha eine Tempelhalle (Sabhamandapa) und eine kleine, vorgelagerte Eingangshalle (Mukhamandapa).
Einen Sonderstellung nimmt der in der zweiten Hälfte des 8. Jahrhunderts unter den Rashtrakuta begonnene Kailasanatha-Tempel von Ellora ein. Er ist zwar kein Höhlenbau, sondern ein freistehender, im Ganzen aus dem Fels gehauener Tempel, musste aber den Besonderheiten der monolithischen Bauweise angepasst werden. Das Garbhagriha wird von einem südindischen Vimana übertürmt und öffnet sich zum quadratischen Sabhamandapa, das von den drei übrigen Seiten jeweils durch ein Mukhamandapa begehbar ist. Eine Brücke verbindet diesen eigentlichen Tempel mit einem kleineren Schrein. Sowohl der Tempel als auch der Schrein erheben sich auf Untergeschossen, die nicht ausgehöhlt wurden, sondern massiv sind, um das Gewicht der Aufbauten tragen zu können. Eine weitere Brücke verbindet den Schrein mit einem Gopuram. Der Kailasanatha-Tempel schließt sich stilistisch den vom Dravida-Stil der Pallava-Zeit geprägten Chalukya-Tempeln in Pattadakal (Karnataka, Südwestindien) an. Er ist der größte Felsentempel Indiens und zugleich der Höhepunkt der indischen Monolitharchitektur, die zwar noch bis ins 12. Jahrhundert Bestand hatte, aber keine vergleichbaren Werke mehr hervorbrachte.
Siehe auch: Hinduistische Höhlentempel in Indien

### Regionale Tempelstile
Bedingt durch besondere geographische und klimatische Umstände, Knappheit oder Verfügbarkeit bestimmter Baustoffe sowie lokalspezifische und außerindische Einflüsse hat sich eine beträchtliche Vielfalt regionaler hinduistischer Tempelstile abseits der bekannten Nagara-, Dravida- und Vesara-Bauformen herausgebildet. Da eine ausführliche Behandlung den Rahmen dieses Artikels sprengen würde, sollen nur die wichtigsten Regionalstile der Himalaya-Region, der Malabarküste und Bengalens betrachtet werden.

#### Kaschmir und Nepal

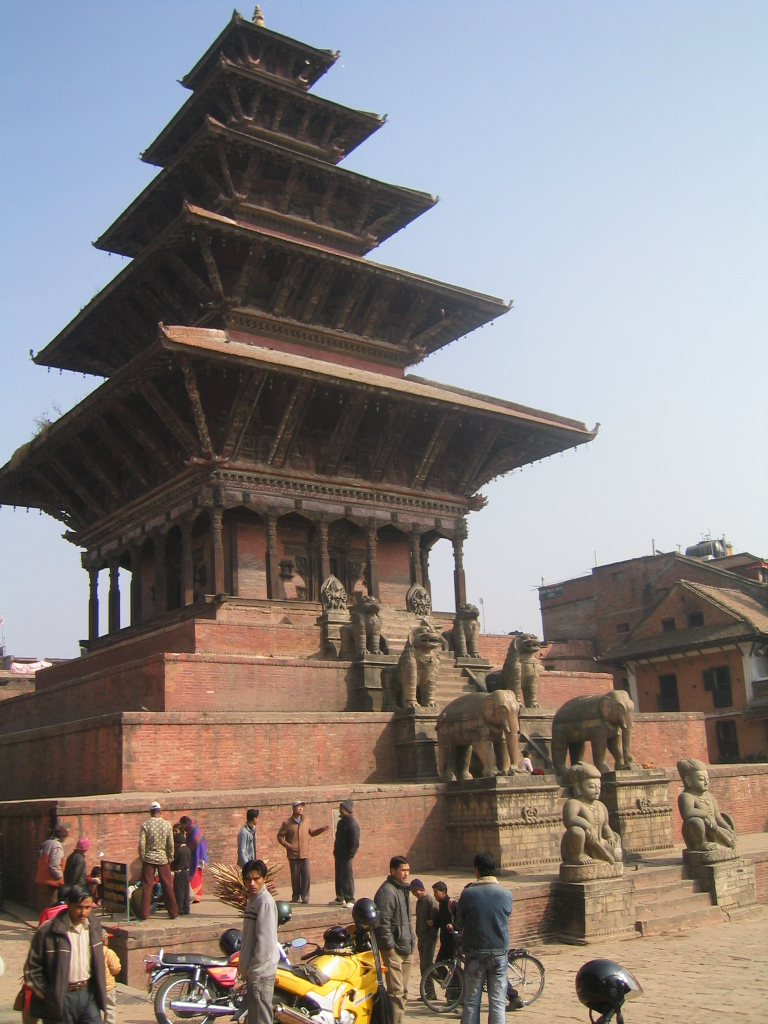
Nepalesischer Pagodenstil: Der Nyatapola-Tempel (1702–08) in Bhaktapur hat einen fünfstöckigen Turm mit überhängenden Dächern. Das für andere Hindu-Tempel typische Mandapa fehlt.

In Kaschmir (Nordindien) wurden hinduistische Tempel, wie der Sonnentempel in Martand aus dem 8. Jahrhundert, als Turmbau innerhalb eines vom buddhistischen Vihara abgeleiteten quadratisch ummauerten Hofes errichtet. Das Garbhagriha wurde mit einer aus übereinandergelegten, sich nach oben verkleinernden Quadraten gebildeten Laternendecke abgeschlossen. Solche Laternendecken sind auch von indischen Tempeln der Hauptstile bekannt, wo sie meistens in Mandapas zu finden sind. Statt der in Nordindien üblichen Shikharas haben kaschmirische Tempel Türme aus übereinandergesetzten Zeltdächern – möglicherweise eine lokale Anpassung an die im Himalaya vorkommenden Schneemassen, denen diese Dächer im Winter standhalten müssen. Zudem besitzen traditionelle kaschmirische Wohnhäuser bis heute ähnliche Dachformen. Über den Eingängen der Tempel finden sich Giebel mit Schmuckflächen, sehr ähnlich dem aus der europäischen Baukunst bekannten Tympanon. Während der Sonnentempel von Martand nur als Ruine erhalten ist, gibt der sehr kleine Shiva-Tempel von Pandrethan, dem der umgebende Hof fehlt, aus dem 11. Jahrhundert noch einen vollständigen Eindruck von dieser Architektur. Das aus anderen Teilen Indiens bekannte Mandapa fehlt in Kaschmir völlig; dagegen legen dorische und ionische Säulenkapitelle ein langes Nachwirken der griechisch beeinflussten Kunst Gandharas nahe.
Während die Vorherrschaft des Islam im Mittelalter und in der frühen Neuzeit die Kontinuität der hinduistischen Architektur in Kaschmir für Jahrhunderte unterbrach, konnte sich in Nepal eine ähnliche Tempelbautradition bewahren. Hier wurden zwei oder drei, im Extremfall bis zu fünf Pyramiden auf ein quadratisches Erdgeschoss zu Türmen mit überhängenden Dächern aufeinandergestapelt. Typisch ist die Verwendung von Holz für die oberen Stockwerke und Backsteinziegeln für den Unterbau. Der nepalesische Tempel erinnert an den Stil chinesischer Pagoden, was in der Vergangenheit oft auf chinesische Einflüsse zurückgeführt wurde. Allerdings ist zu bedenken, dass die chinesische Pagode selbst ihren Ursprung im indischen Stupa hatte, sodass es wahrscheinlicher ist, dass sich der Pagodenstil von Nepal nach China verbreitet hat und nicht umgekehrt. Auch in Nepal ist das Mandapa als Bauglied unbekannt. Die beiden Hauptwerke des nepalesischen Pagodenstils sind der Kumbeshwar-Tempel in Lalitpur und der Nyatapola-Tempel in Bhaktapur. Ersterer wurde im 14. Jahrhundert als zweistöckige Pagode erbaut und im 17. Jahrhundert zum heutigen fünfstöckigen Turm erweitert. Der Nyatapola-Tempel wurde zu Beginn des 18. Jahrhunderts auf einem hohen, abgestuften Sockel errichtet, zu dem eine mit Figuren flankierte Treppe aufsteigt.

#### Bengalen

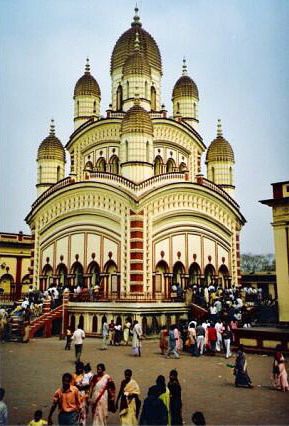
Der Kali-Tempel (1847–55) von Dakshineshwar (Westbengalen, Ostindien) entspricht dem Ratna-Typus: Das krummlinig begrenzte Gewölbedach besitzt einen mittig aufgesetzten Hauptturm und acht kleinere Ecktürme.

Für die hinduistische Architektur der nordindischen Ebenen hatte der Einfall des Islam verheerende Folgen. Im 11. Jahrhundert fielen unzählige Heiligtümer den Raubzügen und Plünderungen Mahmud von Ghaznis zum Opfer, und auch spätere muslimische Herrscher ließen Hindu-Tempel zerstören. Im 13. Jahrhundert setzten sich die Muslime dauerhaft in der Gangesebene fest und verhinderten nachhaltig die weitere Entfaltung des Nagara-Stils. Als die hinduistische Bautätigkeit nach dem Untergang des Mogulreiches wieder aufzuleben begann, orientierten sich die Baumeister entweder am Dravida-Stil, der sich in Südindien vom Islam unbeeinflusst hatte weiterentwickeln können, oder an regionalen Traditionen der Profanarchitektur.
In Bengalen ging in der Mitte des 17. Jahrhunderts ein regionaltypischer Tempelstil aus Bauformen traditioneller Holz- oder Bambushäuser hervor. Der bengalische Tempel steht meist auf quadratischem Grundriss. Hauptmerkmal ist das konvex gekrümmte Dach, wobei zwei Formen unterschieden werden. Das Chala-Dach, auch bengalisches Dach genannt, ist ein First- oder Gewölbedach auf rechteckigem Grundriss, dessen Begrenzungslinien alle konvex gekrümmt sind. Es wird auch als aufgewölbte Kielbogentonne bezeichnet. Am 1655 erbauten Keshta-Raya-Tempel in Bishnupur (Westbengalen, Ostindien) wurden zwei Chala-Dächer nebeneinandergesetzt, wobei ein Dach das Mandapa, das andere das Garbhagriha bedeckt. Auch hier sind die Firste, Traufen und Ortgänge konvex gekrümmt. Diese Variante ist als Jor Bangla („Zwillingsdach“) bekannt. Es existieren weitere Varianten mit vier oder acht kombinierten Chala-Dächern. Die zweite Dachform ist das im Grundriss quadratische, gewölbte Ratna-Dach, dessen Traufkanten wiederum konvex gekrümmten Bögen entsprechen. Die einfachste Variante des Ratna-Daches verfügt über einen mittig aufgesetzten Turm. Beim Shyama-Raya-Tempel von 1643 in Bishnupur ist der zentrale Turm von vier kleineren Ecktürmen umgeben. Der große, Mitte des 19. Jahrhunderts errichtete Kali-Tempel von Dakshineshwar (Westbengalen) besitzt sogar acht Ecktürme. Gemeinsam sind allen bengalischen Tempeln die auf Grund der statischen Wirkung der Dächer besonders massiv ausgeführten Mauern, bogige Portale und durch Pilaster stark gegliederte Fassaden. Da Bengalen arm an Natursteinvorkommen ist, wurden die Tempel in der Regel aus Backstein und Mörtel errichtet. Die Fassaden wurden mit Terrakotta verkleidet, weshalb die bengalischen Tempel dieses Typus auch als „Terrakotta-Tempel“ bezeichnet werden.
Eine weitere bengalische Sonderform sind die vorhallenlosen und beinahe turmartig aufragenden Rekha-deul-Tempel, deren Urform in Odisha (Bhubaneswar) entstand.

#### Malabarküste
An der Malabarküste im äußersten Südwesten des indischen Subkontinents verbreitete sich etwa ab dem 13. Jahrhundert der Dravida-Stil der späten Chola-Zeit, wonach man Tempelanlagen mit Gopurams und mehreren Mandapas errichtete. Allerdings bewahrten die einzelnen Tempelbauten hier eine Reihe architektonischer Eigenheiten, die den Baustil der Malabarküste vom tamilischen Dravida-Stil unterscheiden. So kann das zentrale Heiligtum (Srikovil) der aus mehreren freistehenden Baugliedern bestehenden Tempelanlage neben der üblichen Quadrat- oder Rechteckform auch auf apsidialem oder gar rundem Grundriss stehen, wie er anderen Regionen Indiens völlig fremd ist. Meist wurden nur die Fundamente aus Stein gebaut, die Überbauten aber aus Holz, das an der ursprünglich dicht bewaldeten Malabarküste in ausreichenden Mengen vorhanden ist. Die Tempel wurden je nach der zugrundeliegenden geometrischen Form mit einem überstehenden Walm-, Sattel-, Zelt- oder Kegeldach mit aufgesetzter Spitze gedeckt. Bei größeren Tempeln sind zwei oder drei solcher sich nach oben verjüngenden Dächer übereinandergesetzt. Giebel und Dachgesimse wurden mit Schnitzwerk versehen. Wie im Himalaya besteht eine gewisse Ähnlichkeit zu den Dachformen der ostasiatischen Architektur, die aber als Anpassung an die besonders stark ausfallenden Monsunregenfälle an der Malabarküste zu erklären ist.

## Jainistische Architektur
Der Jainismus entstand wie der Buddhismus als Reformbewegung aus dem Brahmanismus. Sein Gründer Mahavira lebte im 6. Jahrhundert v. Chr. Er gilt als letzter der 24 Tirthankaras („Furtbereiter“), der geistigen Väter dieser asketischen Religion, deren wichtigste Prinzipien absolute Gewaltlosigkeit, die Entsagung von unnötigem weltlichen Besitz und Wahrhaftigkeit sind.

### Allgemeine Merkmale
Von Beginn an hat die jainistische Sakralarchitektur die von buddhistischen, später hinduistischen Baumeistern entwickelten Konzeptionen und Bauformen übernommen. Ein jainistischer Tempel unterscheidet sich daher kaum von einem hinduistischen Tempel derselben Region. An einigen Stätten der frühen hinduistischen Höhlenarchitektur finden sich auch Jaina-Heiligtümer mit sehr ähnlicher Struktur, so in Udayagiri (Odisha, Ostindien) und Badami (Karnataka, Südwestindien). In Ellora (Maharashtra, Zentralindien) gibt es mehrere jainistische Höhlentempel, deren Aufbau mit Garbhagriha, Sabhamandapa und Mukhamandapa dem der hinduistischen Tempel ähnelt. Allerdings sind die Säulenhallen im Grundriss komplizierter, und an die Stelle von Darstellungen hinduistischer Gottheiten treten Plastiken der Tirthankaras. Im südindischen Freibau wurden die wesentlichen Merkmale des frühen Dravida-Stils mit betontem Vimana vom späten Chalukya-Tempel übernommen. Shravanabelagola (Karnataka) ist das bedeutendste Jaina-Heiligtum Südindiens.
Allerdings dient der Jaina-Tempel einem anderen Zweck als der hinduistische Tempel, denn in ihm wird keine Gottheit verehrt oder um göttlichen Beistand ersucht, sondern der Tirthankaras und ihrer geistigen Errungenschaften gedacht. Dementsprechend weicht der Jaina-Tempel vor allem in der individuellen Ausgestaltung von seinen architektonischen Vorbildern ab. Anders als bei Hindu-Tempeln ist das Äußere meist nüchtern und schmucklos, während im Inneren kaum eine Fläche von außergewöhnlich detaillierten Steinmetzarbeiten ausgespart bleibt. Für herausragende Heiligtümer wurde nicht, wie bei Hindu-Tempeln üblich, Granit oder Sandstein verwendet, sondern weißer Marmor. Darin zeigt sich der Reichtum der Jaina-Gemeinde, denn da Jainas auf Grund ihrer religiösen Gebote keine körperlichen Arbeiten verrichten dürfen, spezialisierten sie sich vorwiegend auf kaufmännische Berufe. In Form von Tempelspenden trugen sie zur prunkvollen Ausstattung vieler Tempel bei.

### Jainistischer Tempelstil von Rajasthan und Gujarat
Die wichtigsten Zentren der jainistischen Bautätigkeit befinden sich in Rajasthan (Nordwestindien) und Gujarat (Westindien), wo sich seit dem 11. Jahrhundert ein jainistischer Tempelstil aus der regionalen Variante des Hindu-Tempels entwickelte. Das Garbhagriha (hier auch Mulaprasada genannt) ist wie im Hindu-Tempel ein kleiner, quadratischer Raum, in dem sich eine Statue des Tirthankara, dem der Tempel geweiht ist, befindet. Es öffnet sich nach Osten oder Westen zu einer ebenfalls quadratischen, massiven Versammlungshalle (Gudhamandapa), der wiederum eine nach allen Seiten offene, lichtdurchflutete Eingangshalle (Mukhamandapa) vorgelagert ist. Den Abschluss bildet ein großer Tanzpavillon (Rangamandapa) mit Säulenumgang, die etwas tiefer steht als die Vorhalle. Zusammen bilden diese vier Bauglieder den zentralen Tempel, dessen rechteckiger Grundriss durch nach Norden und Süden vorspringende Portale zu einem Kreuz erweitert ist. Der Tempel erhebt sich auf einer Plattform inmitten eines ummauerten Rechteckhofes. Entlang der Innenseite der Umgebungsmauern sind kleine, überkuppelte Schreine, die Tirthankara-Plastiken enthalten, mit vorgebauten Säulengängen aneinandergereiht. Diesen Typus vertreten unter anderem die drei bedeutendsten der Dilwara-Tempel von Mount Abu (Rajasthan): der Vimala-Vasahi-Tempel aus dem 11., der Luna-Vasahi-Tempel aus dem 13. und der unvollendete Pittalhar-Tempel aus der ersten Hälfte des 15. Jahrhunderts. Ihr Skulpturenschmuck an Säulen, Decken und Wänden zählt zu den bedeutendsten Schöpfungen der indischen Bildhauerei. Die Garbhagrihas wurden durch niedrige Pyramidendächer, wie sie vom westindischen Mandapa bekannt sind, abgeschlossen.
Aus dem beschriebenen Typus ging ein zweiter jainistischer Tempeltyp hervor, dessen einfache Grundstruktur am Parshvanatha-Tempel von Mount Abu aus dem 15. Jahrhundert zu sehen ist. Hier ist die garbhagriha in alle vier Himmelsrichtungen geöffnet. Die Tirthankara-Statue blickt viergesichtig in alle Richtungen (Chaumukha-Typus). Vor jeder Öffnung befindet sich eine winzige Vorhalle, sodass sich als Grundriss ein Griechisches Kreuz ergibt. Das Rangamandapa ist achteckig und steht frei. Letzteres und der dreigeschossige Hauptbau sind ringsum von einer breiten, überdachten Säulenveranda umschlossen. Dagegen fehlt die Umgebungsmauer völlig.
Neben Mount Abu gehören die heiligen Berge Girnar bei Junagadh und Shatrunjaya bei Palitana (beide Gujarat) zu den wichtigsten Pilgerstätten der Jainas. Auf beiden Bergen wurden stadtartige Komplexe aus jeweils mehreren hundert Tempeln und Schreinen errichtet. In Palitana sind jeweils ein großer Tempel und mehrere ihn umringende kleinere Heiligtümer zu einer rechteckig ummauerten Einheit (Tuk) zusammengefasst. Obwohl die älteren Tempel auf Stiftungen aus dem frühen 13. Jahrhundert zurückgehen, stammen die heutigen Bauten aus dem 16. bis 19. Jahrhundert, da die ursprüngliche Anlage im Mittelalter mehrmals von muslimischen Invasoren zerstört wurde. Stilistisch zeichnen sich die Tempel durch vom hinduistischen Nagara-Stil übernommene Shikhara-Türme und pyramidenförmig überdachte Vorhallen (mandapas) aus. Es sind sowohl der axial angeordnete Typus der Dilwara-Tempel von Mount Abu als auch der Chaumukha-Typus anzutreffen. Anders als Palitana blieb der Tempelkomplex auf dem Girnar von muslimischen Angriffen verschont. Die ältesten Bauwerke, darunter der Neminatha-Tempel, stammen aus dem 12. Jahrhundert. Der Parshvanatha-Tempel aus dem 13. Jahrhundert setzt sich durch seinen ungewöhnlichen Grundriss von anderen Tempeln ab. Er besteht aus einem Hauptbau, dessen Garbhagriha von einem Shikhara überkrönt wird, einem rechteckigen Mandapa und zwei sich nördlich und südlich daran anschließenden, überkuppelten Schreinen, die wie die späteren Chaumukha-Tempel nach allen vier Himmelsrichtungen geöffnet sind. Der Gesamtgrundriss ähnelt einem Kleeblatt.
Ihren Höhepunkt erreichte die jainistische Tempelarchitektur mit dem Adinath-Tempel von Ranakpur (Rajasthan) aus dem 15. Jahrhundert, in dem die beiden beschriebenen Tempeltypen zu einer komplexen Anlage vereint sind. Der Hauptbau entspricht dem Chaumukha-Typus mit kreuzförmigem Garbhagriha. Jeder der vier Öffnungen des Garbhagriha sind in axialem Verlauf je ein Rangamandapa und ein dreistöckiges Meghanadamandapa („hohe Halle“) vorgebaut, sodass sich ein Achsenkreuz ergibt. Alle Meghanadamandapas sind offene Säulenhallen und durch weitere Hallen mit insgesamt vier Schreinen an den Eckpunkten des Tempels verbunden. Ringsum zieht sich – wie beim ersten Tempeltypus von Mount Abu – eine Umgebungsmauer mit kleineren Schreinen und vorgebauten Säulengängen. Insgesamt umfasst der riesige Tempel 29 Hallen und fünf Schreine, wobei letztere die fünf heiligen Berge der jainistischen Mythologie versinnbildlichen. Während die Hallen überkuppelt sind, überdacht das Garbhagriha ein dem hinduistischen Nagara-Tempelstil entlehnter Shikhara-Turm mit an der Außenwand emporsteigenden Risaliten (Urushringas) und Balkonen. Obwohl alle Bauglieder des Adinatha-Tempels in gleicher oder ähnlicher Form auch an hinduistischen Tempeln zu finden sind, ist die räumliche Aufteilung eine ganz andere.

## Islamische Architektur

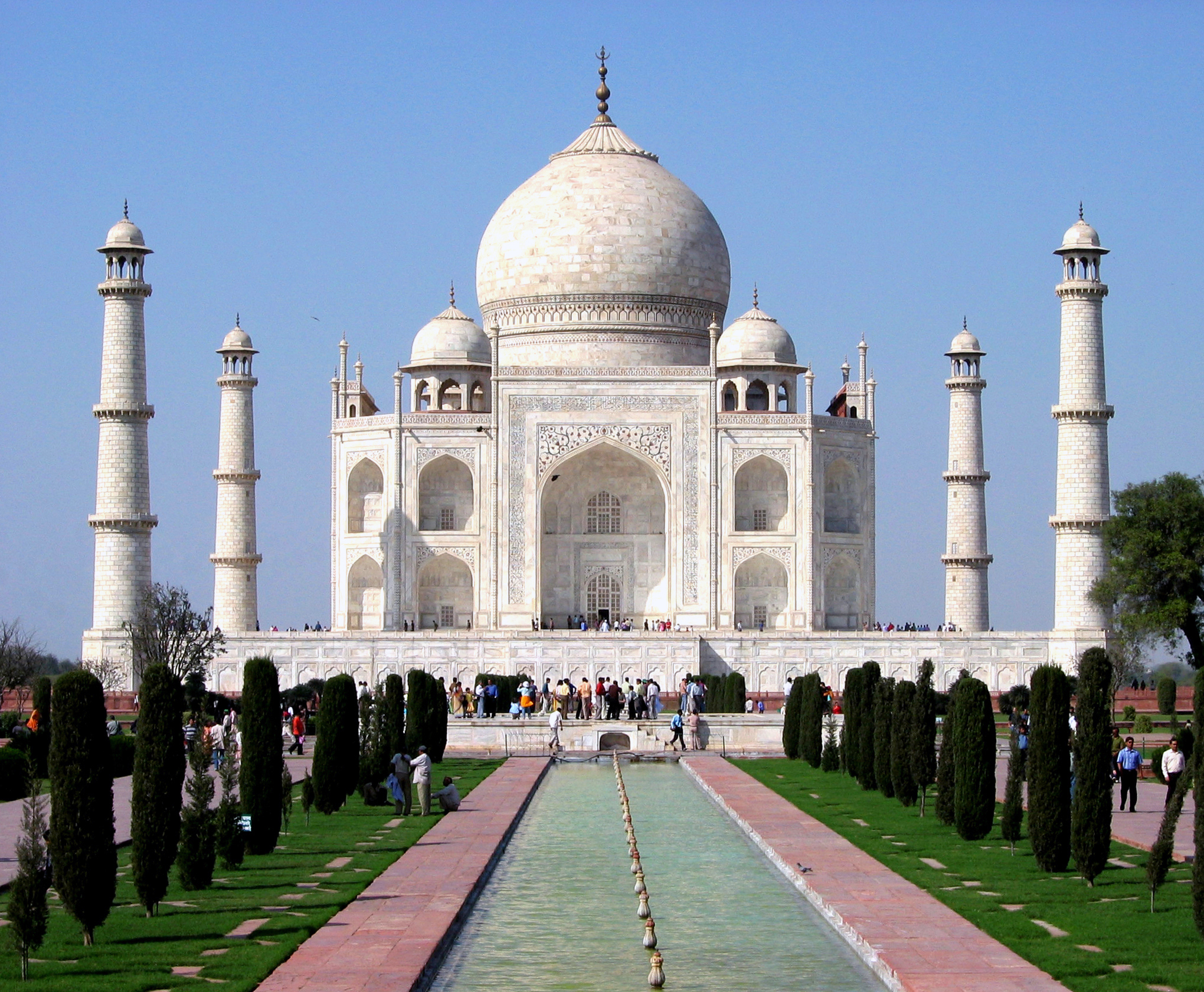
Die Grabmalarchitektur des Mogulreiches gipfelt im Taj Mahal (1631–1648) in Agra, das zu den schönsten und bekanntesten Bauwerken Indiens zählt.

Die indo-islamische Architektur hat ihre Anfänge im 12. Jahrhundert. Der Einfluss des Islam auf dem indischen Subkontinent begann zwar schon im frühen Mittelalter, aber größere Bautätigkeiten begannen erst mit der Unterwerfung der nordindischen Gangesebene durch die Ghuriden im späten 12. Jahrhundert. Die indo-islamische Architektur basiert ursprünglich auf der Sakralarchitektur des muslimischen Persien, zeigt aber von Beginn an indischen Einfluss in Steinbearbeitung und Bautechnik. Der Islam brachte auch neue Bauformen aus Vorderasien nach Indien, allen voran die Moschee und das Grabmal. Auffällig sind ferner in der indo-islamischen Architektur zwei Arten von Schmuckelementen: der aus Vorderasien stammende flächige, oft vielfarbige Wandschmuck in Form von Kacheln, Fliesen und Einlegearbeiten und plastische Bildhauerarbeiten nicht-islamischer, indischer Herkunft.
Als Hauptstile der indo-islamischen Architektur unterscheidet man die Stile des Sultanats von Delhi in Nordindien ab dem späten 12. Jahrhundert und der Stil des Mogulreiches ab der Mitte des 16. Jahrhunderts. Parallel zu den Stilen des Mogulreichs und der Sultanate von Delhi in Nordindien entwickelten sich verschiedene Regionalstile in kleineren islamischen Reichen, besonders in den kleineren Reichen auf dem Dekkan in Südindien, die vom 14. Jahrhundert an ihre Unabhängigkeit von den nordindischen Großreichen hatten erlangen können. Allen Stilen der indo-islamischen Architektur gemeinsam ist eine weitgehend an persischen und zentralasiatischen Vorbildern orientierte Konzeption und eine je nach Epoche und Region verschieden stark ausgeprägte Indisierung des Dekors und der Bautechnik.
Ab der frühen Neuzeit verschmolzen persische und indisch-hinduistische Elemente endgültig zu einem eigenständigen Stil, der sich von islamischer Architektur außerhalb Indiens klar unterscheidet. Als Höhepunkt der indo-islamischen Architektur gilt das 1648 fertiggestellte Taj Mahal. Die indo-islamische Baukunst endete mit dem Niedergang der islamischen Reiche in Indien und dem Aufstieg der Briten zur Kolonialmacht auf dem Subkontinent im späten 18. und frühen 19. Jahrhundert. Elemente der indo-islamischen Architektur finden sich jedoch vereinzelt im eklektischen Kolonialstil Britisch-Indiens und in der modernen islamischen Architektur der Staaten Südasiens wieder.

## Sikhistische Architektur

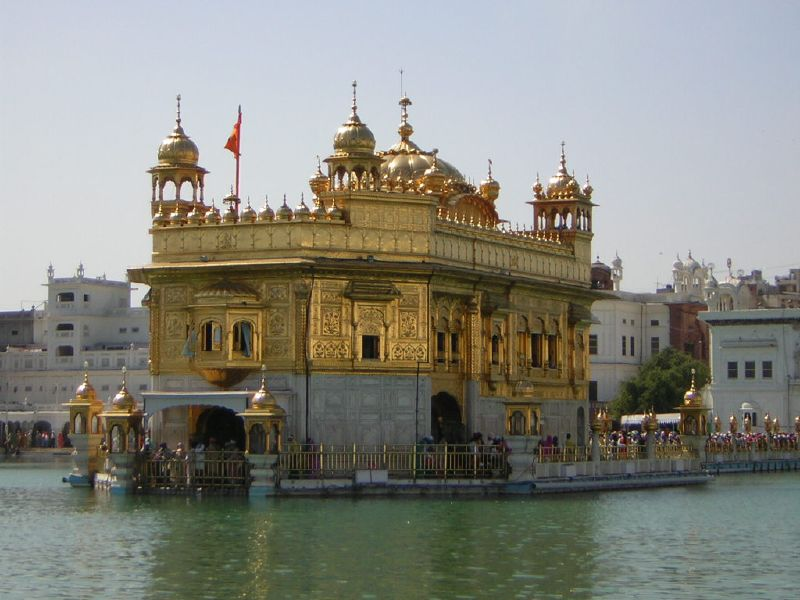
Der Harimandir Sahib (1764) in Amritsar (Punjab, Nordwestindien), auf Grund der im frühen 19. Jahrhundert ausgeführten Vergoldung als „Goldener Tempel“ bekannt, weist die für sikhistische Gurdwaras typische eklektische Stilmischung aus indo-islamischen und rajputischen Elementen auf. Er befindet sich auf einer Plattform in der Mitte eines künstlich angelegten Teiches und ist über einen Damm mit dem Haupttor des Tempelkomplexes verbunden.

Gegen Ende des 15. Jahrhunderts bildete sich um den heute als Heiligen verehrten Guru Nanak Dev eine Reformbewegung, die sich gegen bestimmte hinduistische Glaubensvorstellungen und -praktiken richtete. Aus ihr entstand auch durch islamische Einflüsse die monotheistische Religion des Sikhismus, die heute vor allem im Punjab in Nordwestindien verbreitet ist. Eines der wichtigsten Prinzipien ist die strikte Ablehnung des hinduistischen Kastenwesens, das die Menschen nach ihrer sozialen Abstammung einteilt.
Die Gebetsstätte der Sikhs wird als Gurdwara („Tor zum Guru“) bezeichnet. Historische Gurdwaras befinden sich meist an bedeutsamen Orten der Geschichte der Sikhs, etwa an Orten, an denen einer der zehn menschlichen Gurus lebte oder wirkte. Den zentralen Bestandteil eines Gurdwara bildet stets eine große Halle, in der ein Exemplar des Guru Granth Sahib, der als elfter Guru verehrten heiligen Schrift der Sikhs, aufbewahrt wird und in der sich die Gläubigen zur gemeinschaftlichen Andacht versammeln. Weiterhin bedeutsam ist die Küche, oft ein separates Gebäude, in dem alle Besucher des Heiligtums kostenlose Speisung erhalten können. Um bedeutende Gurdwaras entstand oftmals eine Vielzahl weiterer Gebäude, auch Wohn- und Zweckbauten. Festgelegte Schemata für den Aufbau eines Gurdwara existieren nicht, vielmehr gibt es Gurdwaras mit sehr verschiedenen Grund- und Aufrissen. Größere Heiligtümer umfassen in der Regel zwei Stockwerke, es existieren aber auch turmartige Bauten mit bis zu neun Geschossen. Die Formensprache der Sakralarchitektur des Sikhismus, der selbst hinduistische und islamische Vorstellungen in sich vereint, stellt eine eklektische Mischung indo-islamischer und rajputischer Architekturelemente dar. So besitzen die meisten Gurdwaras eine oft im Mogulstil mit Außenrippung und Lotosspitze gestaltete Kuppel. Gleichfalls der indo-islamischen Bautradition entstammen Zacken-, Spitz- und Rundbögen sowie Pietra-dura-Mosaiken mit floralen Motiven. Auf rajputische Ursprünge gehen Zierpavillons (Chattris) auf Dächern oder Türmen, Fenstererker, Ornamentfriese, Maßwerk (Jali) als Fenster- oder Balustradendekor sowie überstehende, teils konsolengestützte Traufen (Chajjas) zurück. Künstlich angelegte Teiche dienen der rituellen Waschung der Gläubigen. Da Gurdwaras prinzipiell allen Menschen unabhängig von Glauben oder Stand offenstehen, besitzen sie auf jeder Seite einen türlosen Eingang. Zudem entbehren sie einer strikten Abgrenzung nach außen, wie sie etwa bei Moscheen durch den von außen nicht einsehbaren Hof oder bei Hindu-Tempeln durch die Umgebungsmauer des Tempelkomplexes vorhanden ist.
Der bedeutendste Gurdwara ist der Harmandir Sahib in Amritsar (Punjab, Nordwestindien), wegen seiner aufwändigen Vergoldung auch als „Goldener Tempel“ bezeichnet. Der heutige Bau stammt aus dem Jahre 1764 und wurde im frühen 19. Jahrhundert prunkvoll ausgestattet. Er befindet sich auf einer Plattform inmitten eines rechteckigen Teiches. Ein flacher Damm verbindet ihn mit dem zackenbogigen Haupttor des Komplexes. Der Tempel selbst ist auf sechseckigem Grundriss errichtet und umfasst drei Stockwerke. Stilistisch folgt er dem späten Mogulstil mit rajputischen Einflüssen. Die niedrige Kuppel auf dem zurückstehenden, quadratischen dritten Obergeschoss ist gerippt und besitzt eine lotosblütenähnliche Spitze. Das konsolengestützte, überstehende Flachdach des zweiten Stockwerks wird von vier Chattris geziert, deren Kuppeln die Hauptkuppel wiederholen. Indo-islamischer Blumendekor prägt die Pietra-dura-Einlegearbeiten in weißem Marmor an der Fassade des Erdgeschosses, während der obere Bereich vollständig vergoldet ist.

## Profanarchitektur der vorkolonialen Zeit
Die bedeutendsten Werke der indischen Architektur sind sakraler oder ritueller Natur. Bedeutende Herrscher stifteten große Hindu-Tempel, die nicht nur die hinduistischen Vorstellungen von Kosmos, Götter- und Menschenwelt verkörpern sollten, sondern auch der Zurschaustellung der Macht des jeweiligen Herrschers dienten. Für die Anlage von Städten existierten zwar ebenfalls kosmologisch begründete Maßregeln, aber noch in der Zeit der Moguln wurden indische Städte aus vergänglichen Materialien wie ungebranntem Lehm und Holz erbaut, während Stein dem Tempelbau vorbehalten blieb. Dennoch besteht auch auf dem Gebiet der nicht-sakralen Baukunst eine reiche Tradition. Die politische Zersplitterung, die mit Ausnahme weniger Großreiche fast die gesamte indische Geschichte geprägt hat, und vor allem die häufigen Invasionen von Nordwesten erzeugten ein Schutzbedürfnis, das sich in wehrhaften Festungsbauten manifestiert. Paläste kamen als Sitze herrschaftlicher Macht den repräsentativen Bedürfnissen der weltlichen Elite nach.

### Die Festung

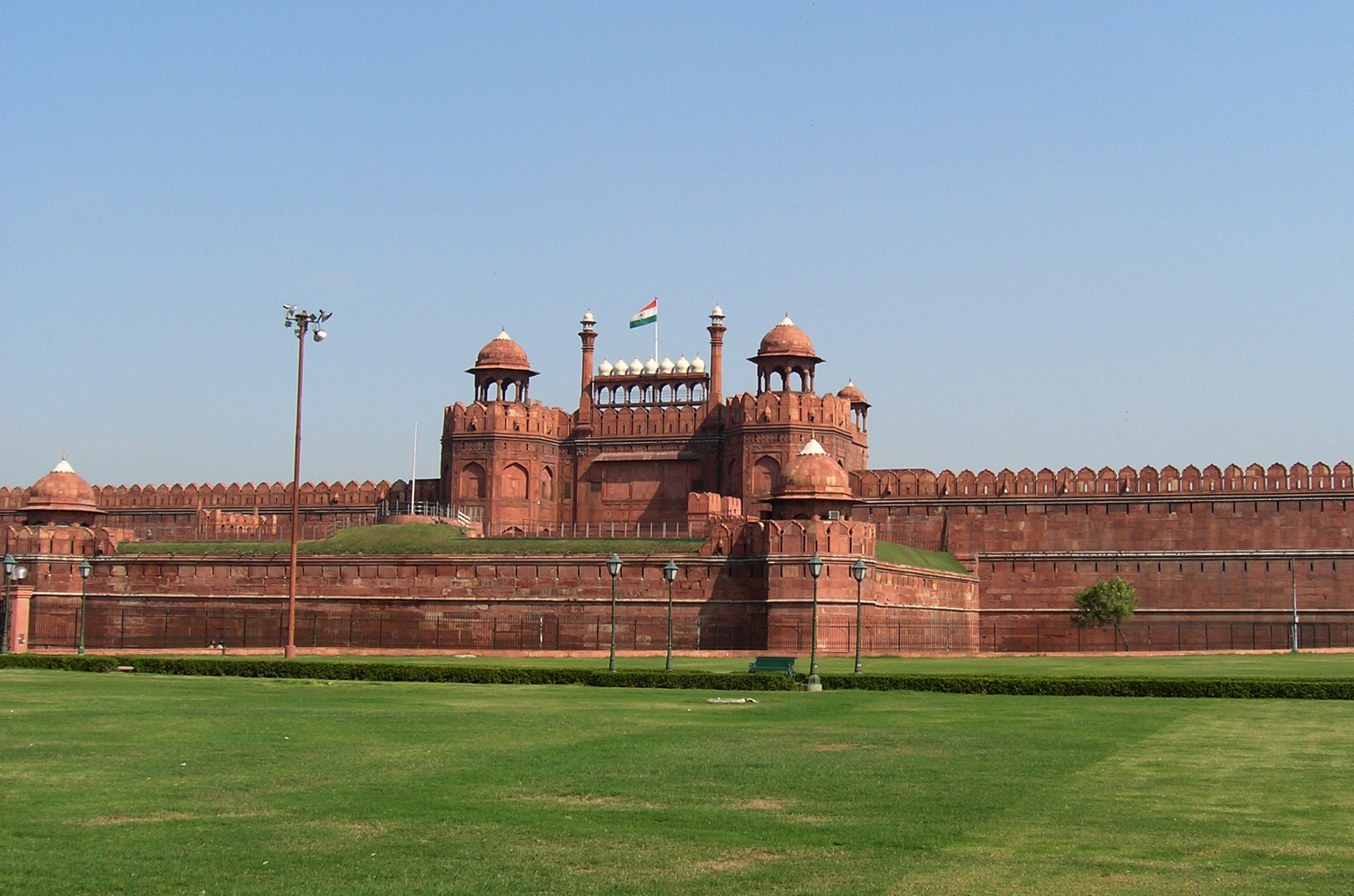
Das Rote Fort (Mitte 17. Jahrhundert) von Delhi, das seinen Namen den Umfassungsmauern aus rotem Sandstein verdankt, schließt die Palastanlagen der Großmoguln ein.

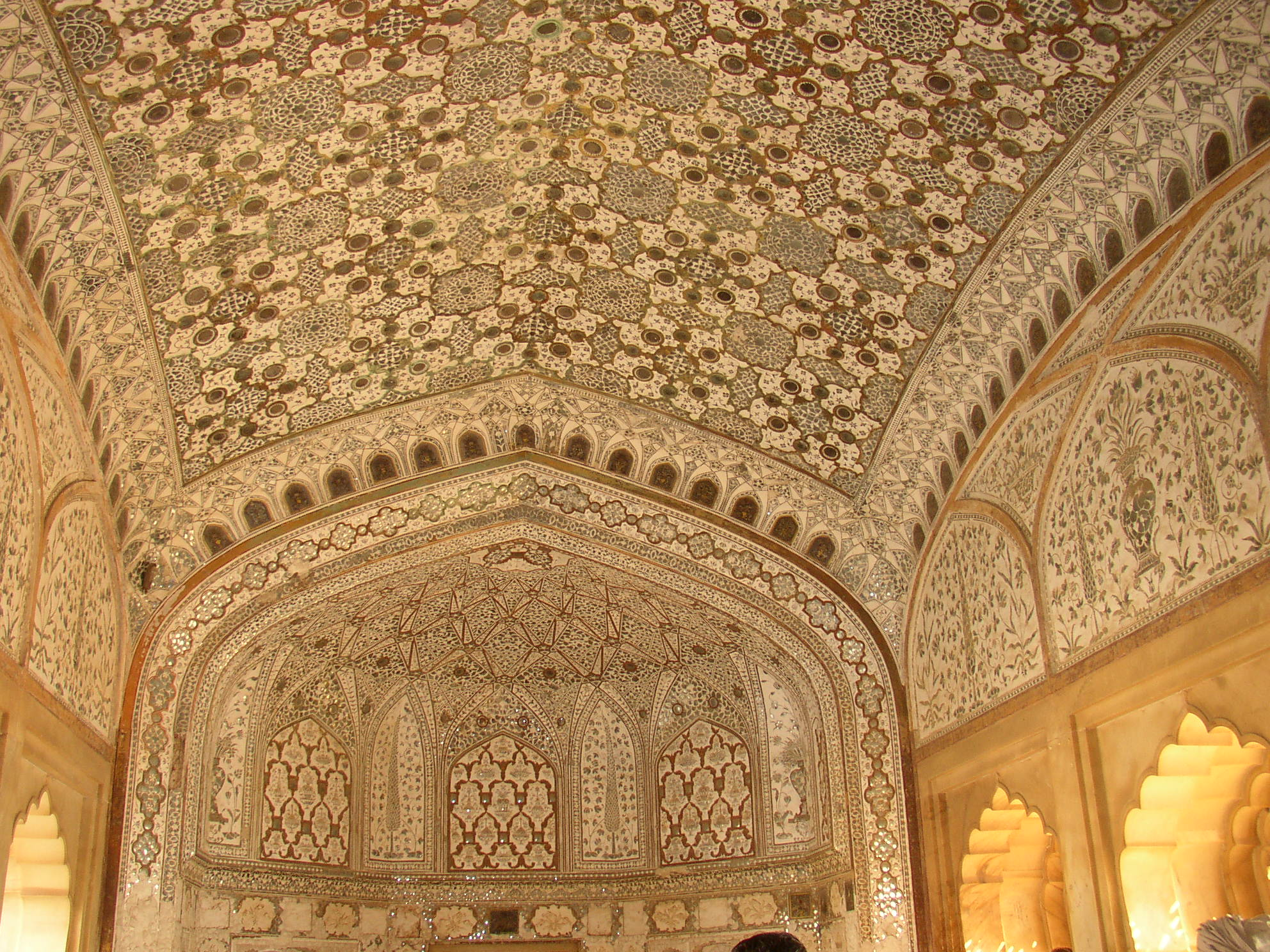
Innenraum im Fort Amber in Jaipur (Rajasthan, Nordwestindien)

Die altindische Staatslehre Arthashastra, die etwa zur Zeit Chandragupta Mauryas um 300 v. Chr. entstand, unterscheidet fünf Typen von Befestigungen nach ihrer geographischen Lage: Wasserburgen, die sich auf einer Insel oder in der Mitte eines Flusses befinden, Bergfestungen in felsigem Gelände oder Höhlen, Wüstenfestungen in schwer zugänglichen Trockengebieten, Festungen in unwegsamen Waldregionen sowie Stadtburgen als Sitz eines Herrschers in flachem Gelände, vorzugsweise am Ufer eines Gewässers. Weiterhin gibt das Arthashastra eine Anleitung zur Anlage solcher Festungen. Für die Stadtburg werden unter anderem konzentrische Grabensysteme und ein Lehmwall mit Brustwehr und Wachtürmen empfohlen.
Aus der klassischen und vorklassischen Periode sind Überreste von Festungsbauten unter anderem in Rajgir (Bihar, Nordostindien) und Sirkap (Punjab, Pakistan) erhalten. Zahlreiche Beispiele der mittelalterlichen und frühneuzeitlichen Festungsbaukunst, wie auch der Profanarchitektur im Allgemeinen, finden sich in Rajasthan, einem bergigen Trockengebiet in Nordwestindien, in dem Stein infolge der Holzarmut oft auch für profane Bauwerke zum Einsatz kam. Die rajputischen Herrscher der zahlreichen, nicht selten miteinander verfeindeten Kleinkönigreiche der Region ließen gewaltige Verteidigungsanlagen errichten, zumeist auf Tafelbergen. Wie schon im Arthashastra festgelegt, weisen die Festungswälle durch eine Brustwehr geschützte Patrouillenwege und, in regelmäßigen Abständen, Wachtürme auf. Mittelalterliche Burgen besitzen einfache Schießscharten. Mit dem Aufkommen des Schießpulvers in Indien im 16. Jahrhundert wurden die Wälle immer massiver ausgeführt, um Kanonenbeschuss standhalten zu können. Halbrunde Bastionen dienten der Aufstellung von Kanonen. Ein wichtiges Charakteristikum sind zudem die monumentalen Toranlagen, die hoch genug sein mussten, auch Elefanten Durchgang zu gewähren. Im Inneren der Festungen befinden sich neben Wohngebäuden oft Tempelanlagen.
Zu den ältesten Burgen Rajasthans und zu den bedeutendsten ganz Indiens zählt die Festung von Chittorgarh, deren Gründung auf das 8. Jahrhundert zurückgeht. Einzigartig sind zwei säulenartig aufragende, begehbare Türme mit reichem Skulpturenschmuck im Inneren der Festung. Der siebenstöckige Kirti Stambha („Ruhmesturm“) aus dem 12. Jahrhundert wurde zu Ehren eines jainistischen Tirthankara erbaut, während der neunstöckige Vijay Stambha („Siegesturm“) an einen militärischen Sieg erinnert. Die Türme kombinieren die den indischen Religionen immanente Idee der Weltenachse mit dem weltlichen Siegesmal und dem praktischen Nutzen eines Wachturmes. Weitere herausragende Beispiele sind die im 12. Jahrhundert gegründete Wüstenfestung von Jaisalmer, die im 15. Jahrhundert begonnene Burg Mehrangarh in Jodhpur und die Landschaftsfestung Kumbhalgarh aus dem 15. Jahrhundert. Die bedeutendste rajputische Festung außerhalb Rajasthans ist das im 9. Jahrhundert gegründete Fort von Gwalior (Madhya Pradesh, Zentralindien), dessen heutige Bausubstanz indische und islamische Elemente in sich vereint.
Rajputischen Einfluss zeigen auch die Festungsanlagen der Mogulzeit, darunter das Rote Fort von Delhi (Nordindien) aus der Mitte des 17. Jahrhunderts, das die Paläste der früheren Mogulherrscher beherbergt. Es erhielt seinen Namen von den roten Sandsteinmauern, aus denen halbrunde Bastionstürme hervorspringen. Jeweils zwei achteckige Türme flankieren die Eingangstore des Forts, welche die Umfassungsmauern überragen. Als Schmuckelemente an den Türmen kamen fensterlose Kielbögen und Zierpavillons (Chattris) zum Einsatz.

### Der Palast

#### Hinduistische Palastanlagen

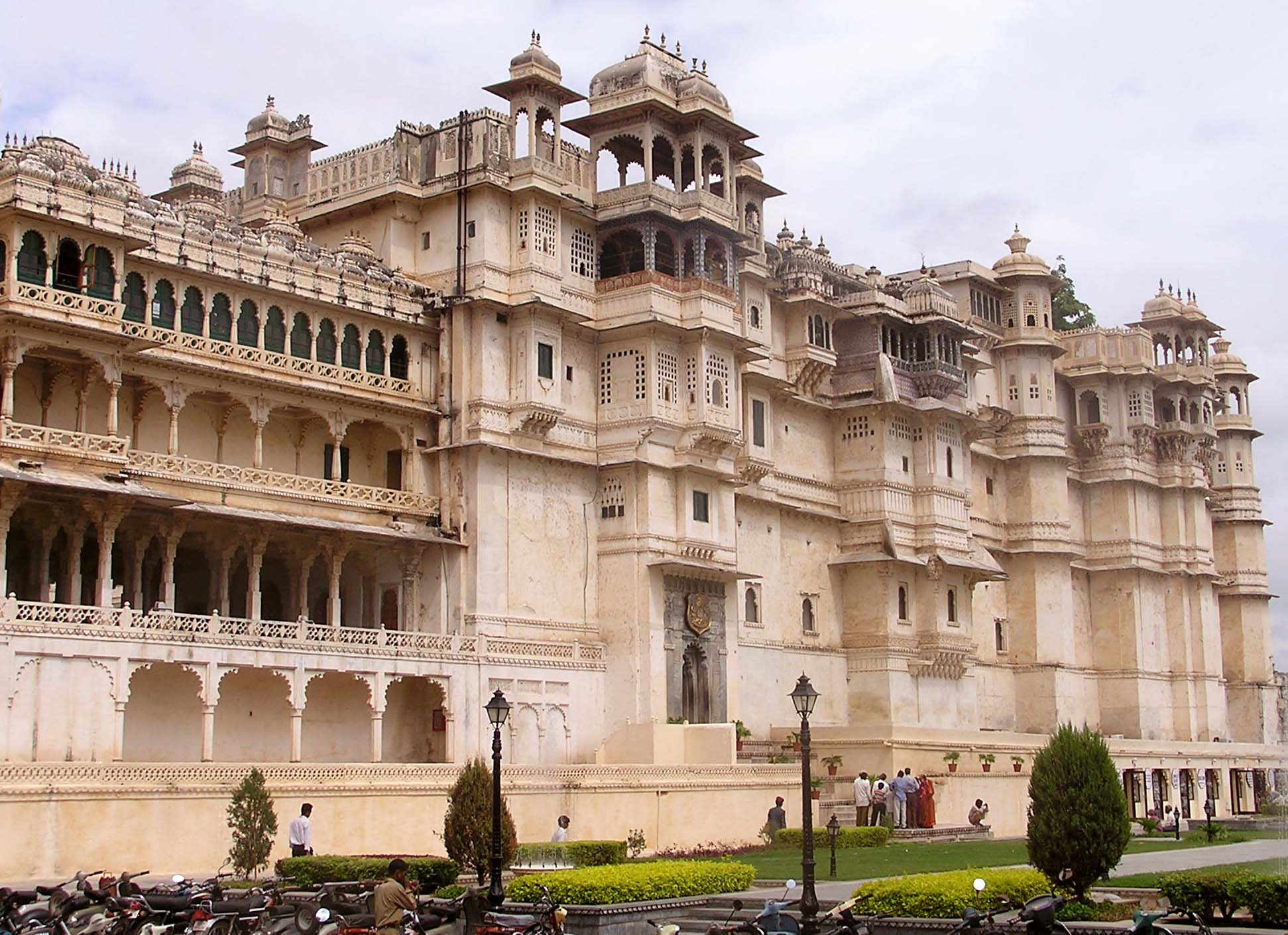
Kompakte, festungsartige Mehrstockbauten mit Galerien und Fenstererkern in den oberen Bereichen der Fassade prägen die rajputische Palastarchitektur, wie hier den Stadtpalast (Mitte 16. bis frühes 18. Jahrhundert) von Udaipur (Rajasthan, Nordwestindien).

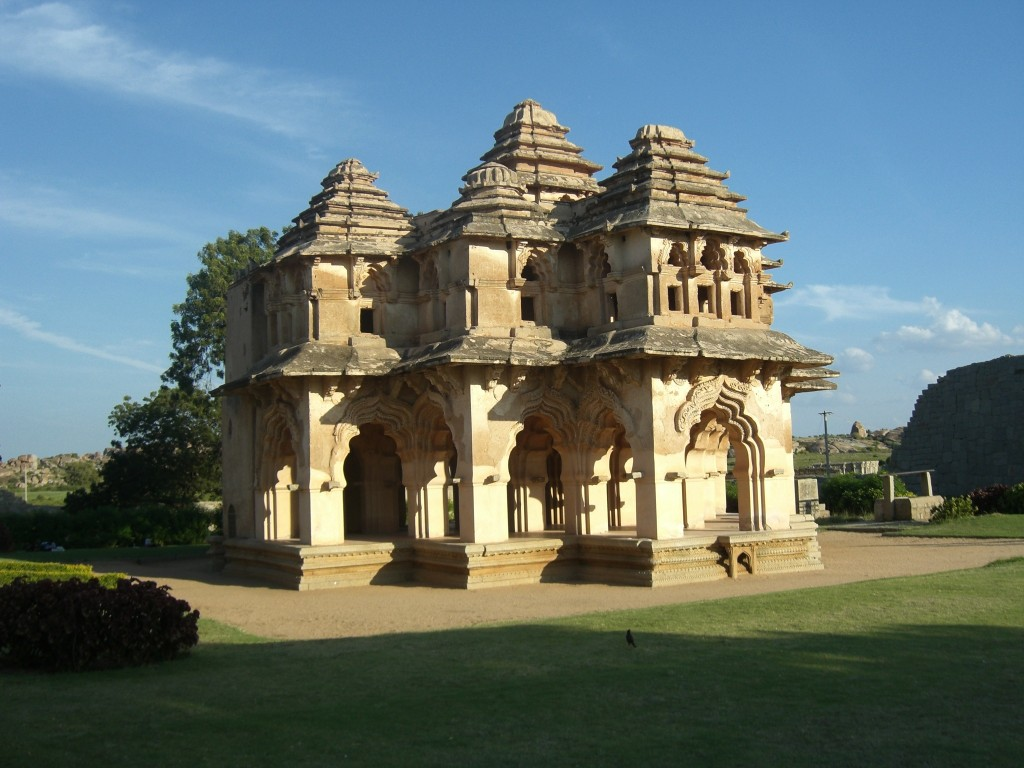
In den Palästen südindischer Hindu-Herrscher treten Überschneidungen hinduistischer und islamischer Elemente zutage. Der Lotus Mahal (15. oder 16. Jahrhundert) von Hampi (Vijayanagara; Karnataka, Südwestindien) besitzt stufenpyramidenförmige Türme, die an südindische Hindu-Tempel erinnern, und Zackenbögen islamischen Ursprungs.

Aus vorislamischer Zeit haben sich kaum Reste indischer Palastarchitektur erhalten. Eines der wenigen Beispiele sind die Grundmauern eines Palastes aus der Kuschana-Zeit in Sirkap (Punjab, Pakistan). Zu den ältesten vollständig erhaltenen Hindu-Palästen Indiens zählt der im späten 15. Jahrhundert erbaute Man-Mandir-Palast in der Festung von Gwalior (Madhya Pradesh, Zentralindien). Er ist, typisch für nordindische Palastbauten, um Innenhöfe herum angelegt und umfasst einen öffentlichen Bereich mit einer Audienzhalle und einen privaten Bereich mit den Gemächern der Fürstenfamilie. Die Räume sind nach althergebrachter indischer Bauweise flach gedeckt, nur ein Raum wird von einem falschen Gewölbe abgeschlossen. Das obere der zwei Stockwerke, wo sich die Frauengemächer (Zenana) befanden, kragt aus der Mauerfläche hervor und bildet eine von Konsolen gestützte Traufkante (Chajja). Maßwerkartige Fenstergitter (Jali) und pavillonartige Turmspitzen geben den Blick auf die Innenhöfe frei. Islamischen Einfluss verrät der Dekor, unter anderem die nur teilweise erhaltene Fassadenverkleidung aus farbigen Kacheln. Umgekehrt übte der Man-Mandir-Palast erheblichen stilistischen Einfluss auf die späteren Mogulpaläste von Fatehpur Sikri (Uttar Pradesh, Nordindien) aus.
Die Palastarchitektur Rajasthans (Nordwestindien) brachte kompakte, festungsähnliche Mehrstockbauten mit wehrhaften Außenmauern, bastionsartigen Türmen und großen Toranlagen hervor. Die Fassaden sind im unteren Bereich in der Regel schmucklos, im oberen Bereich aber durch konsolengestützte Balkone oder Fenstererker (Jharokhas) – meist mit geschwungenen Dächern – und Galerien gegliedert. Kuppelbekrönte Pavillons (Chattris) zieren häufig Dächer und Türme. Die indische Säulen-Architrav-Bauweise wurde um den islamischen Bogen bereichert, wobei Mischformen auftreten, bei denen Zacken- oder Kielbogenlinien am Scheitelpunkt nicht zusammentreffen, sondern konsolartig einen Architrav stützen. Als Schmuckelemente dienen unter anderem Reliefplatten sowie Jali-Gitter in Fenstern und an Balustraden, aber auch Mosaiken und Einlegearbeiten nach mogulischen Vorbildern und, in späterer Zeit, aus Europa eingeführte Buntglasfenster. Zu den herausragendsten Stellvertretern dieses Stils zählen der vom 16. bis 18. Jahrhundert entstandene Stadtpalast von Udaipur, die größtenteils aus dem 17. Jahrhundert stammende Palastfestung von Amber und der Chandra Mahal in Jaipur aus der ersten Hälfte des 18. Jahrhunderts. Ein spätes und überdies ungewöhnliches Beispiel aus dem ausgehenden 18. Jahrhundert stellt der Hawa Mahal („Palast der Winde“) in Jaipur dar, der lediglich aus einer von Jharokhas mit Jali-Fenstern gebildeten Fassade besteht.
Stilistische Überschneidungen zwischen hinduistischer Tempelbaukunst und islamischer Architektur treten in besonderem Maße in den Palästen Südindiens hervor. Der auf kreuzförmigem Grundriss erbaute Lotus Mahal in Hampi (Karnataka, Südwestindien), der ehemaligen Hauptstadt des bis 1565 bestehenden Hindu-Reiches Vijayanagara, ist gleich einem Mandapa als offene Säulenhalle ausgelegt. Er besitzt weit vorkragende Chajjas und Turmdächer in der Stufenpyramidenform eines südindischen Vimana. Dagegen gehen die zackenbogigen Archivolten der Maueröffnungen auf kulturellen Austausch mit den islamischen Sultanaten des Dekkan zurück. An einem „Bad der Königinnen“ genannten Palast in Hampi, der sich zu einem quadratischen Hof mit einem Wasserbecken öffnet, existieren Kielbögen Seite an Seite mit konsolengestützten Erkern. Die den Hof umlaufenden Räume schließen niedrige Trompenkuppeln ab. Derartige indo-islamischen Mischformen weisen auch spätere südindische Paläste hinduistischer Herrscher auf, beispielsweise der Raja Mahal in Chandragiri (im Distrikt Chittoor in Andhra Pradesh, Südostindien) und der Tirumalai-Nayak-Palast in Madurai (Tamil Nadu, Südindien), beide aus der ersten Hälfte des 17. Jahrhunderts.

#### Islamische Palastanlagen

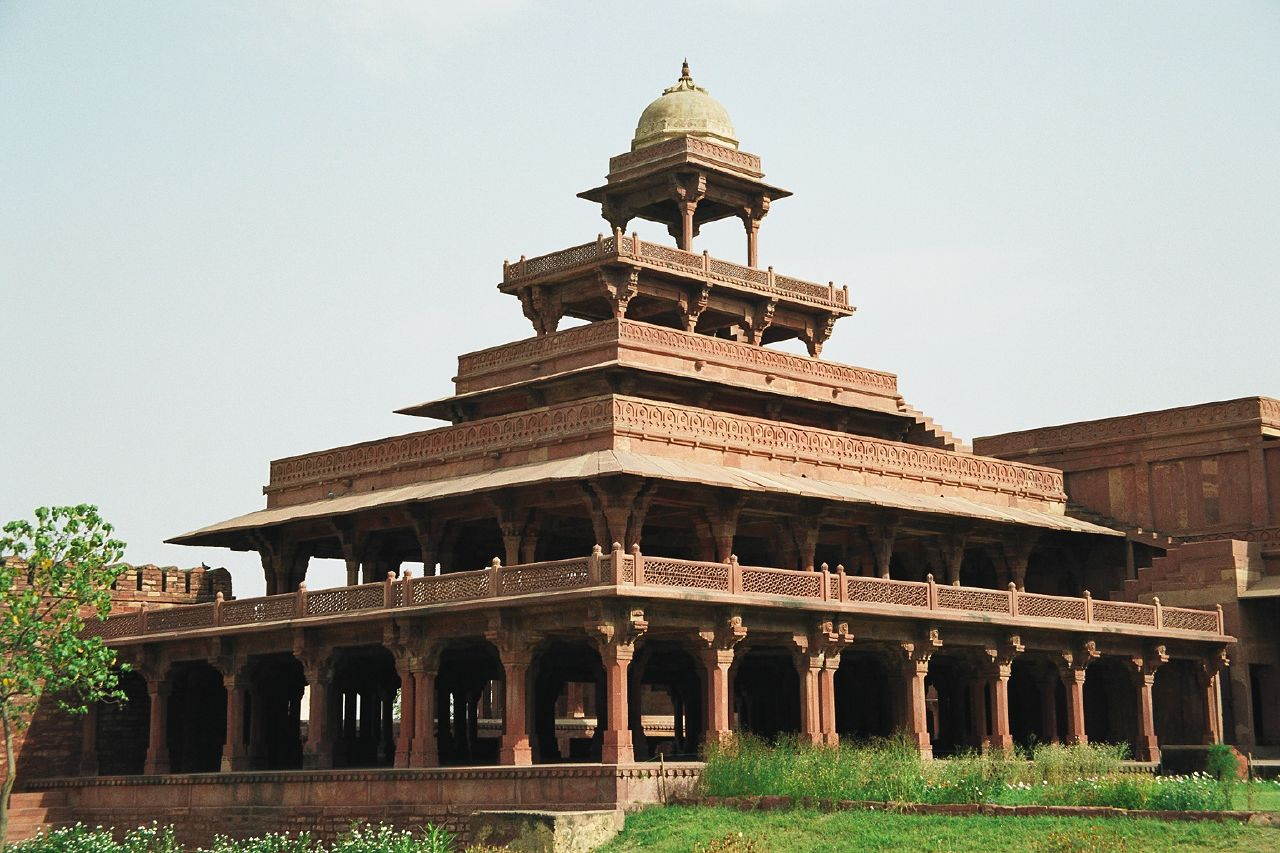
Der Panch Mahal (um 1570) aus der Akbar-Zeit in Fatehpur Sikri (Uttar Pradesh, Nordindien) bedient sich ausschließlich hinduistischer Konstruktionsformen wie Stürze, Konsolen, Kragdächer und Kragkuppelpavillons, vermeidet aber die Ordnungs- und Raumprinzipien der hinduistischen Kosmologie.

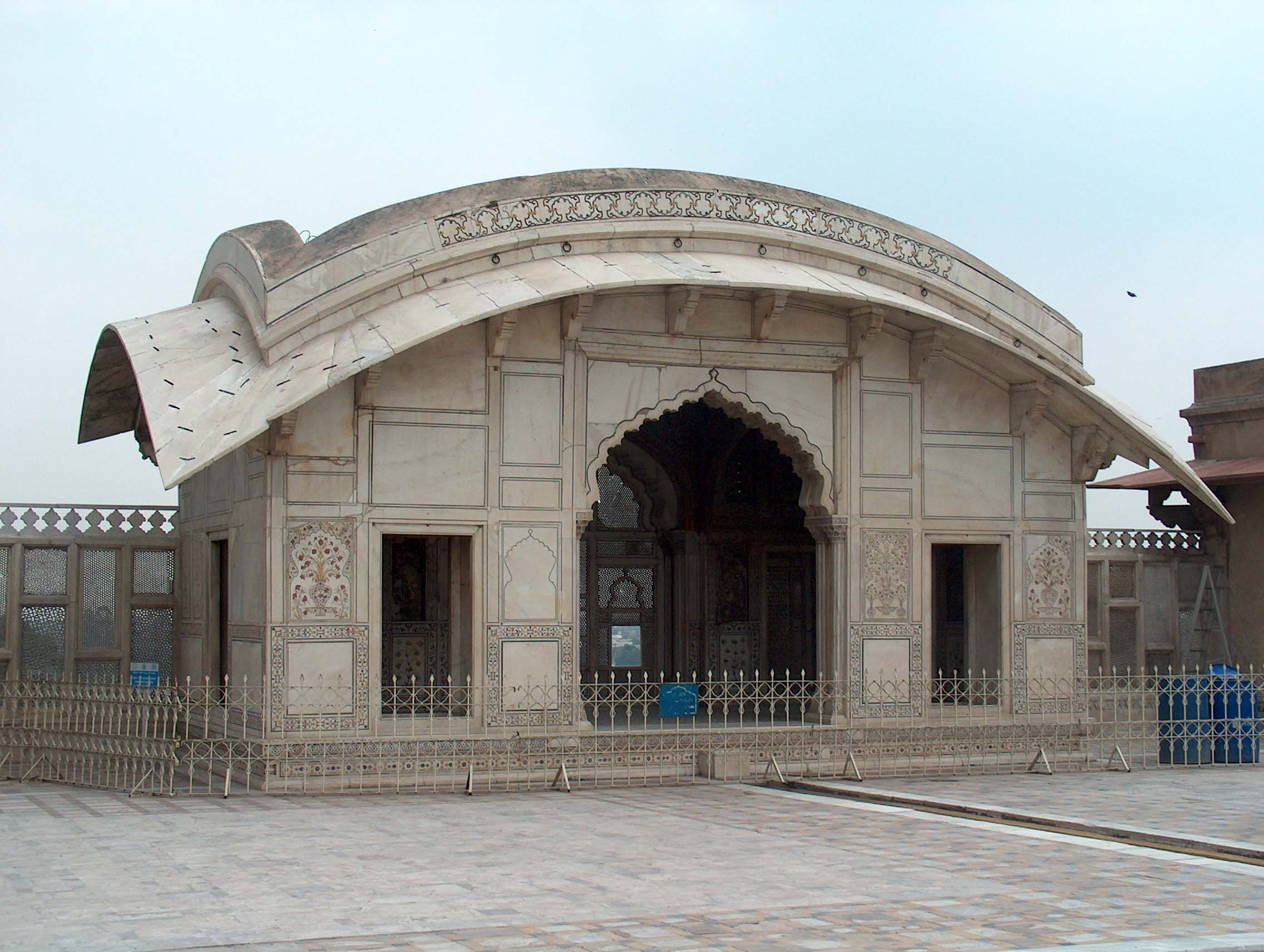
Zur Zeit Shah Jahans löste der weiße Marmor den roten Sandstein als Hauptbaustoff ab. Islamische Elemente, wie Zackenbögen und flächiger Fassadendekor, dominierten. Neben flach gedeckten Hallen und Pavillons finden sich krummlinig begrenzte Dächer bengalischer Bauart, wie hier am Naulakha-Pavillon (1633) in Lahore (Punjab, Pakistan).

Die islamischen Residenzen des indischen Mittelalters haben mit Ausnahme weniger Mauerreste, etwa in Tughlaqabad auf dem Gebiet des heutigen Delhi, nicht überdauert. In Chanderi und Mandu (Madhya Pradesh, Zentralindien) vermitteln Ruinen aus dem 15. und frühen 16. Jahrhundert noch eine vergleichsweise gute Vorstellung von den Palästen der Sultane von Malwa. Der um 1425 erbaute Hindola Mahal in Mandu besteht aus einer von breiten Kielbögen überspannten Langhalle, an deren Nordende sich ein Querbau mit kleineren Räumen anschließt. Hohe Spitzbögen durchbrechen die starken, wie in der Tughluq-Zeit festungsartig geböschten Außenmauern der Halle. Die Dachkonstruktion ist nicht erhalten. Indische Jharokhas lockern die ansonsten völlig schmucklose Fassade des Querbaus auf. Weitläufige Terrassen, teils mit Wasserbecken, und aufgesetzte Kuppelpavillons lassen die späteren Paläste von Mandu weitaus weniger wehrhaft erscheinen. Spitzbögen prägen die Fassaden, während hinduistische Elemente wie Jharokhas und Jali-Gitter fehlen.
Am Beginn der mogulischen Palastarchitektur steht das in der zweiten Hälfte des 16. Jahrhunderts entstandene Fatehpur Sikri, das einige Jahre lang Hauptstadt des Mogulreiches war. Der Palastbezirk besteht aus mehreren, versetzt zueinander angeordneten Höfen, um die sich alle Bauten gruppieren. Zu den wichtigsten Bauwerken gehören die öffentliche Audienzhalle (Diwan-i-Am), die private Audienzhalle (Diwan-i-Khas) und der Panch Mahal. Die öffentliche Audienzhalle ist ein einfacher, rechteckiger Pavillon, während sich die quadratische private Audienzhalle über zwei Stockwerke erhebt. Das Erdgeschoss besitzt einen Eingang auf allen vier Seiten, das erste Stockwerk umgibt eine balkonartig vorkragende Galerie, und auf den Eckpunkten des Daches ruht je ein Chattri. Einzigartig ist die Raumaufteilung im Inneren: In der Mitte befindet sich eine Säule, die nach oben wie das Geäst eines Baumes auskragt. Sie stützt die Plattform, auf der früher der Thron des Mogulherrschers Akbar I. stand. Von der Thronplattform aus führen Stege brückenartig in alle vier Himmelsrichtungen. Der Panch Mahal zeigt sich als offene fünfstöckige Stützenhalle, die auf zwei Seiten zur Stufenpyramide aufsteigt. Im Gegensatz zu anderen baulichen Anlagen der Mogulzeit, die sich durch eine Verschmelzung persisch-islamischer und indisch-hinduistischer Elemente auszeichnen, wurde der Palastkomplex von Fatehpur Sikri vollständig in indischer Bauweise mit Säulen-Architrav-Konstruktionen, Flachdecken, Konsolen, Chajjas und kragkuppelgedeckten Chattris aus rotem Sandstein errichtet. Islamische Bögen, Gewölbe und flächige Fassaden fehlen gänzlich. Dagegen weicht die freie Anordnung der Höfe und Bauwerke ebenso wie der asymmetrische Aufbau etwa des Panch Mahal deutlich von der kosmologisch begründeten Formstrenge der hinduistischen Baukunst ab. Auch fehlt den Bauten die massige Schwere hinduistischer Tempel oder Palastburgen.
Auch der etwa zur gleichen Zeit wie Fatehpur Sikri entstandene Jahangiri Mahal in Agra (Uttar Pradesh, Nordindien) ist im Inneren überaus indisch. Rechteckige und quadratische Säulen mit weit ausladenden Konsolen stützen das erste Obergeschoss. Dessen Flachdecke ruht auf schräg gelagerten Steinbalken, welche die statische Funktion eines Gewölbes übernehmen. Entlang der Fassade zum Hof, der exakt im Zentrum des im Gegensatz zum Panch Mahal von Fatehpur Sikri völlig symmetrischen Bauwerks liegt, zieht sich ein konsolengestütztes Schattendach auf der Höhe des ersten Stockwerks. Erst an der Außenfassade treten persische Formen zutage. Den Eingang bildet ein kielbogiger Iwan. Angedeutete Bögen schmücken die flächigen Außenwände. Indische Einflüsse offenbaren sich aber auch hier in den konsolengestützten Traufkanten, den Zierbalkonen am Portalbau sowie den Chattris auf den beiden Türmen, die die Extrempunkte des Palastes hervorheben.
Wie in der Sakralarchitektur, vollzog sich unter Großmogul Shah Jahan im zweiten Viertel des 17. Jahrhunderts auch am Palast der Übergang vom roten Sandstein zum weißen Marmor als bevorzugtes Baumaterial. Zudem kamen islamische Formen wieder stärker zur Geltung. So wurde von den Palästen Fatehpur Sikris zwar der offene Stützenpavillon als Bauform beibehalten, aber an die Stelle ausladender Konsolen traten nun Zackenbögen. Auch der in Fatehpur Sikri praktizierte spielerische Umgang mit Raumaufteilung und Geometrie wich an Achsenkreuzen orientierten Hofanordnungen und einer strengen Symmetrie. Neben Flachdächern wie beim Diwan-i-Am und Diwan-i-Khas in Delhi, beim Diwan-i-Khas in Lahore (Punjab, Pakistan) oder beim Anguri-Bagh-Pavillon in Agra finden sich konvex gekrümmte Dächer bengalischer Bauart, beispielsweise am Naulakha-Pavillon in Lahore. In der zweiten Hälfte des 17. Jahrhunderts kam die Palastbaukunst der Moguln zum Erliegen.

## Kolonialarchitektur
Die Epoche der Kolonialreiche auf indischem Boden begann mit der Ankunft der Portugiesen an der Westküste im Jahre 1498. Im 17. Jahrhundert folgten Niederländer, Briten, Franzosen und Dänen mit Handelsniederlassungen an den Küsten des Subkontinents, doch bis zur zweiten Hälfte des 18. Jahrhunderts blieb der Einfluss der Europäer und damit deren kulturelles Wirken peripher. Aus mehreren Kriegen zwischen Europäern und indischen Reichen sowie der europäischen Mächte untereinander gingen schließlich die Briten als Sieger hervor, die im Laufe des 19. Jahrhunderts den gesamten Subkontinent ihrem Hegemonialbereich unterstellten. Im Gegensatz zu früheren Fremdherrschern, die früher oder später von der anpassungsfähigen indischen Kultur absorbiert worden waren, blieben die Europäer jedoch stets Außenseiter, die Indien nicht als neue Heimat betrachteten, sondern als Kolonie zum Vorteil ihrer Heimatländer wirtschaftlich auszunutzen suchten. In der Architektur gelang nur unter den Briten eine fruchtbare Annäherung der indischen und der europäischen Kultur, was sich sowohl in der Herausbildung eines indisch geprägten Kolonialstils als auch in der Übernahme abendländischer Elemente durch indische Bauherren manifestierte.

### Portugiesische Kolonialarchitektur

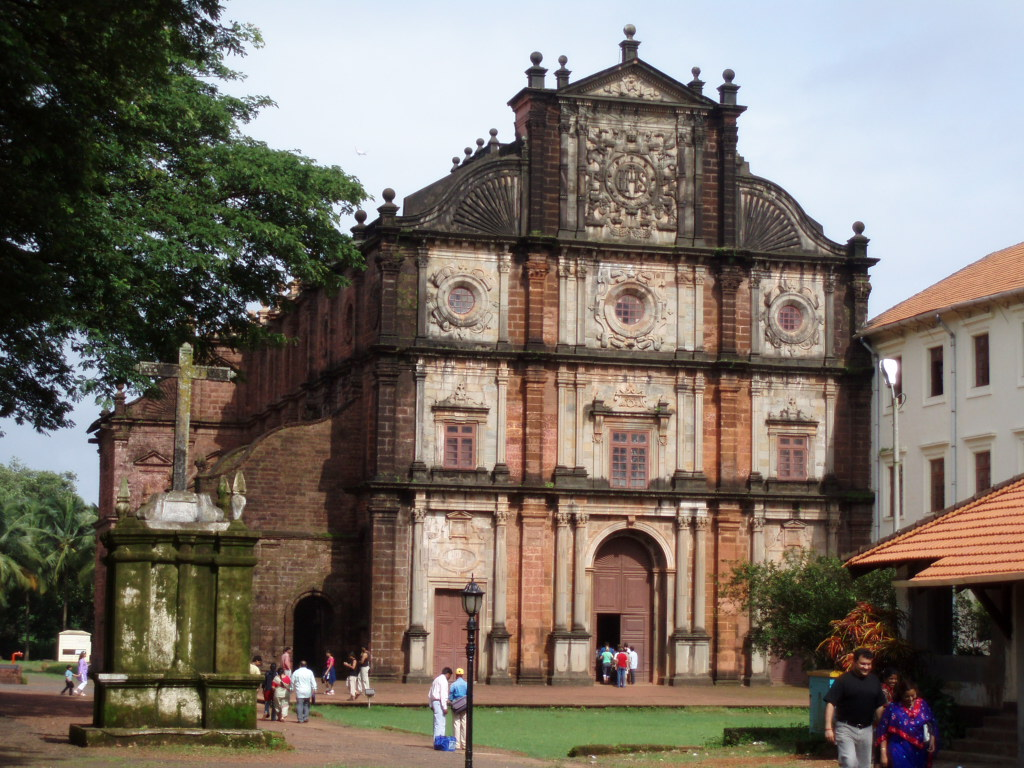
Die manieristische Basilika Bom Jesus (1594–1605) in Velha Goa (Westindien) gehört zu den bedeutendsten Beispielen portugiesischer Architektur in Indien.

Der missionarische Ehrgeiz der Portugiesen ließ zwar zahlreiche Kirchenbauten auf indischem Boden entstehen, die in ihrer architektonischen Konzeption jedoch ganz und gar der Kultur des Mutterlandes verhaftet blieben. Musterbücher, in denen Grundrisse, Aufrisse und Detailzeichnungen europäischer Sakralbauten verschiedener Stile und Epochen gesammelt wurden, dienten als Vorlage. Häufig sind daher ungewöhnliche Mischungen europäischer Stilelemente anzutreffen, während sich einheimische Einflüsse höchstens im Schnitzwerk der Inneneinrichtungen äußern, dessen Gestaltung indischen Handwerkern überlassen wurde. Hauptstadt Portugiesisch-Indiens war bis ins 18. Jahrhundert Velha Goa (Goa, Westindien), wo die bedeutendsten portugiesischen Kirchen zu finden sind, darunter die Mitte des 16. bis Mitte des 17. Jahrhunderts im Renaissancestil erbaute Sé-Kathedrale, die manieristische Bom-Jesus-Basilika von 1605, die 1661 errichtete Kirche des Heiligen Franz von Assisi mit manuelinischem Portal und die dem Petersdom in Rom nachempfundene St.-Cajetan-Kathedrale von 1661. Die Kirche Unserer Lieben Frau der Unbefleckten Empfängnis in Panaji (Goa) wurde 1619 im barocken Stil begonnen und mehrfach erweitert, unter anderem um eine doppelte Prozessionstreppe, wie sie vielen Kirchen in Portugal vorgebaut ist.

### Britische Kolonialarchitektur

#### Profan- und Sakralarchitektur europäischer Bauart

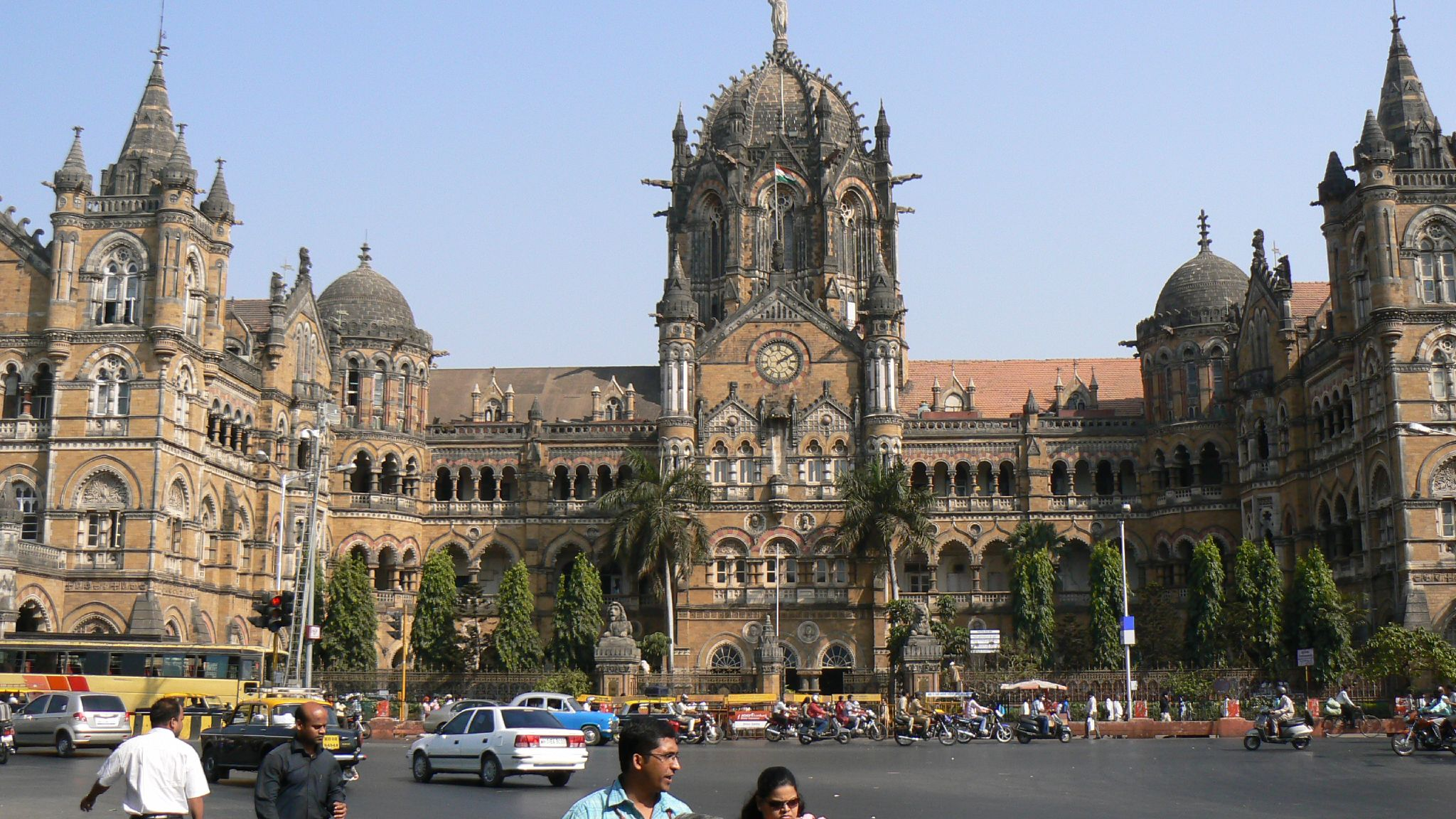
Ab etwa 1840 setzte sich die englische Neugotik als Hauptbaustil Britisch-Indiens durch. Als bedeutendstes Werk dieses Stils gilt der Chhatrapati Shivaji Terminus (1878–1888) in Mumbai (Maharashtra, Westindien), eines der größten Bahnhofsgebäude der Welt.

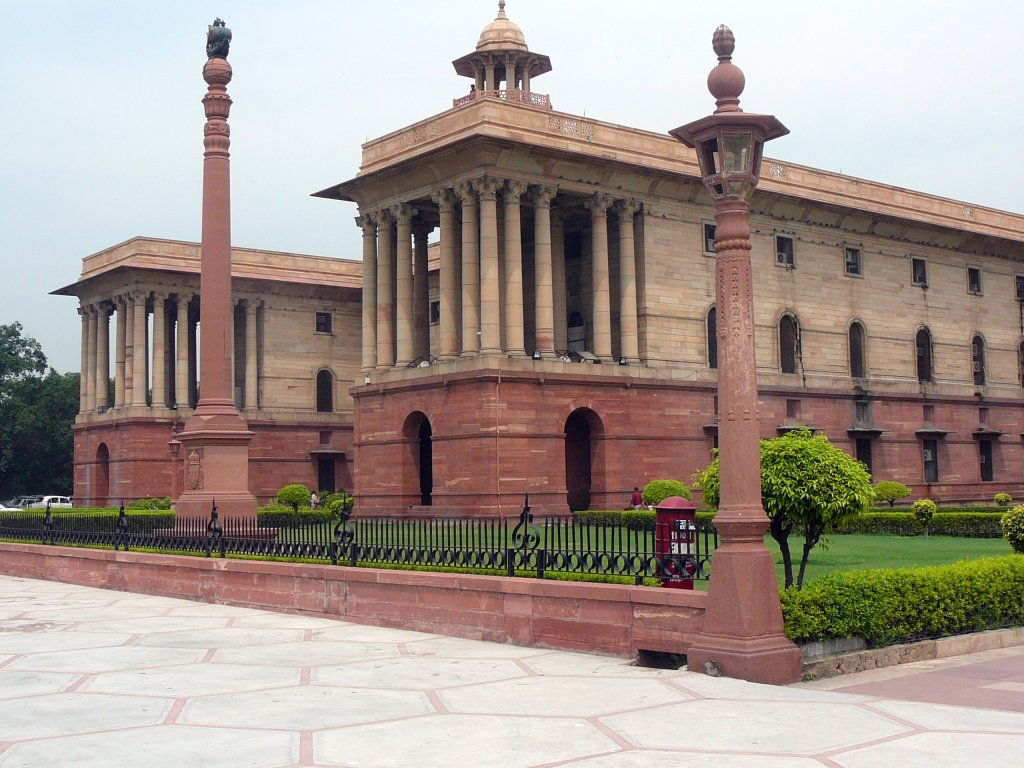
In der Architektur der 1911 bis 1931 erbauten Planstadt Neu-Delhi, heute Hauptstadt Indiens, sind neoklassizistische und mogulische Bestandteile zu einem monumentalen Kolonialstil vereint. Das Secretariat Building etwa besitzt Kolonnaden, die auf die griechische Antike anspielen, und Chattris im Mogulstil.

Im Mittelpunkt des Interesses der Britischen Ostindien-Kompanie stand zunächst der Aufbau profitabler Handelskontakte nach Indien. Zu diesem Zweck richtete sie ab dem frühen 17. Jahrhundert Handelsstützpunkte an der indischen Küste ein, zu deren Schutz sternförmige Festungen mit doppelten Wehrmauern und dreieckig vorspringenden Bastionen nach den Regeln der europäischen Festungsbaukunst der Renaissance angelegt wurden. Oft wurden dabei natürliche Hindernisse wie das Meer oder Flussläufe mit eingebunden. Die älteste britische Festung auf dem Subkontinent, das Fort St. George in Chennai (Tamil Nadu, Südindien) aus der Mitte des 17. Jahrhunderts, macht sich die Lage unmittelbar an der Küste zunutze. Sie umschließt noch die gesamte ehemalige britische Stadt und bringt somit das hohe Sicherheitsbedürfnis in der Anfangszeit der britischen Anwesenheit in Indien zum Ausdruck, als indische Staaten und europäische Konkurrenten noch eine ernstzunehmende Bedrohung darstellten. In späteren Städtegründungen dagegen liegen die zivilen Gebäude dagegen meist schon außerhalb der rein für militärische Zwecke genutzten Festungen. Das Fort William in Kolkata (Westbengalen, Ostindien) aus der zweiten Hälfte des 18. Jahrhunderts ist ein Beispiel dafür.
Im Gegensatz zu den Portugiesen zeigten die Briten kein Interesse an der Missionierung der einheimischen Bevölkerung. Sakralbauten nehmen daher einen weitaus geringeren Stellenwert ein. Sie dienten allein den religiösen Bedürfnissen der in Indien lebenden britischen Kaufleute, Soldaten und Beamten. Ebenso wie die Portugiesen orientierten sich aber auch die Briten ausschließlich an den baulichen Konventionen ihrer Heimat. Die 1680 im Stil des englischen Klassizismus erbaute St. Mary’s Church in Chennai war das erste anglikanische Gotteshaus auf indischem Boden. Die ebenfalls klassizistische St. Andrew’s Church in Chennai von 1821 ist mit ihrem ionischen Portikus der Kirche St. Martin-in-the-Fields in London nachempfunden.
Auch die Repräsentationsbauten der britischen Kolonialmacht orientierten sich bis ins späte 19. Jahrhundert an europäischen Vorbildern. Das Writers’ Building in Kolkata von 1780 wurde später um eine korinthische Fassade im Stil der Neorenaissance ergänzt. Das 1833 erbaute ehemalige Rathaus von Mumbai (Maharashtra, Westindien) ist dem Klassizismus verschrieben. Etwa ab den 1840er Jahren setzte sich die in Großbritannien sehr beliebte Neugotik in Indien durch. Beispiele sind die St. Paul’s Cathedral in Kolkata und das Hauptgebäude der University of Mumbai. Als Höhepunkt gilt der 1888 vollendete Chhatrapati Shivaji Terminus (ehemals Victoria Terminus), eines der größten Bahnhofsgebäude der Erde, mit typisch neugotischer Formensprache wie Spitz-, Rund- und Dreipassbögen, Kreuzgewölbedecken, einer Rippenkuppel sowie der mittelalterlichen Baukunst Europas entnommenem Dekor wie Fialen, Wasserspeiern, Figurenschmuck, Maßwerk- und Buntglasfenstern.

#### Indo-sarazenischer Stil und Kolonialstil
Im späten 19. Jahrhundert flossen zunehmend indische, besonders der indo-islamischen Architektur entlehnte Elemente in die britisch-indische Architektur ein. Es entstand ein eklektischer Kolonialstil, der als indo-sarazenischer Stil bezeichnet wird. Am Gebäude der Municipal Corporation in Mumbai von 1893 dominieren noch neugotische Merkmale, doch finden sich daneben bereits Zwiebelkuppeln und einige Zackenbögen indo-islamischen Ursprungs. Das 1921 vollendete Victoria Memorial in Kolkata, ein Monumentalbau aus weißem Marmor, ist in der Hauptsache der Neorenaissance zuzuordnen, verrät aber in den konsolengestützten Dachgesimsen (Chajjas) und den von mogulischen Chattris inspirierten Zwiebelkuppelpavillons auf den Ecktürmen ebenfalls indischen Einfluss.
Das Prince of Wales Museum in Mumbai aus dem Jahre 1909 lehnt sich dagegen mit einer Lotoskuppel, kleineren Kuppeltürmchen, Chajjas und Kielbögen sehr deutlich dem islamischen Stil des Dekkan an. Gleichwohl ist der europäische Charakter etwa an den Fensterreihen sichtbar. Die 1909 aus rotem Sandstein erbaute National Art Gallery in Chennai verwendet mit einer großen Mittelkuppel, Iwanen, Chattris und islamischem Fassadenschmuck sogar fast ausschließlich die Formensprache der nordindischen Mogularchitektur. Sie ähnelt dem Buland Darwaza, einem monumentalen Torbau an der Freitagsmoschee von Fatehpur Sikri (Uttar Pradesh, Nordindien). Auch das Gateway of India in Mumbai von 1924 besteht aus indischen Elementen, die der islamischen Architektur von Gujarat (Westindien) entnommen sind, während die Bauform des Triumphbogens der europäischen Tradition entstammt.
Die britisch-indische Kolonialarchitektur gipfelte in der monumentalen Planstadt Neu-Delhi, die die britischen Architekten Edwin Lutyens und Herbert Baker ab 1911 entwarfen, als die Verlegung der Hauptstadt Britisch-Indiens von Kolkata nach Delhi verkündet wurde. Die 1931 eingeweihte neue Hauptstadt sollte den imperialen Machtanspruch der Briten untermauern, indem sie alle früheren Städtegründungen Indiens an Größe und Pracht übertraf. Breite Alleen und weite Plätze prägen das Stadtbild. Die Regierungs- und Verwaltungsbauten orientieren sich vornehmlich an klassizistisch-palladianischen Vorbildern (Neoklassizismus). An vielen Bauwerken finden sich griechisch anmutende Kolonnaden. Das architektonische Hauptwerk der Stadt ist die frühere Residenz des Vizekönigs, der heutige Präsidentensitz Rashtrapati Bhavan. Der gewaltige, aus rotem und cremefarbenem Sandstein erbaute Gebäudekomplex wird von einer großen Kuppel dominiert, die in ihrer Form als Anklang an die europäische Antike ebenso wie als Reminiszenz an die buddhistischen Stupas Altindiens gedeutet werden kann. Den Unterbau der Kuppel umgibt eine Kolonnade, die von einem Chajja überdacht ist. Vier Chattris springen aus der Wandfläche hervor. Die Kuppel befindet sich in der Mitte eines quadratischen Baus, an den sich vier weitere Gebäudeflügel mit mehreren Innenhöfen anschließen. An den beiden separaten Baukörpern des nahe gelegenen Secretariat Building dienten auch indo-islamische Steingitter (Jali) in den Fensteröffnungen als Zierelement.

## Architektur der unabhängigen Staaten Südasiens
Mit dem Ende der britischen Kolonialherrschaft im Jahre 1947 entstanden zwei unabhängige Staaten: das überwiegend hinduistische Indien und der islamische Staat Pakistan. 1971 spaltete sich das frühere Ostpakistan vom westlichen Landesteil ab und erklärte als Bangladesch seine Unabhängigkeit. Die repräsentative Architektur dieser jungen Staaten prägt der schwierige Prozess der Identitätsfindung, der Tradition und Moderne miteinander in Einklang zu bringen hatte. Auf der einen Seite stand die einheimische Bautradition, die unter britischer Herrschaft europäischen Vorstellungen hatte weichen müssen oder mit diesen zu einer eklektischen Mischung verschmolzen war, ohne dabei eine eigenständige Weiterentwicklung zu erfahren. Auf der anderen Seite existierten pragmatische Zwänge, die sich aus der Teilung des Subkontinents ergaben. Pakistan verfügte nach der Trennung von Indien über keine geeignete Hauptstadt, ebenso der indische Teil der zwischen den beiden Staaten aufgeteilten Region Punjab. In der modernen Architektur Südasiens finden sich sowohl Extremlösungen – entweder ein radikaler Bruch mit der Vergangenheit oder eine nostalgische Rückbesinnung auf alte Bauformen – als auch der kulturellen Tradition angemessene, zweckmäßige Mittellösungen.

### Indien

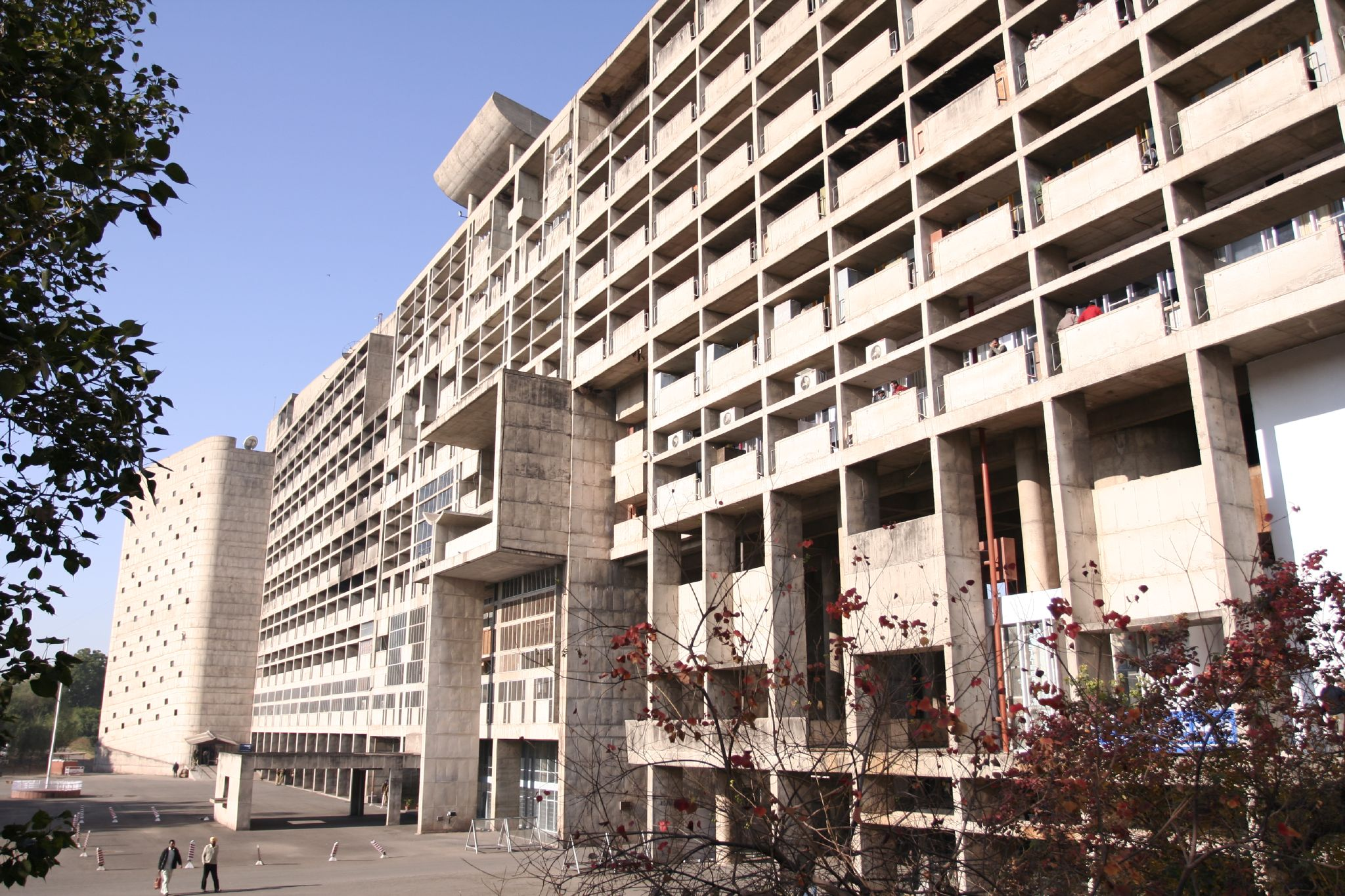
Das Sekretariat in der ab 1950 erbauten Planstadt Chandigarh (Nordindien) verkörpert die funktionalistischen Prinzipien des Schweizer Architekten Le Corbusier: Brisesoleils schützen die tief zurückgesetzten Fenster vor direkter Sonneneinstrahlung. Als Baumaterial diente Sichtbeton. Jegliche Zier- und Schmuckelemente sind zugunsten einer zweckmäßigen Architektur im Sinne der Moderne zurückgedrängt.

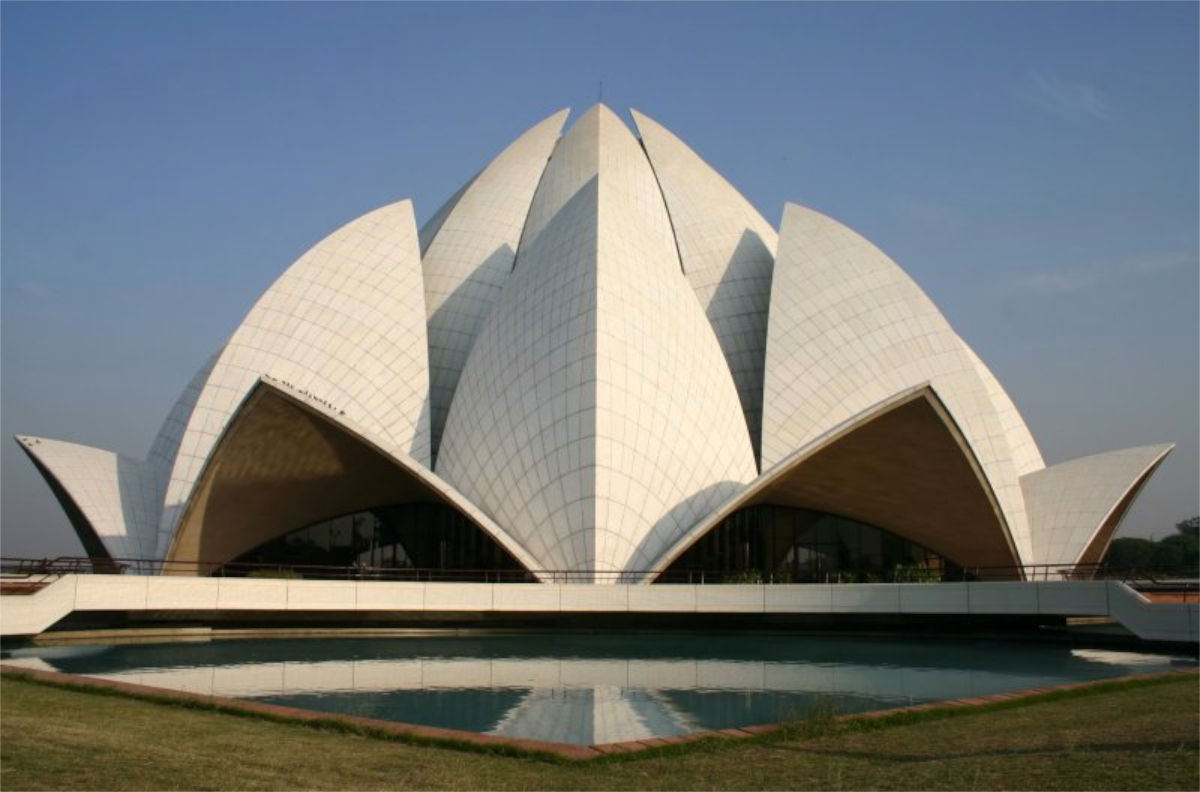
Zu den Höhepunkten moderner Sakralarchitektur in Indien zählt der Lotustempel der Bahai (1980–1986) in Delhi (Nordindien). Drei Kränze aus jeweils neun wie Blütenblätter geformten Betonschalen umschließen eine zentrale Kuppel. Daraus ergibt sich die Form einer Lotosblüte, ein wichtiges Symbol der indischen Religionen.

Bereits vor der Unabhängigkeit hatte es in Indien neben der britischen Elite auch eine aufstrebende einheimische Oberschicht gegeben, die ihr wachsendes nationales Bewusstsein in der Architektur zum Ausdruck brachte. Die Industriellenfamilie Birla etwa stiftete hinduistische Tempel, die aus modernen Baumaterialien im mittelalterlichen Nagara-Stil erbaut wurden, wie den Lakshmi-Narayan-Tempel in Neu-Delhi aus dem Jahre 1938. Auch nach der Unabhängigkeit gab es anachronistische Tendenzen. Ein Beispiel ist das 1956 fertiggestellte Parlamentsgebäude des Bundesstaates Karnataka (Südwestindien) in Bengaluru, das eine von Säulen im Dravida-Tempelstil dominierte Fassade, eine nach indo-islamischen Vorbildern modellierte Kuppel und weitere Stilelemente der traditionellen indischen Architektur mit modernen Konstruktionsmethoden kombiniert.
In krassem Gegensatz dazu stehen internationalistische Ansätze, die vollends auf Rückbezüge auf traditionelle Bauweisen verzichten. Musterbeispiel dafür ist die Planstadt Chandigarh (Nordindien), die in den 1950er Jahren von dem Schweizer Architekten Le Corbusier als neue Hauptstadt des Bundesstaats Punjab, später auch Haryanas, entworfen und ausgeführt wurde. Chandigarh ist in annähernd gleich große, rechteckige Sektoren aufgeteilt, die durch breite Straßen voneinander abgegrenzt werden. Jeder Sektor übernimmt eine bestimmt Funktion, beispielsweise als Wohn-, Geschäfts-, Industrie-, Unterhaltungs- oder Universitätsviertel, und unterliegt zugleich einer bestimmten Hierarchie. An der Spitze dieser Hierarchie, im äußersten Norden Chandigarhs, liegt das Regierungsviertel, das zugleich den architektonischen Höhepunkt der Stadt darstellt. Die drei Hauptgebäude – das Parlament, das Sekretariat und der Oberste Gerichtshof – verdeutlichen die streng funktionalistischen Gestaltungsprinzipien Le Corbusiers. In Anpassung an das heiße indische Klima entwickelte er den Brisesoleil, einen Sonnenschutz, bei dem die Fenster zellenartig zurückstehen und durch eine Blende vor der Sonneneinstrahlung geschützt sind. Die Rasterstruktur der Fensterzellen verleiht den Fassaden eine besondere Plastizität. Als Schattenspender dienen auch weit ausladende Flachdächer auf Stützen, zwischen denen zum Zwecke der Kühlung die Luft zirkulieren kann. Es dominieren geometrische Formen, während reine Schmuckelemente fehlen. Als Baumaterial wurde Sichtbeton verwendet. In Ahmedabad (Gujarat, Westindien) gestaltete Le Corbusier unter anderem das Gebäude der Millowners Association mit Brisesoleils auf der Ost- und Westseite, während die Nord- und Südseite beinahe keine Öffnungen besitzen. Das Gebäude nutzt die örtlichen Winde zur Belüftung. Le Corbusiers Betonarchitektur wirkte noch bis in die 1970er Jahre auf viele indische Architekten nach, unter anderem Balkrishna Vithaldas Doshi.
Der US-Amerikaner Louis I. Kahn entwarf 1963 das Indian Institute of Management in Ahmedabad. Auch hier sind die Fenster weit zurückgesetzt, um direkte Sonneneinstrahlung zu vermeiden. Flache Bögen, die in gespannte Betonstürze eingefasst sind, verleihen der Fassade ihr charakteristisches Aussehen. Anders als Le Corbusier verwendete Khan nicht Beton, sondern als Sichtmauerwerk verlegten roten Backstein als Hauptbaumaterial.
Seit den 1950er Jahren bestimmten jedoch nicht nur ausländische, sondern in zunehmendem Maße auch indische Architekten die architektonische Entwicklung. Als herausragendster einheimischer Architekt und Städteplaner gilt Charles Correa. Zunächst stark von Le Corbusier und Ludwig Mies van der Rohe beeinflusst, passt er in seinen Entwürfen für Wohn-, Büro-, Verwaltungs- und Zweckbauten der westlichen Moderne entlehnte Ideale den klimatischen und kulturellen Bedingungen Indiens an.
Während die Moderne und insbesondere der Internationale Stil mit dem weitgehenden Verlust einer als „indisch“ empfundenen Identität einhergingen, spielen traditionelle Elemente in der postmodernen Architektur wieder eine größere Rolle, ohne dass die funktionalistischen Prinzipien der Moderne gänzlich aufgegeben werden. So finden sich Bauten im Stil der Moderne, die eklektisch mit einzelnen traditionellen Elementen versetzt sind.
Außergewöhnliche Verknüpfungen traditioneller und moderner Vorstellungen hat die Sakralarchitektur hervorgebracht. Ein herausragendes Beispiel ist der 1986 in Form einer Lotosblüte errichtete Bahai-Tempel in Delhi, der als Lotustempel bekannt ist. Neun blütenblätterförmige Betonschalen bilden die neun Gebäudeeingänge. Neun weitere Schalen sind nach innen gebogen, während nochmals neun Schalen knospenartig die Glaskuppel im Inneren des Tempels umschließen.

### Pakistan

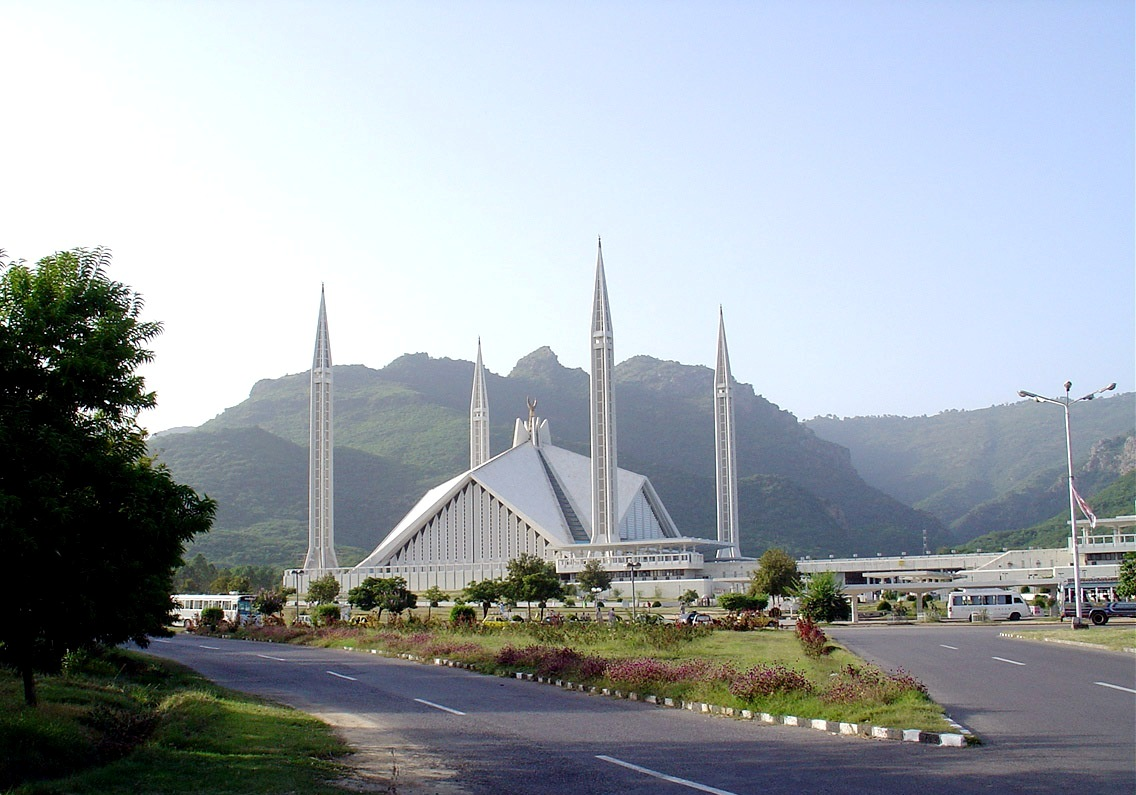
Die islamische Identität Pakistans kommt durch moderne Sakralbauten zum Ausdruck. Die Faisal-Moschee (1976–1984) in Islamabad verbindet traditionelle Elemente, wie die vier schlanken Minarette, mit modernen Formen und Konstruktionsmethoden wie dem Faltdach aus Beton. Die Fassade ist mit weißem Marmor verkleidet.

Pakistan, das nach der Herauslösung aus Britisch-Indien Karachi (Provinz Sindh) als Interimshauptstadt gewählt hatte, beschloss 1960 den Bau von Islamabad („Stadt des Islam“) als zukünftigen Sitz der Regierung. Name und Anlage der Stadt sollten die religionsgebundene Identität des jungen Staates wiedergeben. Der rasterförmige Grundriss, der Islamabad in quadratische Sektoren einteilt, spielt auf die symmetrische Formstrenge der traditionellen islamischen Architektur an. Dies wurde auch beim Parlamentsgebäude und dem Sitz des Präsidenten beachtet, die nach Entwürfen des US-Amerikaners Edward Durell Stone als flache, symmetrische Stufenpyramiden ausgeführt sind. Ansonsten entsprechen die meisten Regierungs- und Verwaltungsbauten aber weitestgehend den rationalen Prinzipien der westlichen Moderne.
Eine weitaus stärkere traditionelle Prägung als die Profanarchitektur weisen die Sakralbauten des unabhängigen Pakistan auf. Die 1984 vollendete, mit weißem Marmor verkleidete Faisal-Moschee in Islamabad des türkischen Architekten Vedat Dalokay besitzt zwar im Gegensatz zu herkömmlichen Moscheen keine Kuppel, ähnelt aber durch ein Faltdach einem arabischen Wüstenzelt. Die hohen, schlanken Minarette stellen moderne Interpretationen türkischer Vorbilder dar. Das marmorverkleidete Mausoleum des Staatsgründers Muhammad Ali Jinnah aus dem Jahre 1970 in Karachi greift die überkuppelte Würfelform früher indo-islamischer Grabmäler auf und kombiniert sie mit modernen Parabelbogenportalen.
Zu den bedeutendsten Werken einheimischer Architekten zählt Nayyar Ali Dadas 1971 bis 1992 etappenweise erbauter Alhamra Arts Council in Lahore. Die großflächigen Außenwände lassen den Bau massiv und gedrungen erscheinen, stellen aber einen effizienten Hitzeschutz dar. An den Ecken sparen sie tief eingerückte Fensternischen aus. Das Innere, dessen Raumaufteilung allein Strukturelemente wie schlanke Betonsäulen und dreieckige Kassettenplatten bestimmen, wird ausreichend beleuchtet, ohne der direkten Sonneneinstrahlung ausgesetzt zu sein. Strukturell ein Bau der westlichen Moderne, verwendet der Alhamra Arts Council den regionaltypischen roten Backstein als Baustoff und knüpft damit an ältere Bautraditionen an, ohne diese in der Formgebung zu imitieren.

### Bangladesch

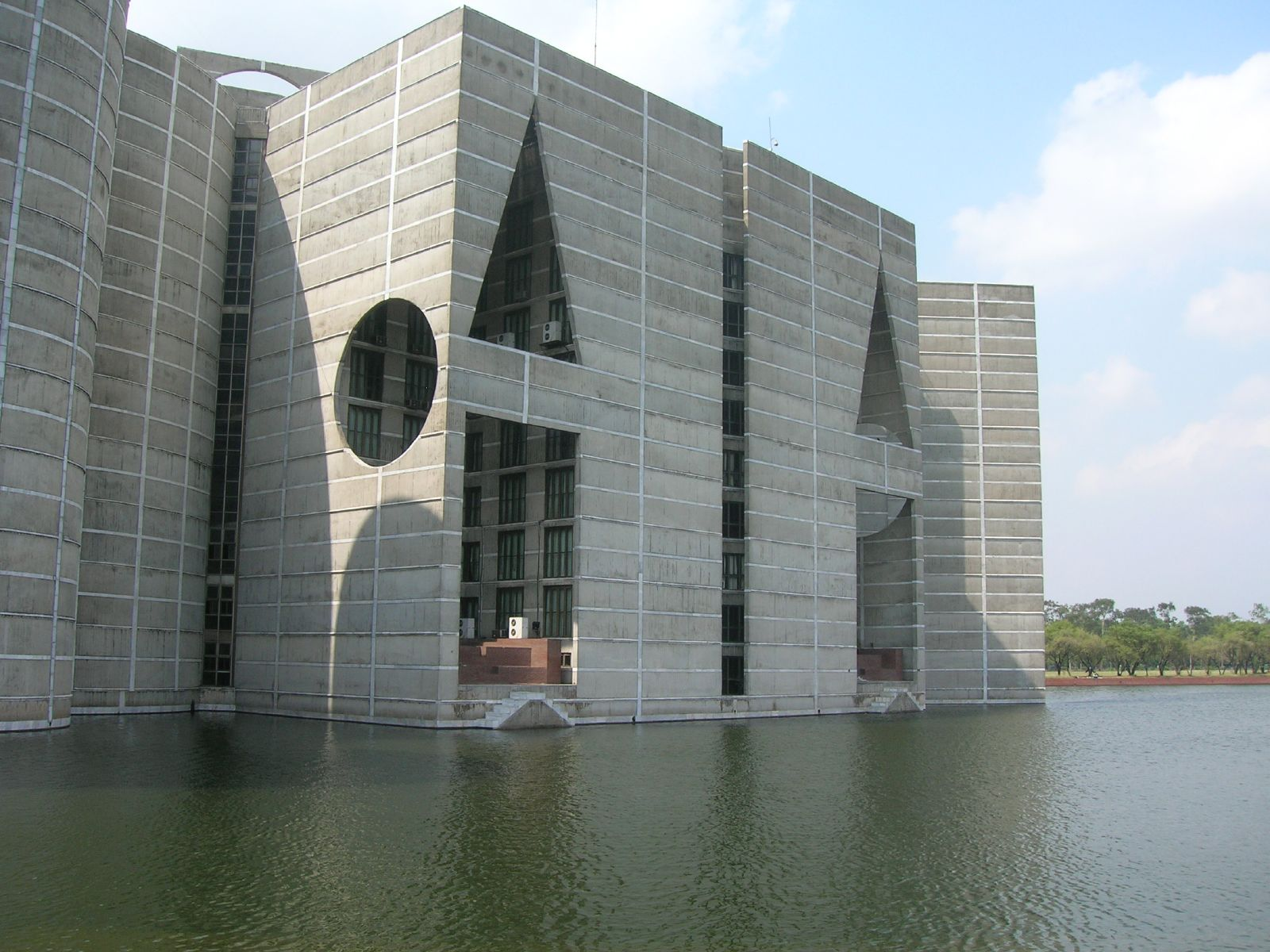
Große, streng geometrische Öffnungen gliedern die Betonfassade des Parlamentsgebäudes (1962–1982) in Dhaka, der Hauptstadt Bangladeschs. Sie leuchten den Innenraum optimal aus, vermeiden aber die direkte Sonneneinstrahlung.

Mit Muzharul Islam hat das frühere Ostpakistan einen der bedeutendsten Architekten Südasiens hervorgebracht. Seine Frühwerke aus den 1950er Jahren, wie das College of Arts and Crafts und die Universitätsbibliothek in der Hauptstadt Dhaka, zeigen Einflüsse von Le Corbusiers funktionalistischem Internationalen Stil. Kubische Stützenbauten sind durch überstehende Dächer und tief zurückgesetzte Fenster mit Sonnenschutzvorrichtungen an das heiße Klima angepasst. Ab den späten 1960er Jahren bevorzugte Islam eine massivere Bauweise ohne Stützen, so zu sehen an der Nationalbibliothek von 1985.
Der US-Amerikaner Louis I. Kahn entwarf zwischen 1962 und 1969 das Regierungsviertel (Sher-e-Bangla Nagar) für Ostpakistan in Dhaka. Nach seinen Plänen wurde 1982 auch das Parlamentsgebäude des seit 1971 unabhängigen Bangladesh fertiggestellt. Große rechteckige, dreieckige und kreisförmige Wanddurchbrüche lassen Licht auf die dahinter liegenden Fensterfassaden fallen, ohne diese der direkten Sonneneinstrahlung auszusetzen. Wasserflächen umgeben den in neun Flügel unterteilten Betonbau, der zu den größten Parlamentsgebäuden der Welt zählt.
In neuerer Zeit finden sich neben dem dominierenden Stil der westlichen Moderne zunehmend eklektische Mischungen, die westliche Bauweisen anachronistisch mit islamischen Elementen verbinden. Daneben gibt es Versuche, moderne Konstruktionen durch die Nutzung traditioneller Baumaterialien wie rotem Backstein und aus der herkömmlichen regionalen Bauweise abgeleitete aber dem Zweck angepasste Dachformen stärker der architektonischen Tradition gerecht werden zu lassen.

### Überblickswerke
- Mario Bussagli: Weltgeschichte der Architektur. Indien, Indonesien, Indochina. Deutsche Verlags-Anstalt, Stuttgart 1985, ISBN 3-421-02842-7.
- Klaus Fischer, Michael Jansen, Jan Pieper: Architektur des indischen Subkontinents. Wissenschaftliche Buchgesellschaft, Darmstadt 1987, ISBN 3-534-01593-2.
- Manfred Görgens: Kleine Geschichte der indischen Kunst. DuMont Verlag, Ostfildern 1986, ISBN 3-7701-1543-0.
- Herbert Härtel, Jeannine Auboyer (Hrsg.): Indien und Südostasien (= Propyläen Kunstgeschichte, Band 21 des Nachdrucks in 22 Bänden). Propyläen Verlag, Berlin 1971, verkleinerter Nachdruck 1985.
- Heinz Mode: Kunst in Süd- und Südostasien. Verlag der Kunst/Verlag Iskusstwo, Dresden/Moskau 1979 (Gemeinschaftsausgabe).
- Kamil Khan Mumtaz: Architecture in Pakistan. Concept Media, Singapur 1985. (auch online im PDF-Format verfügbar auf dem Server von archnet.org)
- Bindia Thapar: Introduction to Indian Architecture. Periplus Editions, Singapur 2004, ISBN 0-7946-0011-5.

### Hinduistische, buddhistische und jainistische Architektur
- Herbert Plaeschke und Ingeborg Plaeschke: Hinduistische Kunst. Koehler & Amelang, Leipzig 1978
- Herbert und Ingeborg Plaeschke: Indische Felsentempel und Höhlenklöster. Koehler & Amelang, Leipzig 1982
- Andreas Volwahsen: Indien. Bauten der Hindus, Buddhisten und Jains. Aus der Reihe: Architektur der Welt. Benedikt Taschen Verlag, Köln 1994, ISBN 3-8228-9532-6.
- Titus Burckhardt: Vom Wesen heiliger Kunst in den Weltreligionen. Origo, Zürich 1955. Stark erweiterte Neuausgabe als: Heilige Kunst in den Weltreligionen. Chalice, Xanten 2018, ISBN 978-3-942914-29-1. Enthält ein ausführliches Kapitel zum indischen Tempelbau.

### Indo-islamische Architektur
- Klaus Fischer, Christa-M. Friederike Fischer: Indische Baukunst islamischer Zeit. Holle Verlag, Baden-Baden 1976, ISBN 3-87355-145-4.
- Andreas Volwahsen: Islamisches Indien. Aus der Reihe: Architektur der Welt. Benedikt Taschen Verlag, Köln 1994, ISBN 3-8228-9531-8.

### Moderne Architektur
- Kamil Khan Mumtaz: Modernity and Tradition: Contemporary Architecture in Pakistan. Oxford University Press, Karachi 1999, ISBN 0-19-577853-7.
- Jagan Shah: Contemporary Indian Architecture. Roli Books, Delhi 2007, ISBN 81-7436-446-3.
- Die Architekturzeitschrift Arch+ hat in Zusammenarbeit mit dem Urban Age Projekt in der Ausgabe 185/November 2007 die aktuellen Entwicklungen in Städtebau und Architektur veröffentlicht (bearbeitet von Anh-Linh Ngo, Kristina Herresthal, Anne Kockelkorn, Martin Luce); Arch+-Verlag, Aachen 2007, ISBN 978-3-931435-13-4.